# Histoire de la cité scolaire Robert-Badinter
Vous lisez un « bon article » labellisé en 2015.
L’histoire de la cité scolaire Robert-Badinter (qui réunit le lycée international Robert-Badinter et le collège Augustin-Thierry) commence avec la création, par lettres patentes, d'un collège royal à Blois par Henri III en 1581 et continue jusqu'à nos jours, malgré plusieurs interruptions et changements de noms et de locaux.
Ouvert le 1er avril 1587, le premier collège de Blois est d'abord implanté dans une maison du quartier du Bourg-Neuf, situé en dehors des murailles de la ville. L'établissement est ensuite déplacé, en 1601, dans la rue Bretonnerie, sur le site de la poste centrale actuelle. Tenu par des séculiers jusqu'en 1622, le collège royal est alors confié à la Compagnie de Jésus, qui en perd la direction lorsqu'elle est expulsée de France en 1764.
Fermé en 1793 par les révolutionnaires, le collège n'est recréé qu'en 1804, sous la forme d'une école communale secondaire, promue au rang de collège en 1808. Désormais implanté dans l'ancien couvent du Bourg-Moyen, l'établissement accueille une bonne partie de la bourgeoisie blésoise. Un nom lui est ensuite attribué le 30 septembre 1872 pour rendre hommage à l'un de ses plus célèbres élèves, l'historien blésois Augustin Thierry (1795-1856). Détruit dans un incendie provoqué par les bombardements allemands au début de la Seconde Guerre mondiale, le collège connaît alors plusieurs années d'itinérance sous l'égide de l'occupant.
En 1944-1946, l'établissement est finalement déplacé au no 13 de l'avenue de Châteaudun, dans des locaux auparavant affectés à l'asile départemental de Loir-et-Cher. Promu au rang de lycée d'État en octobre 1946, Augustin-Thierry connaît plusieurs décennies de forte croissance et atteint son apogée à la fin des années 1980 : il accueille alors environ 2 600 élèves et étudiants. Devenu cité scolaire avec la création d’un collège d'enseignement général (1963) et d'une section technique (1964), Augustin-Thierry joue un rôle primordial dans l'ouverture internationale de Blois, grâce à la mise en place de jumelages avec les villes britannique de Lewes et allemande de Waldshut. Il contribue également longtemps au dynamisme culturel de la préfecture de Loir-et-Cher, par l'intermédiaire de bals, de représentations théâtrales ou de comédies musicales.
En janvier 2025, l'établissement est promu au rang de lycée international. En l'honneur de l'artisan de l'abolition de la peine de mort, il est alors rebaptisé lycée Robert-Badinter, mais le collège Augustin-Thierry conserve son nom originel.

## Antécédents

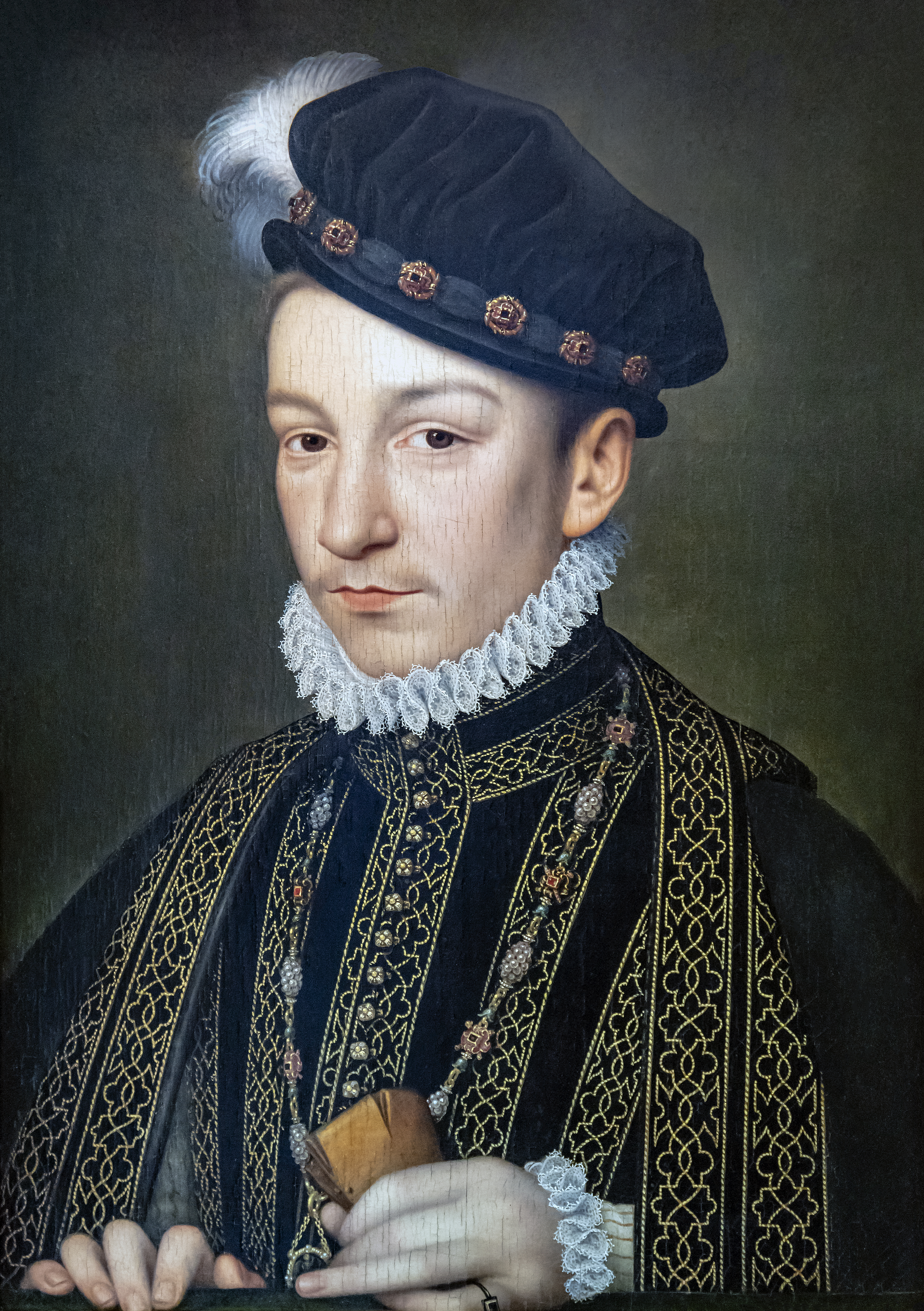
Le roi Charles IX par François Clouet (XVIe s.).

L'histoire de l'enseignement à Blois au Moyen Âge est très mal connue. Seule l'existence d'une école de bénédictins, dont Pierre de Blois fut l'élève le plus célèbre, est attestée à l'abbaye Saint-Laumer à une époque reculée. Ce n'est qu'à partir du XVIe siècle que l'on retrouve assez de documents pour dresser un véritable état des lieux de l'éducation dans la future préfecture de Loir-et-Cher.
En 1560, l'ordonnance royale émise par Charles IX après les États généraux d'Orléans oblige tous les chapitres de chanoines du royaume à fournir le revenu d'une prébende pour l'entretien d'un précepteur chargé d'instruire gratuitement les jeunes gens de leur ville. Cependant, à Blois, l'application de cette ordonnance tarde longuement à se mettre en place car les chanoines de Saint-Sauveur ne voient dans cette réforme qu'une perte substantielle de leurs revenus.
Alors que l'ordonnance d'Orléans semble en voie d'être appliquée, un conflit survient entre les deux candidats au poste de précepteur du futur collège de Blois. Après la nomination de Jean Housset, ancien régent (c'est-à-dire professeur) de l'université de Paris, son compétiteur malheureux, Laurent Le Tellier, porte l'affaire devant le Parlement de Paris, qui tranche finalement en sa faveur. Mais, nommé « maître et professeur des grandes écoles de Blois » en 1569, Letellier s'éteint peu de temps après, sans que sa succession soit assurée.

## Le collège royal de Blois

### Le premier collège royal

#### La création du collège par Henri III

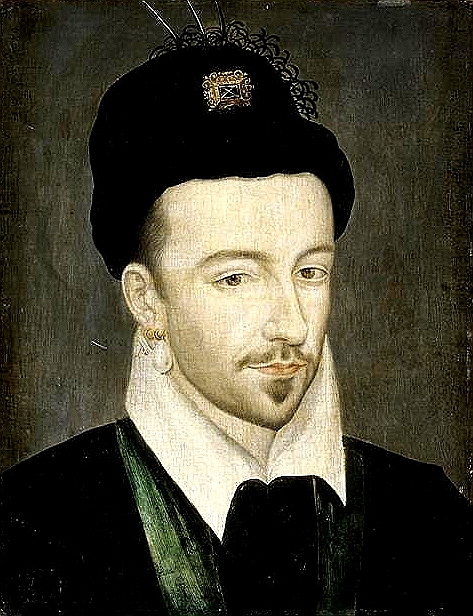
Le roi Henri III, vers 1575. Peinture anonyme.

Le collège de Blois est finalement créé par lettres patentes du roi Henri III datées du 10 décembre 1581. Profitant de la présence du souverain et de la cour dans leur « bonne ville », les Blésois lui ont en effet fait connaître leur désir de bénéficier d'une école apte à former leur jeunesse. C'est en tout cas ce que laisse penser le contenu du document royal :
— Jean-Yves Denis, Le Collège - Le Lycée Augustin-Thierry : grande et petite histoire, p. 11.
Afin d'assurer l'indépendance financière du futur collège et de lui permettre d'acquérir des locaux adaptés, le souverain lui fournit des revenus réguliers. Les finances du collège sont ainsi fondées sur un octroi à prendre sur les marchandises passant au-dessus et en dessous du pont de la ville, mais également sur un prélèvement de six sols par minot de sel vendu au grenier à sel de Blois et à la chambre de Mer.

#### Organisation de l'établissement

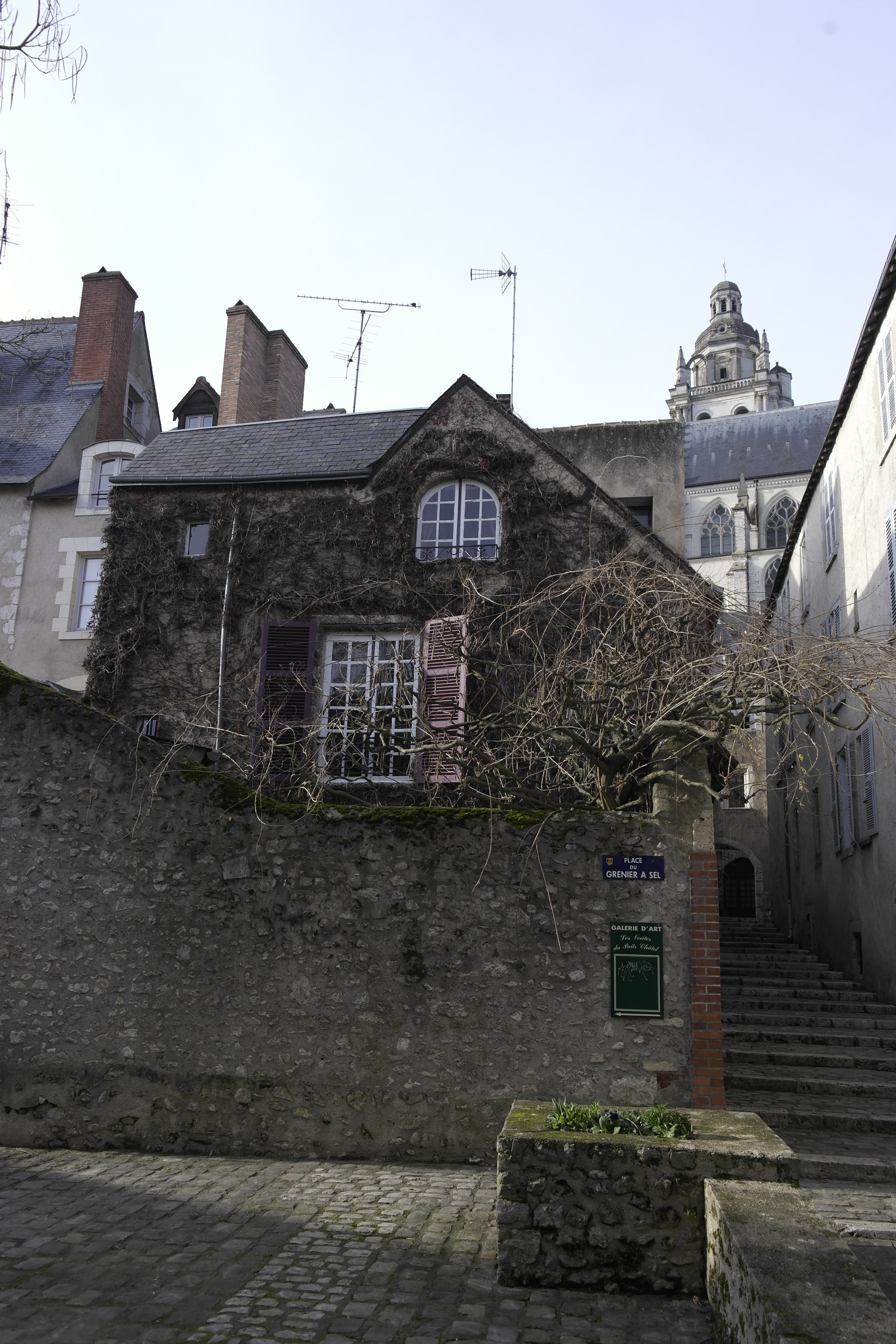
Vue du grenier à sel de Blois, qui fournissait une partie de ses revenus au collège royal (2015).

Ouvert le 1er avril 1587 dans une résidence du Bourg-Neuf appelée « maison de Saint-Christophe »,, le collège royal de Blois reçoit le monopole de l'éducation secondaire dans la ville et seuls sont désormais autorisés à ses côtés des petites écoles de lecture. L'établissement est pourvu d'un règlement intérieur très strict qui reprend largement le statut des collèges de l'université de Paris. Les élèves doivent s'y exprimer uniquement en latin et les pensionnaires ne peuvent sortir de l'école sans l'autorisation du principal. Tous les élèves doivent assister quotidiennement à la messe et les pensionnaires ont l'obligation de se confesser à chaque grande fête et de jeûner, s'ils le peuvent, les jours de vigile. Pendant le dîner, les élèves les plus avancés lisent, chacun leur tour, l'Ancien et le Nouveau Testament. De fait, le rôle majeur du principal est d'éloigner les élèves de tout mauvais exemple et de les éduquer dans la crainte de Dieu.
L'établissement est composé de cinq classes supervisées par des régents (quatre laïcs et un prêtre) aux revenus inégaux : celui chargé de la première classe reçoit 200 livres de gages, celui de la deuxième classe 150 livres, le troisième 60 livres, le quatrième 50 livres et le dernier, qui s'occupe également de dire la messe, est payé 100 livres. Outre leur salaire, les régents reçoivent des élèves un demi-écu par an, avec lequel ils doivent fournir les chandelles pour l'éclairage de leur classe. Les élèves pauvres étant exemptés de cette somme, les régents peuvent toutefois abandonner l'indemnité au principal, qui s'occupe alors de l'éclairage de leur classe.
En plus de ses fonctions de superviseur, le principal doit également assurer les cours de grec ancien dans l'établissement. Pour son travail, il reçoit 600 livres de gages, auxquels s'ajoute le revenu des prébendes de l'abbaye Saint-Laumer. Il reçoit par ailleurs une somme variant entre 80 et 100 livres, en fonction des cours du prix du blé, pour la nourriture de chacun des pensionnaires. C'est cependant sur son salaire qu'est prélevé le budget nécessaire à l'entretien des bâtiments du collège.
| Date de nomination | Date de départ | Nom du principal          | Dates de vie | Éléments biographiques |
| ------------------ | -------------- | ------------------------- | ------------ | --- |
| 1587               | 1605           | Jean Housset (ou Gousset) |              | Il fut opposé, durant plusieurs années, à un dénommé Laurent Le Tellier pour le titre de « maître des grandes-écoles de la ville de Blois ». |
| 1605               | 1609           | Jacques Vallet            |              | |
| 1609               | 1622           | Jean Dufour               |              | Auteur d'un Horatius Christianus (1629). |

#### Des débuts difficiles
Le collège royal voit le jour dans un contexte mouvementé. Depuis 1562, la France est secouée par les guerres de religion qui opposent catholiques et protestants. Le Val de Loire, qui accueille périodiquement la Cour dans ses châteaux, est alors le théâtre de violences, dont le sac de Blois par les huguenots en 1568 ou l'assassinat du duc de Guise, chef des Ligueurs, sur ordre du roi Henri III en 1588 ne sont que des exemples.

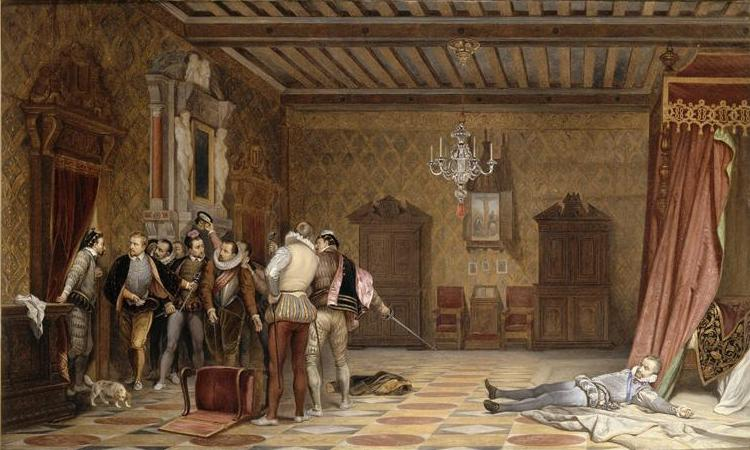
L'assassinat du duc de Guise au château de Blois est l'un des moments forts des guerres de religion en France. Tableau de Paul Delaroche, 1834.

Le collège ayant été implanté dans le quartier du Bourg-Neuf, c'est-à-dire en dehors des murailles de la ville, il est situé dans une zone plus difficile à protéger. Beaucoup de parents craignent donc qu'en y scolarisant leurs enfants, ils ne fassent d'eux des proies faciles pour les milices de l'un ou l'autre camp. Dans ces conditions, les Blésois préfèrent  envoyer leur progéniture faire ses études à Paris et le collège peine à trouver des effectifs. Après quelques années, l'établissement périclite et est fermé à plusieurs reprises, malgré les efforts des autorités municipales qui cherchent à maintenir son existence.
En 1601, le collège est déplacé rue Bretonnerie, à l'emplacement de l'actuelle « poste du château », dans des locaux achetés pour 1 095 écus d'or. Cependant, le collège est rapidement traversé par de graves luttes intestines. Son premier principal, Jean Housset, démissionne de son poste en 1605 mais s'emploie immédiatement à détourner les internes de l'institution en les accueillant chez lui comme pensionnaires. Surtout, les nouvelles autorités du collège, le sieur Vallet (1605-1609) puis Jean Dufour (1609-1622), sont contestées par les régents, qui sapent ouvertement leur autorité malgré l'augmentation de leurs gages. Dans ce contexte conflictuel, l'indiscipline se développe au collège. Les enfants y jouent aux cartes, parlent français plutôt que latin, profèrent des jurons, et rentrent ou sortent librement de l'établissement avec la complicité du gardien.
Afin de ramener le calme dans le collège, le principal Jean Dufour obtient, en 1611, l'autorisation des échevins de destituer lui-même les régents faisant preuve d'indiscipline. Malgré tout, il échoue à reprendre en main le collège. Par conséquent, les notables de Blois demandent à plusieurs reprises au roi, à partir de 1603, de confier la direction de l'établissement à la Compagnie de Jésus.

### Le collège jésuite

#### Louis XIII confie le collège aux jésuites

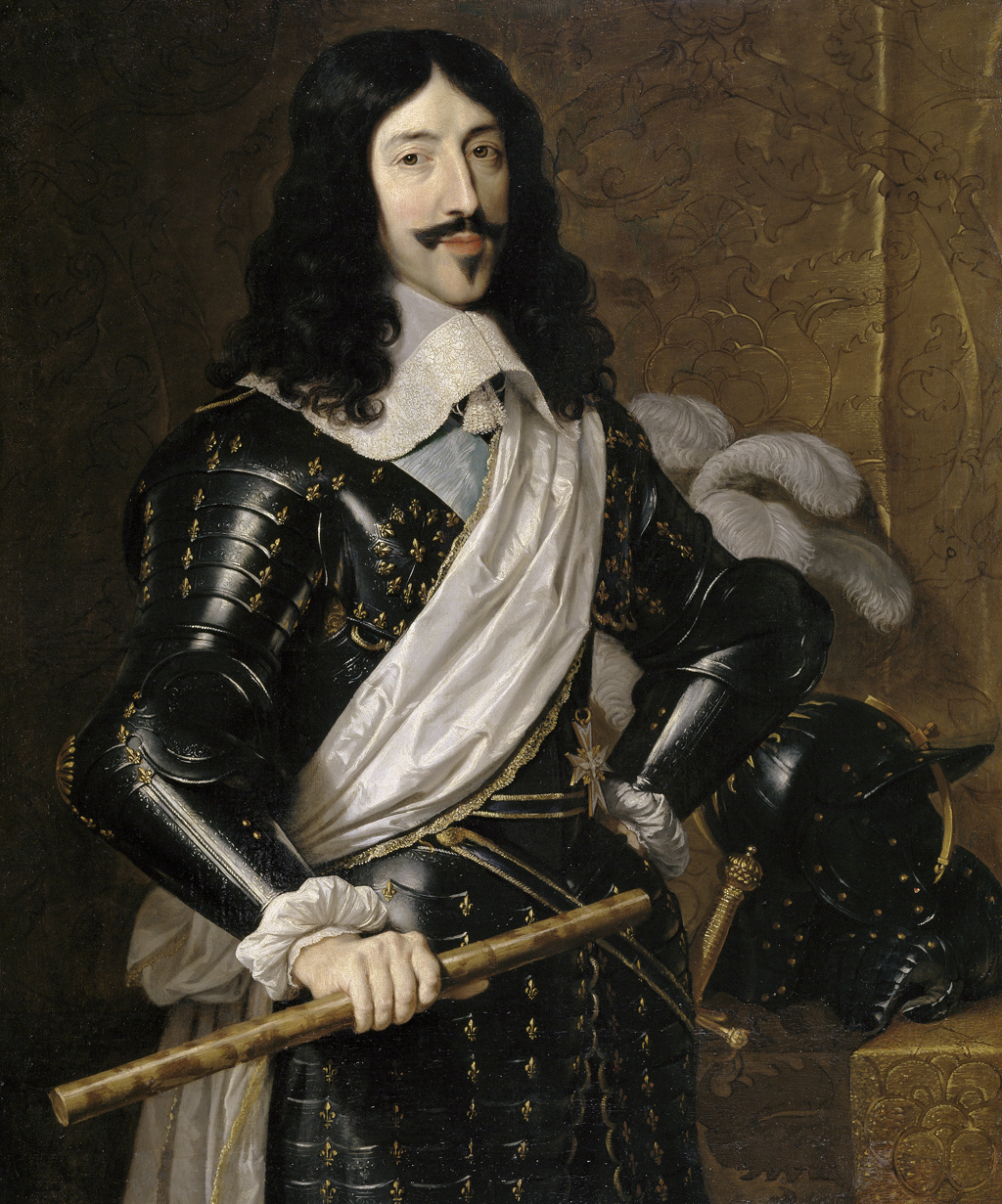
Le roi Louis XIII par Philippe de Champaigne. Fin du XVIIe siècle.

Devant le mécontentement des Blésois, le roi Louis XIII donne finalement satisfaction aux autorités municipales en confiant le collège aux jésuites le 16 novembre 1622 :

« Aujourd'hui, 16° novbr mille six cent vingt deux, le Roi estant à Tarascon désirant gratifier et favorablement traiter les Magistrats Eschevins Officiers Marchans bourgeois et habitans de sa ville de Bloys et inclinant à la très humble supplication qu'ils lui ont faite.
Sa Majesté leur a accordé que le Collège de ladite ville avecq ses revenus appartenances et deppendances soye et demeure désormais inséparablement uny à la Société des Pères Jésuites de son royaume à la charge d'y faire exercer à perpétuité les fonctions de leur ordre et proffession et spécialement pour l'instruction des enffants de ladite ville aux bonnes moeurs avecq tel nombre de classes, de lecteurs et professeurs en service qui sera advisé entre eulx permettant Sadite Majesté aux dits Pères Jésuites d'accepter et posséder les legs et donnations qui leur pourront être faits pour l'augmentation du revenu dudit Collège jusques à la somme de six mil livres de rentes [...] »

— Jean-Yves Denis, Le Collège - Le Lycée Augustin-Thierry : grande et petite histoire, p. 14.
À peine nommés à la tête du collège, les jésuites s'appliquent à y ramener l'ordre. Sous leur direction, l'établissement se développe même et le nombre d'élèves augmente, pour atteindre le chiffre de 239 élèves en 1626. Une nouvelle classe doit alors être ouverte et des travaux sont entrepris dans l'établissement (pavement de la cour, construction d'une galerie). Quatre ans plus tard, en 1630, c'est au tour d'une classe de philosophie d'être créée au collège. Une nouvelle salle est édifiée, ainsi qu'une chambre pour le régent supplémentaire, ce qui coûte à la ville pas moins de 2 000 livres.

#### L'érection de la chapelle Saint-Louis-des-Jésuites

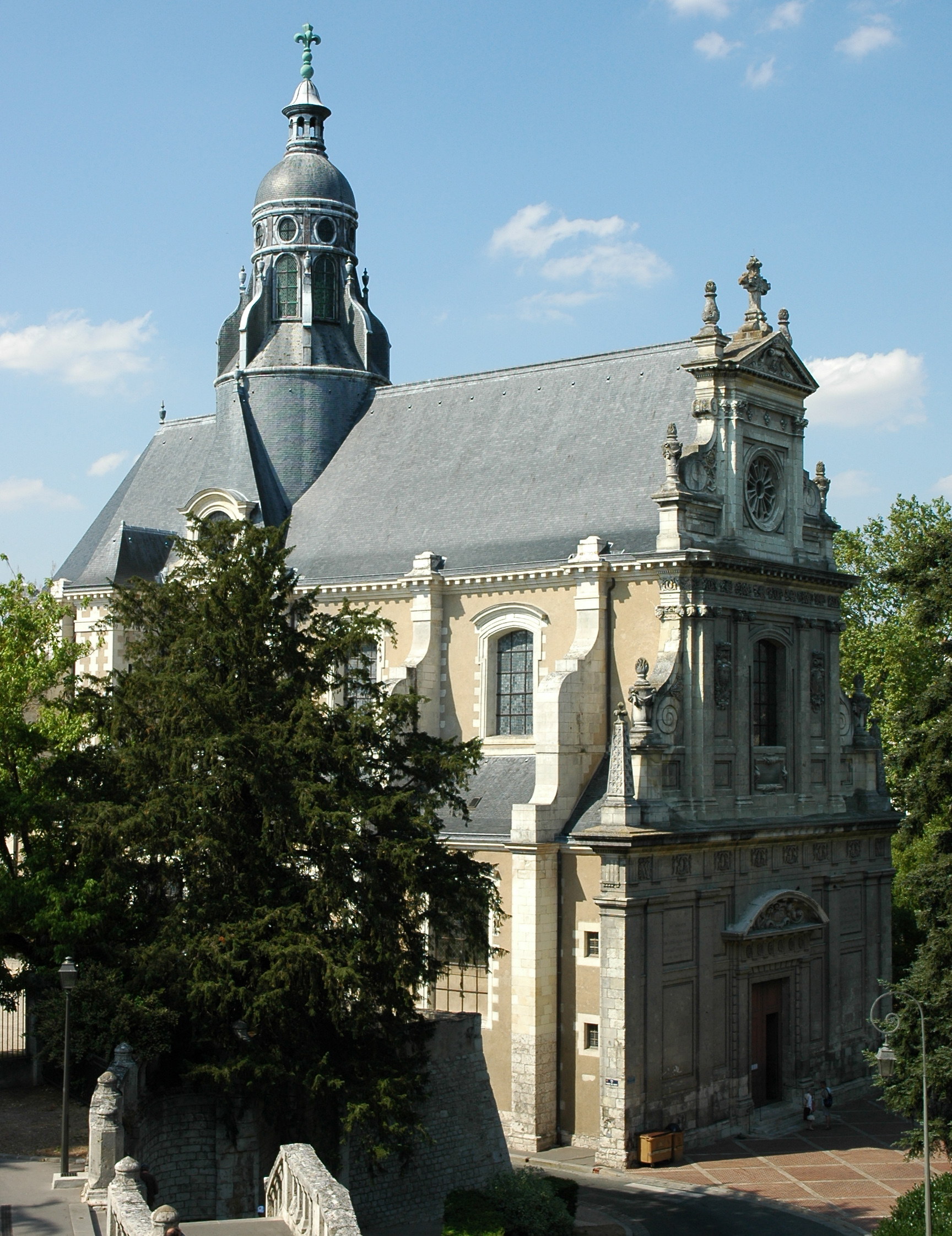
L'église Saint-Vincent-de-Paul, en 2013.

Avec l'agrandissement de ses locaux (sous la direction successive du père Étienne Martellange et du frère Charles Turmel) et l'augmentation du nombre de ses professeurs, le collège connaît d'importantes difficultés financières. Or, le roi Louis XIII prive l'établissement d'une partie de ses revenus en exemptant les Blésois de tout droit sur le sel. Le souverain compense toutefois cette perte d'argent en octroyant à l'institution une rente annuelle de 1 000 (1634) puis 1 200 livres (1641).
Ces problèmes économiques n'empêchent pas les jésuites de vouloir afficher la grandeur de leur ordre en érigeant une chapelle de style baroque au collège. Pour ce faire, ils acquièrent, dès 1623, un terrain contigu à l'école grâce à un don du bailli Henri Hurault de Cheverny (fils du chancelier Philippe Hurault de Cheverny). Baptisée église Saint-Louis-des-Jésuites, la chapelle est achevée en 1671, avec le soutien financier de diverses personnalités, parmi lesquelles le roi et son frère, Gaston d'Orléans. Reconnaissants pour cette aide inespérée, les jésuites accueillent, plusieurs années plus tard, dans leur chapelle, un monument funéraire abritant le cœur du duc d'Orléans,.
Rebaptisée « église Saint-Vincent-de-Paul » en 1826, l'ancienne chapelle Saint-Louis constitue aujourd'hui le principal vestige du collège royal de Blois, dont il ne reste, par ailleurs, que le bâtiment sud, très remanié.

#### Un collège renommé

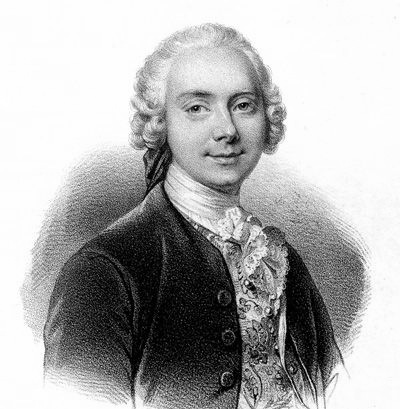
Le poète Jean-Baptiste Gresset, professeur au collège royal durant son noviciat chez les jésuites.

La réputation du collège, sous les jésuites, devient vite considérable et plusieurs des professeurs qui y enseignent alors jouissent, encore aujourd'hui, d'une célébrité certaine. Parmi ceux-ci, le principal Jean de Brisacier (1603-1668) fut nommé à la tête du collège en 1651. Pourfendeur du jansénisme (incarné dans le Blésois par l'abbé Jean Callaghan de Cour-Cheverny), il devient plus tard visiteur apostolique de la province de Portugal,. Le professeur de rhétorique Jean-Baptiste Gresset (1709-1777), auteur du poème Vert-Vert en 1734, fut membre de l'Académie française à partir de 1748.
D'autres personnalités liées au collège se font connaître pour leur rôle dans la conquête, l'administration et l'évangélisation de la Nouvelle-France. Il en va ainsi de René-Robert Cavelier de La Salle (1643-1687), célèbre découvreur de la Louisiane, qui enseigne au collège de Blois et à celui de Tours de 1664 à 1666. Il en va également du père Jérôme Lalemant (1593-1673), missionnaire chez les Hurons, qui exerce la fonction de recteur du collège de Blois entre 1632 et 1636. Il en va aussi de Charles Raymbault (1602-1642) et de Jacques-Quintin de la Bretonnière (1689-1754), qui enseignent à Blois avant de rejoindre la mission de Nouvelle-France, pour y convertir les Amérindiens au catholicisme,.
De la même façon, plusieurs élèves de l'établissement deviennent célèbres en divers domaines. Ange-François Fariau de Saint-Ange (1747-1810) se fait ainsi connaître comme poète, traducteur et académicien. Quant à Claude Dupin (1686-1769), il passe à la postérité en tant que financier et fermier général. Finalement, Jean-Baptiste de Vimeur de Rochambeau (1725-1807), qui passe six mois au collège avant de retourner étudier à Vendôme, devient célèbre en dirigeant l'escadre française participant à la Guerre d'indépendance américaine.
| Date de nomination | Date de départ | Nom du recteur           | Dates de vie | Éléments biographiques                                                                  |
| ------------------ | -------------- | ------------------------ | ------------ | --------------------------------------------------------------------------------------- |
| 1623               | 1632           | Aignan Moreau            | Né en 1571   |                                                                                         |
| 1632               | 1636           | Jérôme Lalemant          | 1593-1673    | Missionnaire en Nouvelle-France (1638-1673).                                            |
| 1637               | 1641           | Charles Paulin           | 1593-1653    | Confesseur du jeune Louis XIV (1649-1653),.                                             |
| 1651 ou 1652       | 1654           | Jean de Brisacier        | 1603-1668    | Célèbre pour son combat contre le jansénisme, il est par ailleurs Visiteur de Portugal. |
| 1654               | 1660           | Lecointre                |              |                                                                                         |
| 1660               | 1663           | Pierre de Villongues     |              |                                                                                         |
| 1663               | 1664           | Pierre Martin            |              |                                                                                         |
| 1664               | 1677           | Jean Foyard              |              |                                                                                         |
| 1677               | 1687           | Cadeau                   |              |                                                                                         |
| 1687               | 1700           | François Voisin          |              |                                                                                         |
| 1700               | 1705           | Robert Riquez            |              |                                                                                         |
| 1705               | 1707           | Jean Vanhrin ou Van-Rhyn |              |                                                                                         |
| 1707               | 1709           | Jean Paillot             | 1654-1709    | Auteur de pièces de théâtre.                                                            |
| 1709               | 1727           | André Le Camus           | 1663-1740    | Auteur de pièces de théâtre pour le collège de Paris.                                   |
| 1727               | 1740           | Gilbert Petit            | d. 1740      | Missionnaire en Inde.                                                                   |
| 1740               | 1746           | Joseph Duprais           |              |                                                                                         |
| 1746               | 1750           | Jean Pichon              | 1683-1751    | Auteur, Grand-vicaire et visiteur général du diocèse de Sion, en Suisse.                |
| 1750               | 1753           | Joseph d'Anthoyner       |              |                                                                                         |
| 1753               | 1756           | Nicolas-Ignace Coiffier  |              |                                                                                         |
| 1756               | 1760           | Étienne de Bonneuil      |              |                                                                                         |
| 1760               | 1762           | Louis Nepveu             |              |                                                                                         |

### Une longue période de déclin

#### L'expulsion de la Compagnie de Jésus

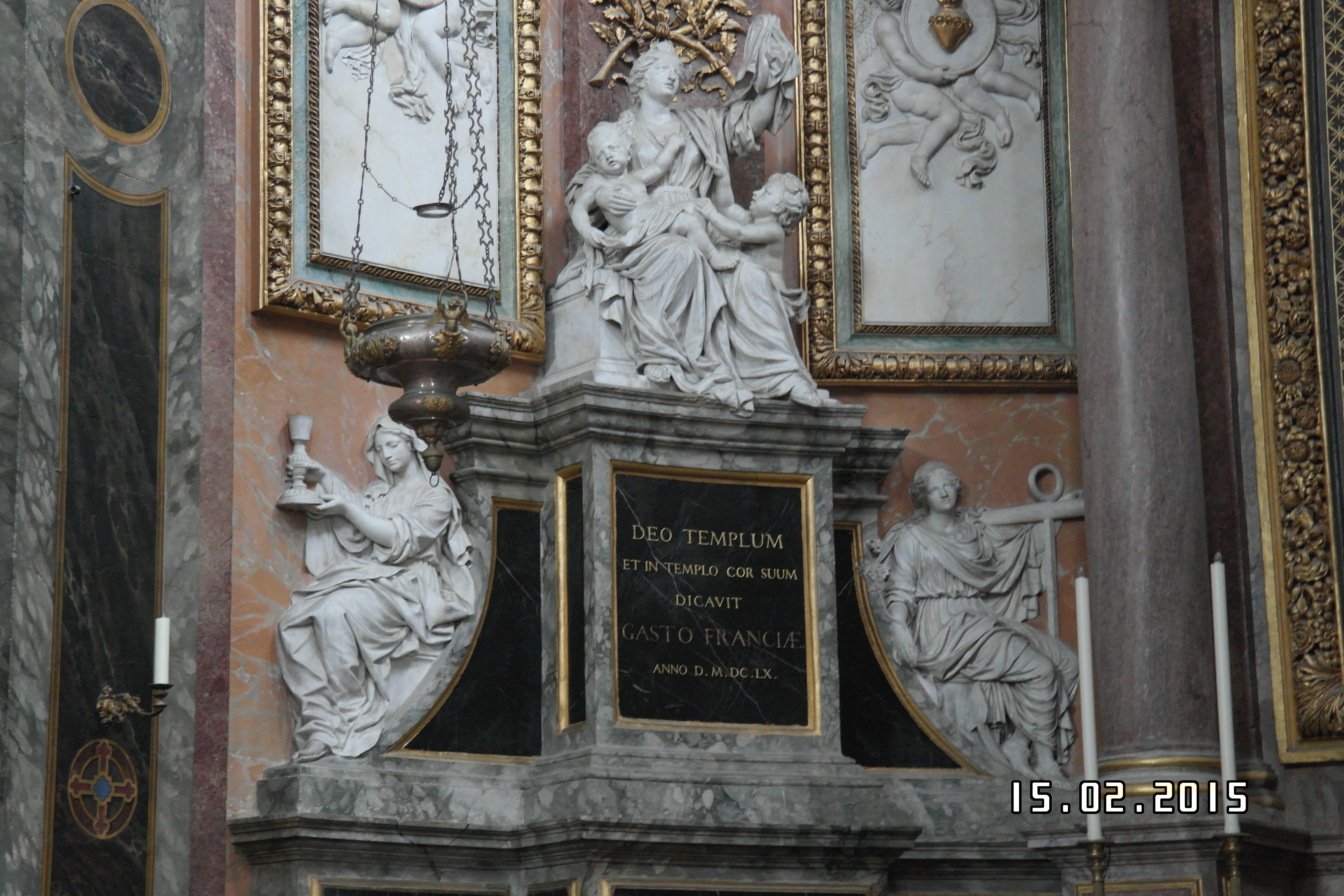
Monument funéraire dédié à Gaston d'Orléans, dans la chapelle du collège jésuite (2015).

Aux XVIIe et XVIIIe siècles, l'Église catholique de France est divisée entre courants ultramontains et gallicans. Fidèles soutiens du pape et opposés au jansénisme, les jésuites s'attirent les foudres de ceux qui défendent l'autonomie du clergé français. En 1762, le Parlement de Paris bannit la Compagnie de Jésus de France au motif qu'elle « nuit à l’ordre civil, viole la loi naturelle, détruit la religion et la moralité, [et] corrompt la jeunesse ». Le roi Louis XV essaie de temporiser mais doit finalement s'incliner. En novembre 1764, un édit du roi bannit les jésuites du pays, et les écoles qu'ils gèrent leur sont retirées.
À Blois comme ailleurs, le départ des jésuites est une catastrophe pour l'enseignement. Le collège royal est totalement désorganisé et les autorités municipales ne parviennent pas à y rétablir une éducation de qualité. Pourtant, l'établissement jouit d'une bonne santé financière et les revenus auparavant attachés à la Compagnie de Jésus lui sont conservés.

#### Le retour à une direction séculière

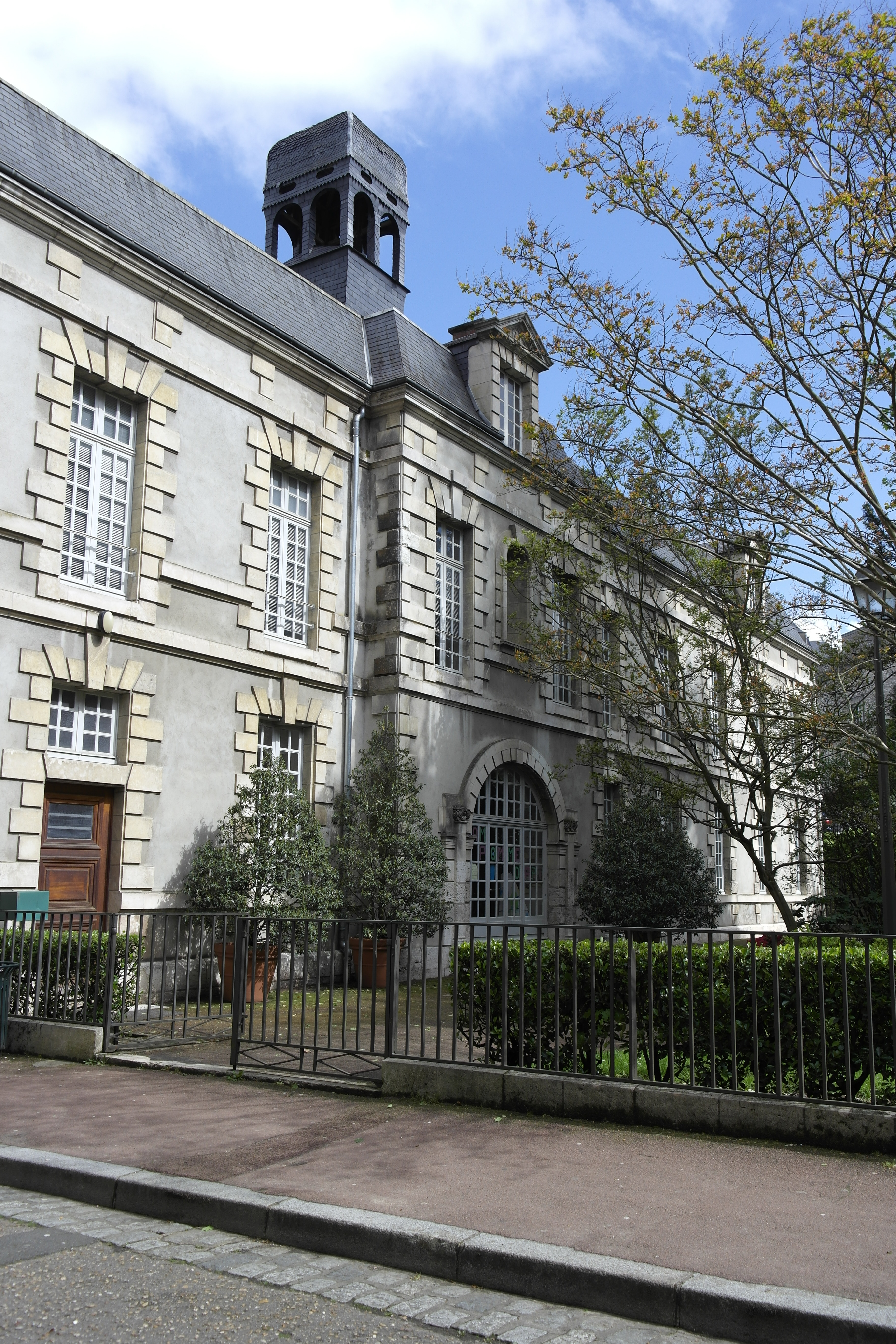
Vue de l'aile sud de l'ancien collège jésuite (2015).

Une fois les jésuites partis, les autorités municipales tentent de confier leur établissement aux bénédictins de l'abbaye Saint-Laumer, déjà réputés pour l'enseignement qu'ils dispensent au collège de Pontlevoy. Cependant, les religieux déclinent l'offre des édiles sous le prétexte que la décision du Parlement de Paris d'expulser les  disciples d'Ignace de Loyola obéit à une logique de sécularisation de leurs établissements scolaires. Les échevins se tournent alors vers les dominicains, sans plus de succès. Après plusieurs échecs, ils se résignent donc à confier le collège royal à des séculiers,.
Afin d'assurer le bon fonctionnement du collège, le roi Louis XV lui confère un nouveau règlement intérieur, signé à Versailles le 8 décembre 1763. Celui-ci reprend à peu de chose près les mêmes termes que le texte de 1587. Les honoraires du principal y sont toutefois réévalués (il reçoit désormais 1 000 livres par an), et ceux des régents également (le moins payé, celui de 6e, reçoit 600 livres par an). Autre nouveauté, les enseignants ont maintenant droit à une retraite de 300 livres, après 20 ans de service dans l'établissement.
En 1768, le collège reçoit comme nouveau principal le père Jean Boutault, un homme brave mais peu efficace qui reste à la tête du collège pendant 23 ans. À ses côtés, des régents guère compétents mais difficiles à recruter enseignent, en 1789, le latin, l'histoire, la géographie et la mythologie (matières de tronc commun) ainsi que les mathématiques (matière facultative). Quant à la philosophie et aux sciences, elles ont purement et simplement disparu du programme de l'établissement. Dans ces conditions difficiles, le collège périclite rapidement : alors qu'on y trouvait encore 120 élèves au départ des jésuites, il n'y en a plus que 26 en 1768. Devant ces résultats médiocres, les autorités blésoises essaient à plusieurs reprises de convaincre une nouvelle congrégation de prendre la direction du collège et c'est encore leur souhait en 1784 lorsqu'elles contactent, sans succès, les Frères des écoles chrétiennes.

#### La fermeture du collège royal

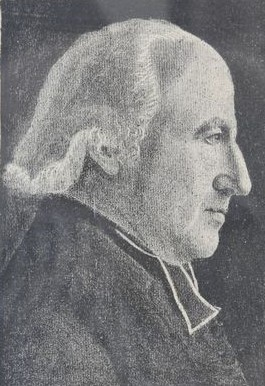
L'abbé Jean Boutault (fin XVIIIe), dernier recteur du collège royal.

Désireuses de sauver leur établissement secondaire, les autorités blésoises demandent, le 2 décembre 1790, à la toute nouvelle Assemblée nationale la translation du collège de Pontlevoy dans l'abbaye Saint-Laumer et sa fusion avec le collège royal. Cependant, cette requête reste lettre morte et l'établissement poursuit son lent déclin.
Déjà très affaibli, le collège s'effondre avec les bouleversements liés à la Révolution française. En quelques mois, ses finances se désagrègent car les rentes dont il disposait sont abolies par le nouveau régime. En mai 1791, près de 8 000 livres sont ainsi dues à l'établissement et, avec seulement 4 647 livres de réserve, ses caisses sont presque vides. Face à la banqueroute qui menace, le principal et les professeurs ne sont même plus rémunérés.
Le 8 avril 1791, l'équipe éducative a de toute façon été renvoyée parce qu'elle a refusé de prêter serment à la Constitution, comme l'exige désormais la loi de tous les fonctionnaires. De nouveaux professeurs sont alors imposés mais les démissions, exclusions et absences se succèdent. Il n'y a guère de candidats et la plupart des enseignants restent peu de temps dans l'établissement car ils sont faiblement rémunérés et le sont de manière très irrégulière (avec parfois trois mois de retard). En ces temps de troubles politiques, la profession d'enseignant est par ailleurs dangereuse. Une dernière distribution de prix a tout de même lieu au collège en 1792 et les noms des lauréats sont inscrits sur les registres de la ville.
En 1793, la Patrie est déclarée en danger et le collège est fermé. Ses locaux sont réquisitionnés par la République afin d'abriter un atelier de fabrication de salpêtre et de munitions. La chapelle Saint-Louis-des-Jésuites est quant à elle transformée en magasin à foin. Plus grave encore, l'ancien principal Jean Boutault est arrêté par les nouvelles autorités et déféré devant le tribunal révolutionnaire. Il n'échappe à la guillotine que grâce aux témoignages des Blésois en sa faveur et à la chute de Robespierre,.
| Date de nomination | Date de départ | Nom du principal           | Dates de vie | Éléments biographiques |
| ------------------ | -------------- | -------------------------- | ------------ | --- |
| 1764               | 1767           | François-Marie Labady      |              | Doyen de la Faculté de Droit de Poitiers entre 1789 et 1791.                                                                                      |
| 1767               | 1769           | Philis de Jessin ou Gessin |              | |
| 1769               | 1791           | Jean Boutault              | 1738-1836    | Prêtre insermenté, il est arrêté et condamné à mort sous la Révolution. Il échappe cependant à la guillotine et devient maire de Vineuil en 1805. |

Henri Grégoire, évêque constitutionnel de Blois et député montagnard à la Convention.

## Une renaissance avortée

### L'échec du projet d'école centrale
Face à la dégradation de l'éducation en France, la Convention nationale décide de créer, dans chaque préfecture de département, une école centrale, c'est-à-dire un établissement d'enseignement secondaire chargé de succéder aux anciens collèges royaux. La loi du 18 germinal an III (7 avril 1795) pose ainsi les bases d'un nouvel établissement scolaire à Blois, à la grande satisfaction de la population et de l'évêque constitutionnel Henri Grégoire, qui a activement soutenu le projet du Comité d'instruction publique.
Cependant, le risque de voir Blois monopoliser l'enseignement public dans tout le Loir-et-Cher soulève l'indignation des Vendômois, soucieux de faire perdurer leur riche tradition éducative. Par l'intermédiaire du conventionnel Claude-Nicolas Leclerc, originaire de Villedieu, ils s'opposent donc fermement à l'ouverture d'une école centrale dans la préfecture. Pour cela, ils insistent sur le fait que Blois ne possède plus aucun local approprié  pour accueillir un établissement secondaire et fustigent le coût occasionné par la construction d'une nouvelle école dans le département. Les Vendômois soulignent, au contraire, le fait que leur ville possède l'emplacement idéal pour la future école centrale de Loir-et-Cher : celui de l'ancien collège des Oratoriens (actuel lycée Ronsard).
Devant la détermination des Vendômois, le représentant du peuple Baraillon, qui a pourtant déjà choisi les bâtiments de l'ancien couvent des Visitandines pour accueillir la future école centrale de Blois, capitule. Le 3 brumaire an IV (24 octobre 1795), la Convention vote donc l'implantation de l'établissement à Vendôme, et cela contre l'avis des autres représentants du département (les districts de Romorantin, de Saint-Aignant et de Mer votant contre, l'évêque Henri Grégoire étant quant à lui absent). Quant au couvent des Visitandines, il est plus tard réquisitionné pour abriter l'hôtel de préfecture du département.

### La diversification de l'offre scolaire à Blois

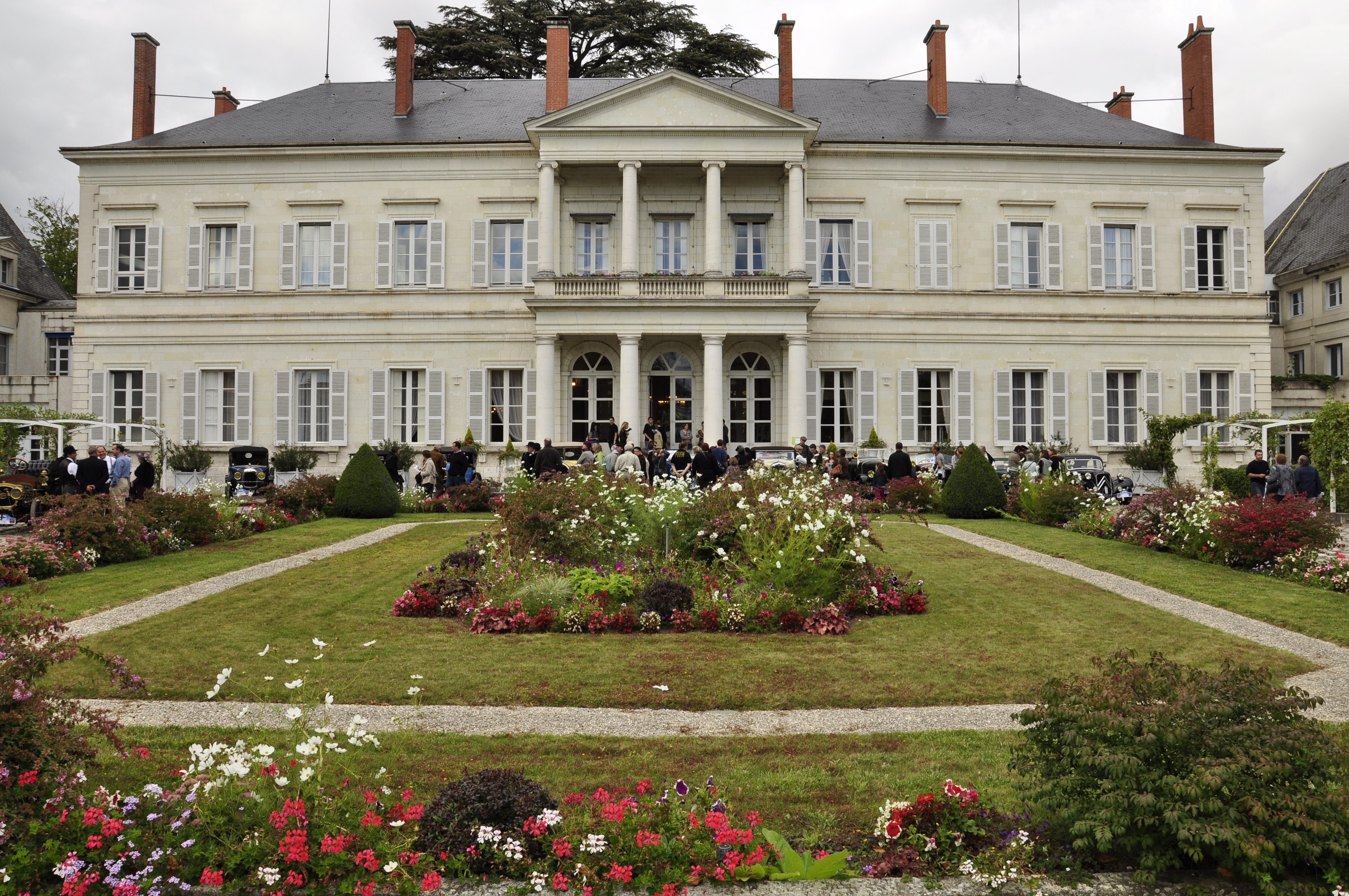
L'actuel hôtel de préfecture de Blois fut un moment envisagé comme siège du nouveau collège communal.

Malgré les complaintes de la municipalité, Blois reste résolument dépourvue d'école secondaire publique jusqu'au début du XIXe siècle. La Révolution ayant aboli le monopole éducatif, c'est donc à l'initiative privée que l'on doit le retour de l'enseignement secondaire dans la commune. En 1799 et en 1800, trois écoles privées, toutes pourvues d'un internat, sont en effet ouvertes dans la préfecture de Loir-et-Cher. Celle de M. Amant (ou Amand), un ex-professeur du collège de Pontlevoy, occupe les locaux, désormais fort délabrés, de l'ancien collège royal, au niveau de l'actuelle « Poste du château ». Celle de M. Biscarrat, un ex-Oratorien redevenu laïc, est d'abord implantée sur le site l'ancien séminaire, avant de déménager à l'abbaye de Bourg-Moyen. Enfin, celle de M. Hanassier est installée dans le local des Saintes-Maries (au niveau de l'actuel lycée catholique Notre-Dame-des-Aydes).
Cependant, la qualité de ces écoles n'est pas grande et on n'y enseigne que « les humanités, les mathématiques et quelques arts d'agrément » selon le préfet Louis Chicoilet de Corbigny. Avec 91 élèves (dont 60 pensionnaires) et 11 professeurs, l'école dirigée par Biscarrat est la plus importante. Mais, au total, les trois institutions réunies ne regroupent pas plus de 140 élèves. Dans ces conditions précaires, l'école dirigée par Amant ne tarde pas à péricliter, victime de la mauvaise gestion financière de son principal. Dans les mêmes moments, fin 1803, Biscarrat meurt et son établissement menace d'être dissous à la suite de la division provoquée par sa succession. La municipalité profite alors des événements pour réinvestir le champ de l'éducation secondaire.

## Du collège communal au collège Augustin-Thierry

### La création du collège moderne

#### De l'école secondaire communale au collège communal

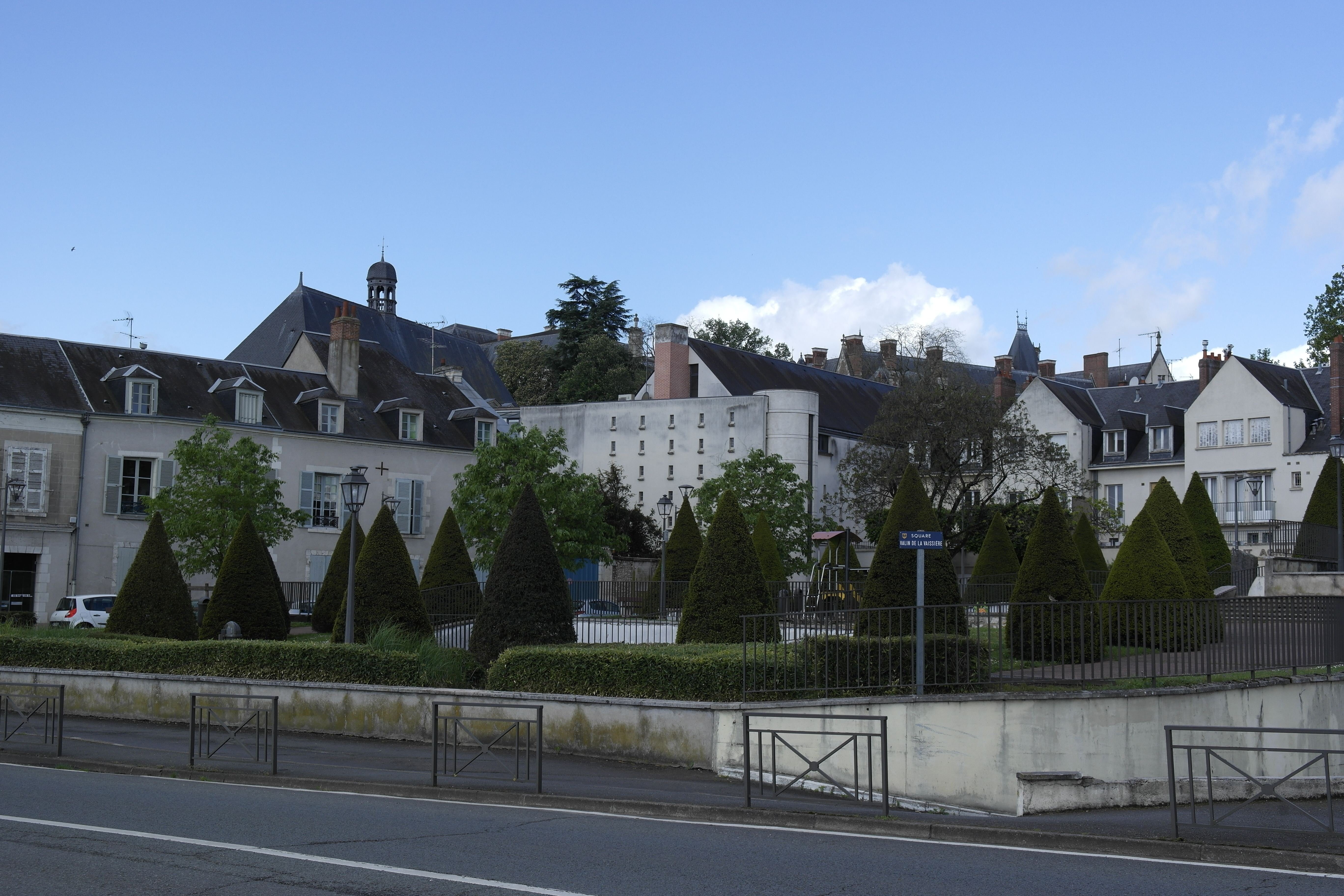
Vue du square Valin-de-la-Vaissière, où s'élevait le premier collège Augustin-Thierry (2015).

Sous la direction du maire Louis-Athanase Bergevin, les écoles fondées par Amant et Biscarrat passent sous la tutelle de la municipalité et fusionnent, en 1804, pour former l'école communale secondaire de Blois. Installé dans l'ancienne abbaye de Bourg-Moyen, à l'emplacement actuel du parking Valin-de-la-Vaissière, non loin des rives de la Loire, l'établissement reprend donc les locaux de l'école de Biscarrat.
Quatre ans plus tard, en 1808, l'empereur Napoléon Ier restaure le monopole universitaire et impose le contrôle des écoles secondaires communales par l'État. L'établissement est alors promu au rang de collège communal, statut qu'il conserve jusqu'à la Seconde Guerre mondiale.
Malgré ces évolutions positives, le recrutement des nouveaux professeurs de l'établissement s'avère une tâche ardue et les premiers enseignants du collège ne sont pas tous d'une grande qualité. Le professeur de latin est ainsi un ex-gendarme, qui manie la cravache en classe et se montre davantage soucieux de discipline que de syntaxe. Le professeur de rhétorique est quant à lui un ancien épicier de la ville, qui s'est reconverti dans l'enseignement après la création du collège. Il reste que les élèves de l'établissement travaillent dur et que beaucoup d'entre eux profitent de l'éducation qui leur est offerte pour s'élever socialement.
| Date de nomination | Date de départ | Nom du principal                         | Dates de vie   | Éléments biographiques |
| ------------------ | -------------- | ---------------------------------------- | -------------- | --- |
| 1802-1804          | 1814           | Claude Giraudeau Delanoue (ou de Lanoue) | Né en 1767     | Il est à la tête du collège de Blois lorsque le jeune Augustin Thierry y étudie. Il est par ailleurs fait chevalier de la Légion d'honneur en 1814. |
|                    |                | Chevalier de Fontenay                    |                | Ancien officier de l'armée des Princes, il est fait chevalier de Saint-Louis,.                                                                      |
| 1822               | 1832           | Louis Godeau (ou Gaudeau)                |                | Auteur des Leçons synchroniques d'histoire générale, il termina sa carrière comme bibliothécaire de Blois.                                          |
| 1832               | 1835 ou 1836   | Tremblaire ou Temblaire                  | Né vers 1805   | Gendre du principal Gaudeau. |
| 1835 ou 1836       | 1849           | Alexandre Béon                           |                | Chevalier de la Légion d'honneur (27 avril 1845).                                                                                                   |
| 1849               | 1866           | Vidal                                    |                | |
| 1866               | 1866           | Édouard Bloume                           | 1815-1866      | |
| 1866               | 1869           | Monier                                   |                | |
| 1869               | 1871           | Alfred Tronche                           | Décédé en 1876 | Pendant la Guerre franco-prussienne, il s'illustre dans le soin apporté aux soldats blessés. Il est par ailleurs officier d'Académie.               |
| 1871               | 1873           | Toussaint-Auguste Profillet              |                | |

#### Des effectifs fluctuants

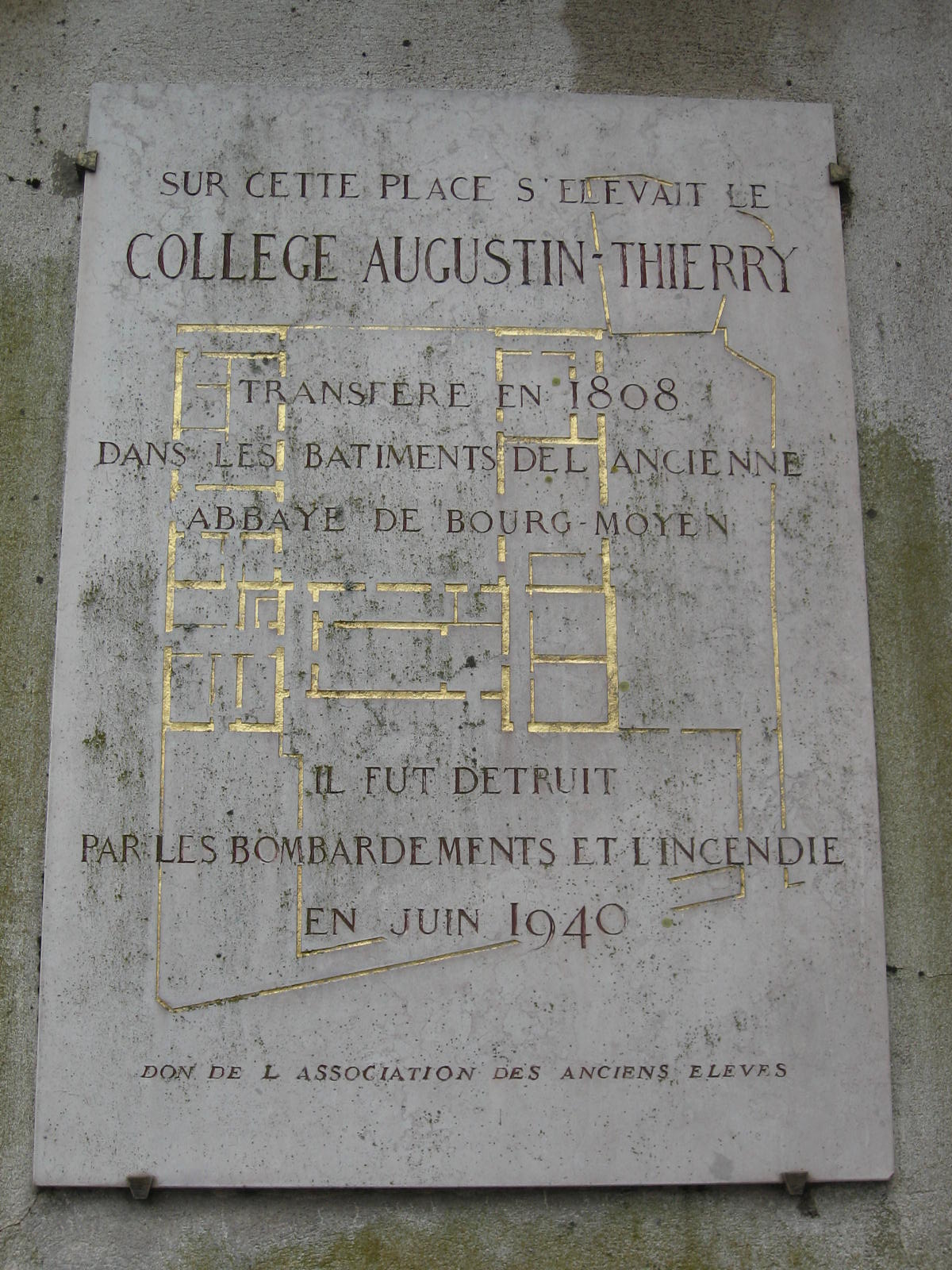
Plaque commémorant la présence de l'ancien collège Augustin-Thierry. Don des anciens élèves (1964), n°8 de la rue du Bourg-Moyen, Blois.

Au cours du XIXe siècle, le collège communal connaît une croissance notable. Il double ainsi le nombre de ses élèves et multiplie par quatre celui de ses enseignants, passant de 81 collégiens en 1819 à 168 en 1898 et de 5 professeurs en 1819 à 20 en 1895. Le salaire des enseignants lui aussi progresse, passant de 800 ou 1 100 francs à 1 600 ou 2 500 francs au cours de la période.
Grâce à ce développement, de nouvelles disciplines font leur apparition au sein de l'établissement. À partir de 1822, la philosophie et le plein exercice commencent à y être enseignées et, dès l'année suivante, les classes sont dédoublées. Un professeur est nommé sur le poste de philosophie en 1827, ce qui permet de préparer les élèves au baccalauréat ès-lettres. En 1836, la création d'une chaire d'histoire permet de compléter l'enseignement universitaire.
Le développement de l'établissement est cependant très inconstant. En 1860, il y a 180 élèves au collège mais leur nombre tombe bientôt à 132 avec le départ du principal Vidal. En 1866, un nouveau chef d'établissement est nommé. Ancien directeur d'un pensionnat blésois, M. Monier amène avec lui plusieurs dizaines d'élèves et le collège double ses effectifs grâce à lui, passant de 132 à 269 adolescents. Cependant, l'effet ne dure pas et il n'y a plus que 231 élèves (dont 123 pensionnaires) en 1868. Leur nombre s'effondre à 192 (dont 98 internes) dès l'année suivante. Surtout, il n'y a plus que 130 recrues (dont 54 pensionnaires) en 1877.

#### L'enseignement au collège

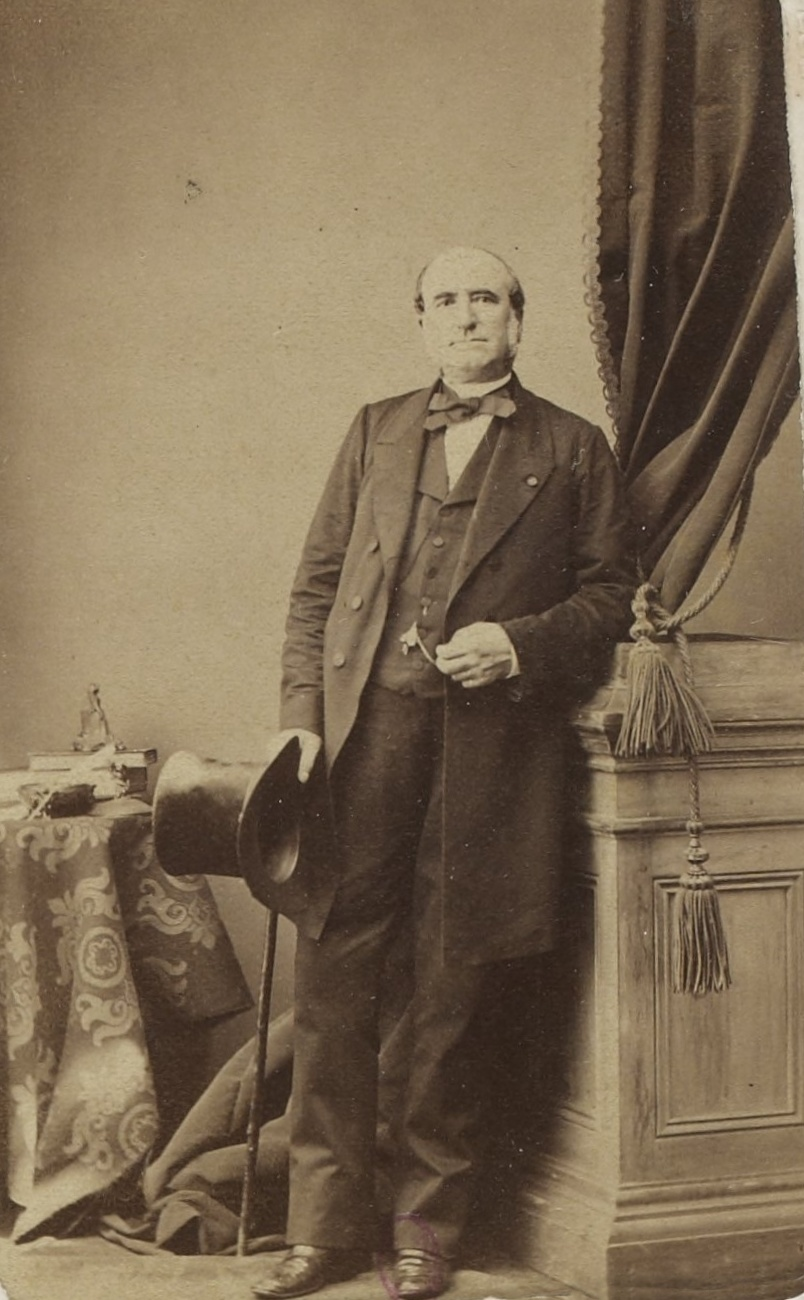
L'historien Louis de La Saussaye, élève au collège de Blois (v. 1865).

Dans l'établissement, l'emploi du temps des élèves, et surtout des pensionnaires, est pour le moins chargé. Dans les années 1840, ces derniers sont réveillés tous les jours à 5 h 30 et ils doivent se coucher à 20 h 30. Ils passent par ailleurs quotidiennement onze heures en classe ou en étude. Pour ces jeunes, les seuls moments de répit se situent le jeudi, jour où ils ont droit à 2 h 30 de promenade (hors cas de retenue), et le dimanche, quand la messe et la promenade ôtent 5 h 30 à l'étude.
Au programme de tous les collégiens, on trouve des cours de lettres, de sciences, d'histoire et de géographie. D'autres disciplines s'ajoutent à cette liste en fonction du projet professionnel des enfants et de leurs familles : les mathématiques pour ceux qui désirent entrer dans les écoles du gouvernement ; un cours particulier qui unit français, anglais, allemand, mathématiques, histoire, géographie, dessin et tenue des livres pour ceux qui se destinent à des professions industrielles. Avant 1905 et la loi de séparation des Églises et de l'État, des cours de religion sont également donnés dans l'établissement par un aumônier qui célèbre la messe dans une chapelle particulière.
À ces disciplines intellectuelles s'ajoute la pratique du sport et des arts. L'été, des cours de natation et de gymnastique sont ainsi donnés alternativement aux élèves. Ceux-ci peuvent par ailleurs étudier la musique instrumentale, la danse ou l'escrime. Cependant, la participation à ces matières facultatives reste longtemps payante et seules les familles volontaires et fortunées peuvent y inscrire leurs enfants.

### Un petit collège de province

#### Un collège bourgeois rebaptisé en l'honneur d'un modeste boursier

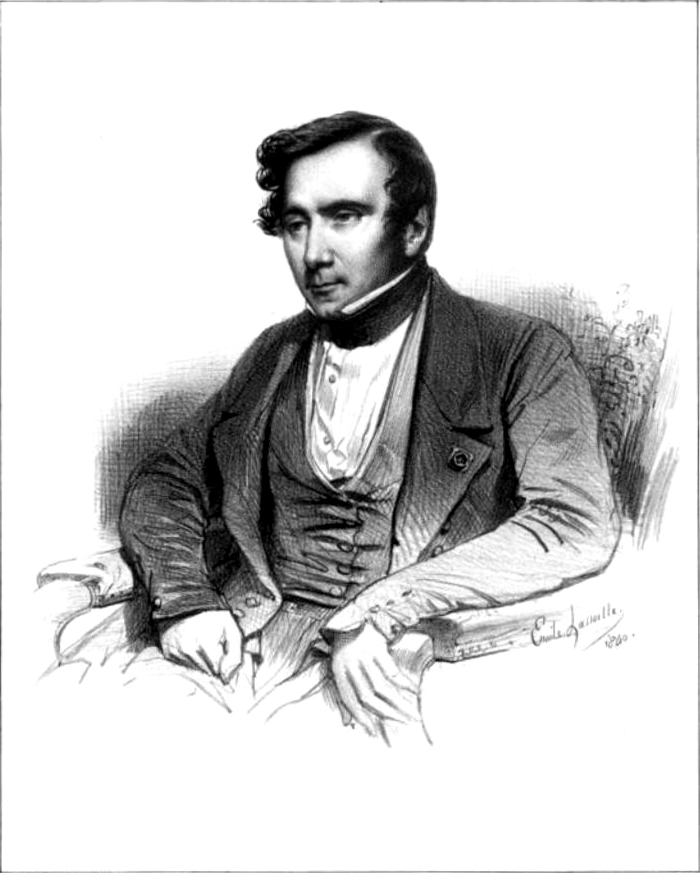
L'historien blésois Augustin Thierry représenté par Émile Lassalle en 1840.

Au XIXe siècle, l'éducation secondaire reste encore un privilège largement réservé aux classes dominantes et le collège de Blois ne fait nullement exception à cette règle. Si les fils de l'aristocratie blésoise fréquentent plutôt l'institution catholique de Pontlevoy, ceux de la bourgeoisie marchande, des petits industriels, des hauts fonctionnaires, des notaires, des médecins et des gros propriétaires terriens se rendent en nombre au collège communal.
C'est seulement à la veille de la Première Guerre mondiale qu'un début de démocratisation sociale s'opère dans l'établissement. Alors que les membres de la haute bourgeoisie ont de plus en plus tendance à le déserter pour envoyer leur progéniture à l'école privée Notre-Dame-des-Aydes (ouverte en 1869), on voit apparaître sur les bancs du collège davantage de fils d'employés, d'instituteurs, de petits fonctionnaires, de petits commerçants et même d'agriculteurs vivant commodément,.
Il reste que, dès sa re-création au début du XIXe siècle, le collège s'ouvre à quelques rares enfants issus de milieux modestes. Le premier élève boursier de l'établissement est ainsi son plus célèbre élément : le futur historien Augustin Thierry (1795-1856). Entré au collège en janvier 1806, celui-ci apparaît rapidement comme un élève brillant, qui s'illustre notamment lors des exercices publics de la fin de l'année 1808 avant d'intégrer l'École normale trois ans plus tard.
Une fois devenu adulte, Augustin Thierry ne remet guère les pieds dans l'établissement de son adolescence. Il se brouille même avec la municipalité de Blois après que son propre beau-frère, devenu professeur au collège, est renvoyé de l'établissement pour incompétence et ivrognerie. Malgré tout, les Blésois ne lui en tiennent pas rigueur et demandent, après sa mort en 1856, que son nom soit donné à leur établissement. Leur requête est finalement agréée par le ministre de l'instruction publique Jules Simon le 30 septembre 1872,.
L'historien Augustin Thierry n'est pas la seule personnalité importante à avoir étudié au collège de Blois au début du XIXe siècle. Trois de ses contemporains, tous futurs membres de l'Institut, y suivent également leur scolarité : l'historien et sénateur Amédée Thierry (1797-1873), frère cadet d'Augustin, l'historien et archéologue Jules de Pétigny (1801-1858) et l'érudit Louis de La Saussaye (1801-1878).
| Date de nomination | Date de départ | Nom du principal        | Dates de vie | Éléments biographiques |
| ------------------ | -------------- | ----------------------- | ------------ | --- |
| 1871               | 1873           | Profillet               |              | Nommé officier d'Académie en 1872. |
| 1873               | 1876           | Chrétien                |              | |
| 1876               | 1877           | J. Verlac               |              | |
| 1877               | 1881           | Lagoguey                |              | |
| 1881               | 1885           | Pierre Denat (ou Dénat) | d. 1885      | |
| 1886               | 1886           | Duval                   |              | |
| 1886               | 1893           | Charles Burnouf         |              | |
| 1893               | 1895           | Jean-Baptiste Créances  | Né en 1845   | |
| 1895               | 1902           | Bouvart                 |              | |
| [1902]             | [1902]         | Brepsant                |              | Appelé à Blois, il décline cette nomination et préfère rester principal du collège de Meaux.                                                                                              |
| 1902               | 1907           | Pierre-Léon Boucheron   | Né v. 1864   | Conseiller général du canton de Castillonnès (1892-1904). |
| 1907               | 1910           | Lenègre                 |              | |
| 1910               | 1917           | Henri Abadie            |              | |
| 1917               | 1928           | Eugène Jossinet         |              | Décoré de la légion d'honneur en 1920,. |
| 1928               | v. 1937        | Georges Hasdenteufel    |              | Chevalier de la légion d'honneur en 1937. |
| v. 1937            | 1944           | Claudius Chardon        | 1882-1955    | Impliqué dans la Résistance, il est arrêté le 20 mai 1944 et déporté à Dachau (matricule no 72422) le 18 juin suivant. De forte constitution, il survit cependant au calvaire des camps,. |
| 1944               | 1945           | Mascart                 |              | Professeur de mathématiques, il assure l'intérim après l'arrestation du principal Chardon.                                                                                                |
| 1945               | 1946           | Michel Bonnet           |              | |

#### Des locaux trop exigus pour un projet de lycée coûteux
Dès 1812, les autorités municipales tentent d'obtenir la transformation du collège de Blois en lycée : le poids de son fonctionnement serait ainsi financé par l'État et son prestige augmenterait d'autant. Cependant, Paris juge les locaux du Bourg-Moyen bien trop petits et vétustes : le pensionnat est glacial en hiver et torride en été ; les élèves doivent sortir du bâtiment pour pouvoir prendre leur bain ; les salles de classe se réduisent souvent à des lieux de passage. Le ministère exige donc que la ville construise un nouveau bâtiment mis aux normes si elle veut réellement accueillir un lycée.

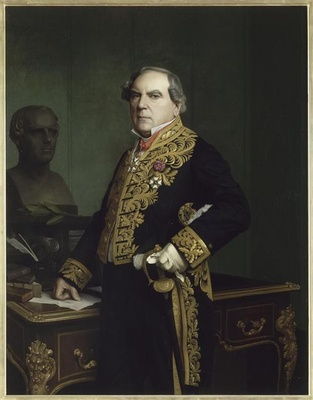
L'historien et sénateur Amédée Thierry par Jean-Léon Gérôme.

Après avoir longtemps argué qu'elle ne possédait pas de terrain capable d'abriter une telle construction, la ville se résout à commander un devis à son architecte en 1880. Ce dernier estime alors la dépense nécessaire autour d'un demi-million de francs, ce qui est incompatible avec le budget de la ville. Le projet est donc immédiatement abandonné mais la municipalité accepte de se livrer à des travaux d'aménagement dans l'établissement. En 1908, une nouvelle aile est ajoutée au collège, le long de l'actuelle rue du Bourg-Moyen. Cinq ans plus tard, en 1913, c'est au tour du chauffage central d'être installé dans l'établissement, pour garantir aux élèves et aux enseignants une température (toute théorique) de 15 °C. Pendant plusieurs années, la municipalité continue par ailleurs à chercher à acquérir un emplacement pour son projet de lycée. Sa frilosité à financer la construction d'un nouveau bâtiment lui fait toutefois manquer les rares opportunités qui s'ouvrent à elle, aux Lices et rue Franciade, notamment.
Pourtant, l'inadaptation des locaux du Bourg-Moyen pour la vie d'un établissement scolaire s'accentue dans l'entre-deux-guerres. Le maire de Blois Maurice Olivier en dresse ainsi un portrait alarmant en 1931. Situés sous les mansardes, les trois dortoirs du collège n'ont pas le volume d'air nécessaire à la bonne santé des pensionnaires. Les lits n'y sont pas placés aux distances réglementaires et les installations matérielles sont jugées convenables mais ni assez modernes, ni vraiment confortables. Surtout, les dépendances (vestiaires, lavabos et toilettes) sont étroites et modestes. De leur côté, les salles de classe ne font guère meilleure impression. Elles sont trop exiguës (36 à 40 m2 pour 35 à 45 élèves) et certaines sont mal éclairées. Les études sont encore plus problématiques : il y en a 4 et chacune peut accueillir 45 élèves maximum, ce qui fait une capacité totale de 140 places, alors que 153 élèves sont inscrits à l'étude surveillée et que beaucoup d'autres voudraient y participer. Le réfectoire est trop petit lui aussi et l'emplacement au sous-sol de ses cuisines rend le service malaisé. Les locaux annexes, comme la salle de dessin et la bibliothèque, sont mal installés, quand ils ne sont pas simplement absents, comme le cabinet de physique-chimie ou la salle de manipulation pour les travaux pratiques. Même la cour ou, plutôt, les trois cours posent problème à cause de leur taille insuffisante. Il faut dire que le collège Augustin-Thierry s'étend seulement sur 34 ares et qu'il n'occupe donc qu'un sixième de l'espace règlementaire nécessaire au nombre d'élèves qu'il accueille,.

#### Une croissance ininterrompue

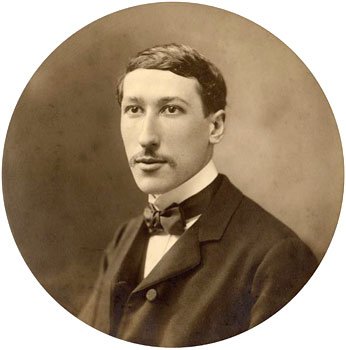
Le philosophe ésotériste René Guénon, élève puis professeur au collège Augustin-Thierry (photo de 1925).

Malgré ces difficultés matérielles et en dépit du départ d'une partie des enfants de la haute bourgeoisie vers les écoles privées, le collège Augustin-Thierry continue à diversifier ses enseignements. Dès avant 1914, il accueille ainsi une classe commerciale et une section technique de préparation aux écoles d'ingénieurs. Pendant l'entre-deux-guerres, il reçoit également dans ses locaux les élèves de l'École d'agriculture d'hiver, ce qui complique encore son fonctionnement. Au début des années 1920, le collège accueille en outre des étudiants chinois qui participent, en France, au mouvement Travail-Études.
Certains des professeurs qui travaillent à Augustin-Thierry durant cette période sont prestigieux. C'est le cas d'Albert Thibaudet (1874-1936), qui enseigne l'histoire et la géographie au collège de 1906 à 1908, avant de devenir l'un des plus célèbres critiques littéraires français de l'entre-deux-guerres. C'est également le cas de René Guénon (1886-1951), brillant mathématicien, philosophe, orientaliste et ésotériste blésois, qui enseigne la philosophie (de manière fort ennuyeuse, selon ses anciens élèves) dans l'établissement dans les années 1920,.
Plusieurs élèves qui étudient au collège Augustin-Thierry vers cette période atteignent aussi une certaine célébrité. Il en va ainsi du géographe et historien Roger Dion (1896-1981), spécialiste du Val de Loire, ou de l'écrivain régionaliste Hubert-Fillay (1879-1945), qui a laissé plusieurs témoignages relatifs à l'établissement (voir la bibliographie).

### D'une guerre à l'autre

#### Entre réquisitions et cours itinérants

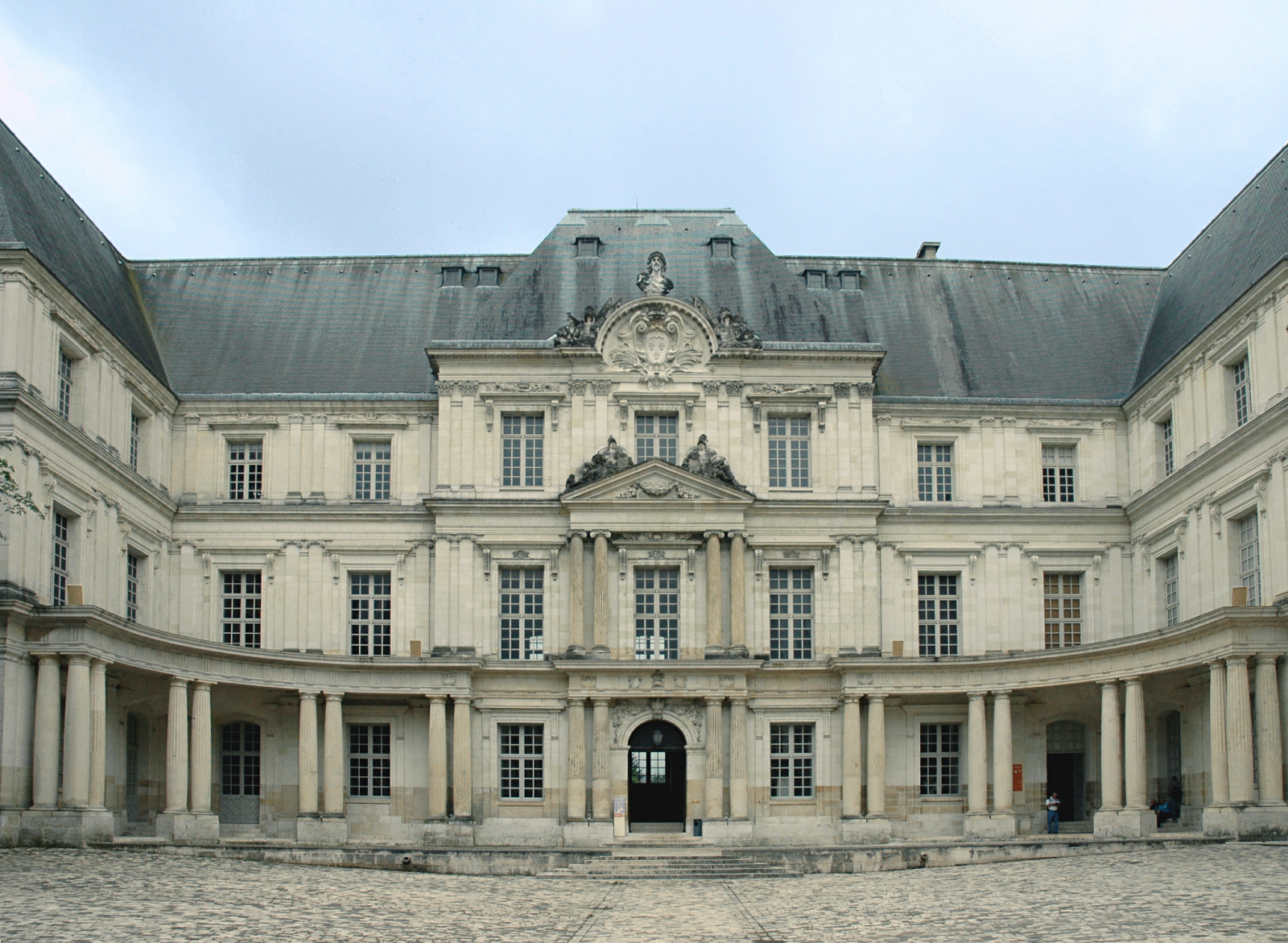
Pendant la Deuxième Guerre mondiale, le château de Blois abrite une partie des cours du collège Augustin-Thierry.

Pendant la Première Guerre mondiale, les locaux du collège sont réquisitionnés par l'Armée française, qui les transforme en hôpital militaire. De nombreux documents relatifs à l'histoire de l'établissement disparaissent alors pour toujours, tandis que les élèves et les professeurs sont obligés de s'installer au théâtre municipal (démoli en 1952) pour y faire classe.
L'histoire se répète en partie en septembre 1939, quand les autorités militaires françaises reprennent possession de l'établissement pour en faire un hôpital. Les classes sont alors dispersées dans toute la ville, souvent dans des bâtiments inadaptés et vétustes. Tandis que la maison Brisson, une annexe du collège située quai de la Saussaye, continue à accueillir les classes élémentaires, l'ancienne école Louis-XII (actuelle Bourse du Travail) reçoit les élèves de sixième et de cinquième. Désaffecté depuis plusieurs années, l'hôtel d'Angleterre, situé à l'angle de la rue Denis-Papin, face au pont, reçoit quant à lui les adolescents de quatrième et de troisième. Plus spectaculaire mais tout aussi inconfortable, l'aile Gaston-d'Orléans du château de Blois voit défiler les élèves du second cycle, et en particulier les terminales. Enfin, la Chambre des métiers, située non loin de la mairie, reçoit la classe de mathématiques élémentaires,.
Pour compliquer encore un peu plus la situation, de nombreuses familles originaires de Paris, du Nord ou de l'Est ont cherché à mettre leurs enfants en sécurité en les inscrivant au collège Augustin-Thierry après le déclenchement de la Seconde Guerre mondiale : les effectifs de l'établissement ont donc été singulièrement accrus par l'arrivée de ces jeunes. Or, au même moment, plusieurs professeurs ont été appelés lors de la mobilisation et des remplaçants, pas toujours très au fait du fonctionnement du collège, ont dû être trouvés au pied levé. Parmi ceux-ci, on compte plusieurs femmes, comme l'épouse du principal Chardon, réquisitionnée pour enseigner les mathématiques.

#### Le bombardement de Blois et la disparition du collège historique

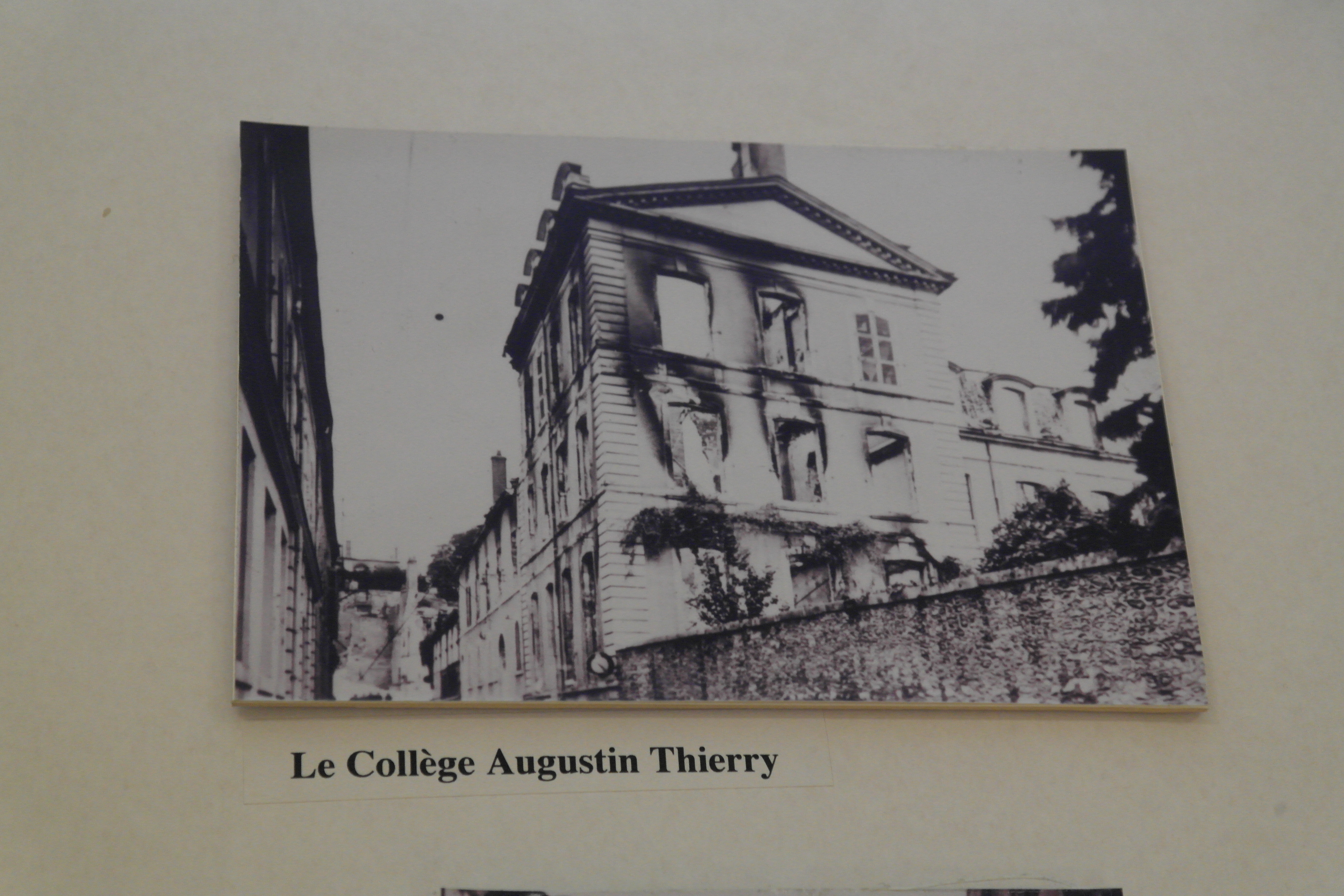
Photo du collège après les bombardements et l'incendie de juin 1940. Collections du Centre de la Résistance, de la Déportation et de la Mémoire (2015).

En dépit des alertes aériennes et des débuts de l'exode provoqué par l'invasion allemande et la débâcle, le principal du collège parvient à organiser les épreuves du baccalauréat prévues le 9 juin 1940. L'arrivée de la Wehrmacht dans le Loir-et-Cher quelques jours plus tard déclenche toutefois la panique à Blois et une partie de la population prend à son tour la route du sud à partir du 14 juin.
Le 16 juin, Blois est bombardée par l'aviation allemande (et non pas italienne, comme l'indiquent les témoins contemporains) et un gigantesque incendie, qui dure jusqu'au 21 juin, est déclenché. Une bonne partie de la vieille ville, située autour du Bourg-Moyen, disparaît alors sous les flammes. Alimenté par l'énorme provision de charbon accumulée par les militaires français dans la cour du collège Augustin-Thierry, le feu détruit l'établissement et réduit à néant ses archives. Une fois éteint, il ne laisse derrière lui que quelques maçonneries noircies, parmi lesquelles celles de la vieille salle capitulaire.
Après ces événements tragiques, durant lesquels M. Chardon parvient à sauver in extremis les copies de bac de ses élèves, les cours reprennent progressivement dans les locaux de l’École supérieure de Jeunes filles (actuelle Fondation du doute), située rue Franciade. L'internat, fermé au début du conflit mondial, est même rouvert en 1941,. Le collège, qui intègre désormais  les écoles normales et primaires supérieures, accueille alors 300 élèves, parmi lesquels 50 pensionnaires. Cependant, le répit est de courte durée pour les écoliers et leurs enseignants. En juillet 1942, les Allemands réquisitionnent les locaux de la rue Franciade. L'internat est à nouveau fermé et le collège doit s'installer pendant un an aux Cours professionnels (actuel restaurant de l'Orangerie), dans des salles étroites et vétustes. C'est seulement en octobre 1943 que le collège peut finalement réintégrer les locaux de la rue Franciade, où se passe toute la fin de la guerre.

#### La vie au collège sous l'Occupation
La mise en place du régime de Vichy a des conséquences diverses sur la vie du collège et de ses usagers. Comme partout en France, le rationnement fait son apparition et les pannes d'éclairage et de chauffage deviennent le lot quotidien. Pour compenser le manque de nourriture, des biscuits nutritifs et des bonbons vitaminés sont distribués aux adolescents. Cependant, l'alimentation n'est pas le problème majeur à Blois : les marchés de la ville restent en effet plutôt bien approvisionnés grâce aux riches campagnes qui l'entourent.

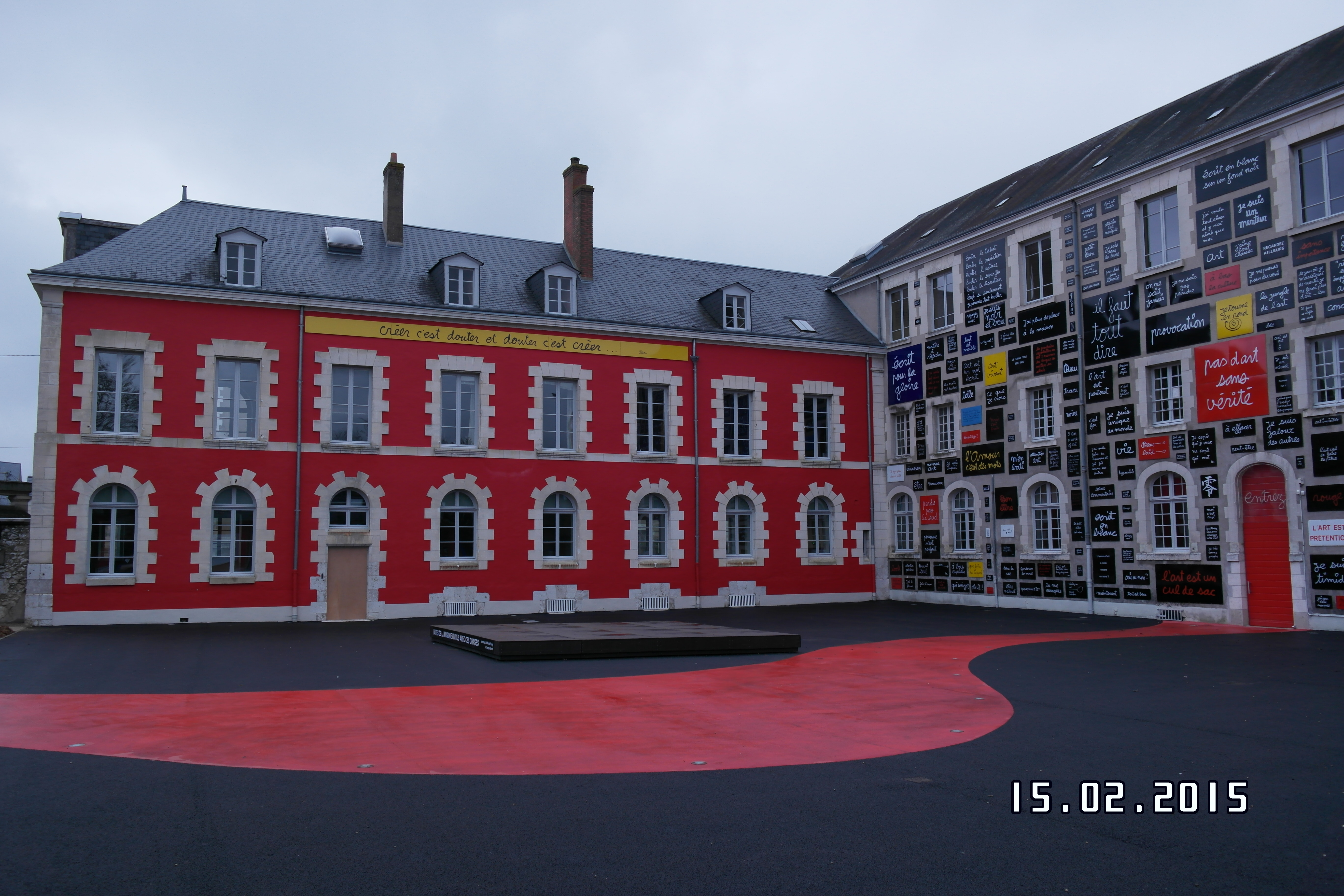
Les locaux de l'actuelle Fondation du doute (ancienne école de jeunes filles) abritent, pendant la guerre, une partie des classes du collège Augustin-Thierry (2015).

La propagande pétainiste s'installe également dans le quotidien des élèves et des professeurs. On se met ainsi à chanter Maréchal, nous voilà ! dans l'établissement et la documentation pédagogique, déjà limitée, est expurgée par la censure du nouveau régime. Surtout, dès 1940, la législation antisémite de Vichy s'impose à l'établissement. En novembre, M. Meyer, l'un des professeurs d'histoire-géographie du collège, est licencié à cause de ses origines juives. Protégé par des Justes blésois, il échappe cependant à la Shoah et peut reprendre son poste à la Libération. Autre victime du racisme officiel, un élève israélite de troisième, Boris Danaïloff, est contraint de porter l'étoile jaune dans l'établissement. Bientôt arrêté et déporté, il parvient toutefois à s'enfuir et à rejoindre la résistance. Revenu en héros dans l'établissement à la fin de la guerre, il y reprend ses études fin 1944.
Plusieurs enseignants ou anciens enseignants non juifs sont également victimes de la guerre et de l'occupation allemande. En 1940, Émile Laurens et Jean Marseilhan, deux anciens professeurs de lettres du collège, trouvent la mort : le premier au moment du bombardement de Blois, le second au champ d'honneur. Un autre ancien enseignant, Yves Jahan, est arrêté à Compiègne par les nazis puis déporté à Auschwitz-Birkenau, où il trouve la mort le 18 septembre 1942,. De la même façon, Charles Lavediau, professeur d'éducation physique du collège, est arrêté chez lui en décembre 1942 et meurt quelque temps après en déportation,. Finalement, Alfred Chabeau, ancien enseignant du collège, est arrêté à Châlons-sur-Marne et envoyé à Buchenwald, où il meurt d'épuisement le 30 juillet 1944.
À mesure que la guerre avance, les actes de résistance se multiplient au sein de l'établissement. Le principal Chardon aide ainsi plusieurs élèves à échapper au service du travail obligatoire (STO), ce qui lui vaut d'être arrêté et déporté en mai 1944. De forte constitution, il survit cependant aux privations et rentre en France après la fin du conflit. Du côté des collégiens, la défiance au régime et à l'occupant se manifeste quant à elle dans les chants anti-Allemands (pour les petites classes) et les actes de résistance plus spectaculaires (pour les élèves de terminale, surtout). Plusieurs « anciens » d'Augustin-Thierry, comme Hubert Jarry (dit « Priam »), s'illustrent également dans la lutte contre l'occupant et multiplient les actes de sabotage dans le Blésois, souvent au péril de leur vie,.

## Le lycée Augustin-Thierry

### Déménagement et transformations

#### Création du nouveau Lycée

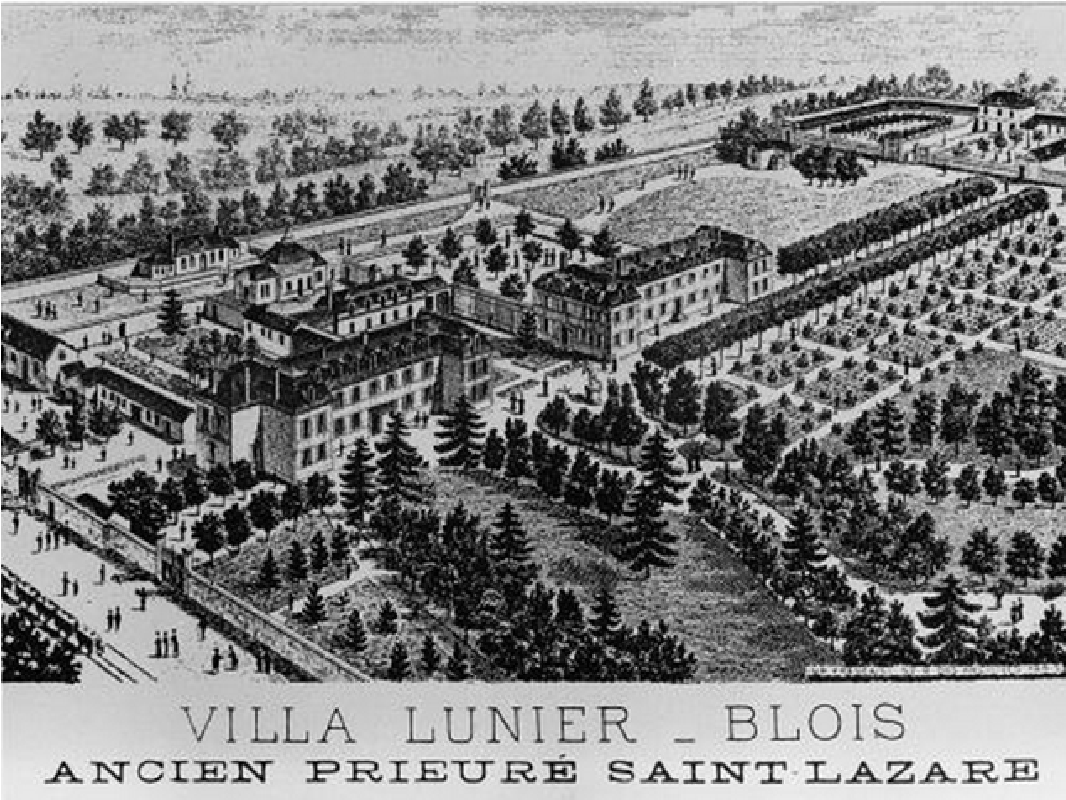
L'asile départemental de Loir-et-Cher vers 1890. Gravure de L. Doutrebente.

Une fois la Seconde Guerre mondiale terminée, la question se pose de savoir où installer les nouveaux locaux du collège Augustin-Thierry. L’Éducation nationale profite alors de la désaffectation, par les Allemands (1943), de l'hospice Lunier, auparavant intégré à l'asile départemental de Loir-et-Cher, pour y déménager l’établissement et le transformer, du même coup, en lycée (octobre 1946),,.
Riche d’une histoire ancienne, le nouveau site de l'école a accueilli, au début du XIIe siècle, une léproserie (la maladredrie Saint-Lazare), avant d'abriter un prieuré de génovéfains jusqu'à la Révolution. Vendus comme biens nationaux en 1791, le domaine et les bâtiments de l'institution religieuse ont alors été acquis par le maire de Paris Chambon de Monteaux. Vendus à plusieurs reprises, ils ont finalement été cédés, en 1834, à un banquier du nom de Jean-Simon Chambert-Péan, qui y a construit une imposante villa (parfois appelée « château Saint-Lazare »), en y intégrant des vestiges de l’ancien prieuré (comme l’actuelle salle capitulaire).
À la même époque, le parc entourant la demeure a été planté d'essences plus ou moins rares (cèdres du Liban, prunus, tilleuls, etc.) abritant nombre d'oiseaux et d'écureuils roux,. Acquise en 1861 par le département de Loir-et-Cher, la résidence de Chambert-Péan a finalement été transformée en hospice sous la direction du docteur Jules Lunier (1822-1884). Au fil des années, différents bâtiments annexes ont été construits dans le parc, dont le principal est la villa Lunier, qui abrite aujourd’hui l’administration de la cité scolaire.
| Date de nomination | Date de départ | Nom du principal                | Dates de vie | Éléments biographiques |
| ------------------ | -------------- | ------------------------------- | ------------ | --- |
| 1946               | 1954           | Sylvain Broussaudier            | 1904-1980    | Militant socialiste et pacifiste. |
| 1954               | 1957           | Maurice (?) Tison (ou Tizon)    |              | |
|                    | 1973           | Charles (?) Riebert (ou Ribert) |              | |
| 1973               | 1978           | Pierre Morbois                  | 1922-2015    | Chevalier de l'Ordre national du Mérite et officier des Palmes académiques.                                                                                                  |
| 1978               | 1994           | Michel Dansart                  | 1931-2024    | Chevalier de la légion d'honneur (2002). |
| 1994               | 1998           | Pascal Monsellier               |              | |
| 1998               | 2005           | René Bayssière                  |              | Auteur de plusieurs articles (publiés dans Le Monde diplomatique notamment), il a également été attaché culturel à l'ambassade de France au Cambodge (1996-1998).            |
| 2005               | 2008           | Hugues Sollin                   | Né en 1954   | |
| 2008               | 2010           | Jean-Marie Deroubaix            | Né en 1950   | |
| 2010               | 2011           | Jean-Claude Denaix              |              | |
| 2011               | 2013           | Éric Gommé,                     | Né en 1962   | |
| 2013               | 2016           | Marc Lueger                     |              | |
| 2016               | 2019           | Évelyne Azihari                 | Née en 1957  | |
| 2019               | 2019           | Michel Chesne                   | Né en 1961   | Ancien proviseur du lycée français de Copenhague. Victime de problèmes de santé, il est suppléé par Jérôme Lauxire, proviseur du Lycée Dessaignes, à partir de janvier 2020. |

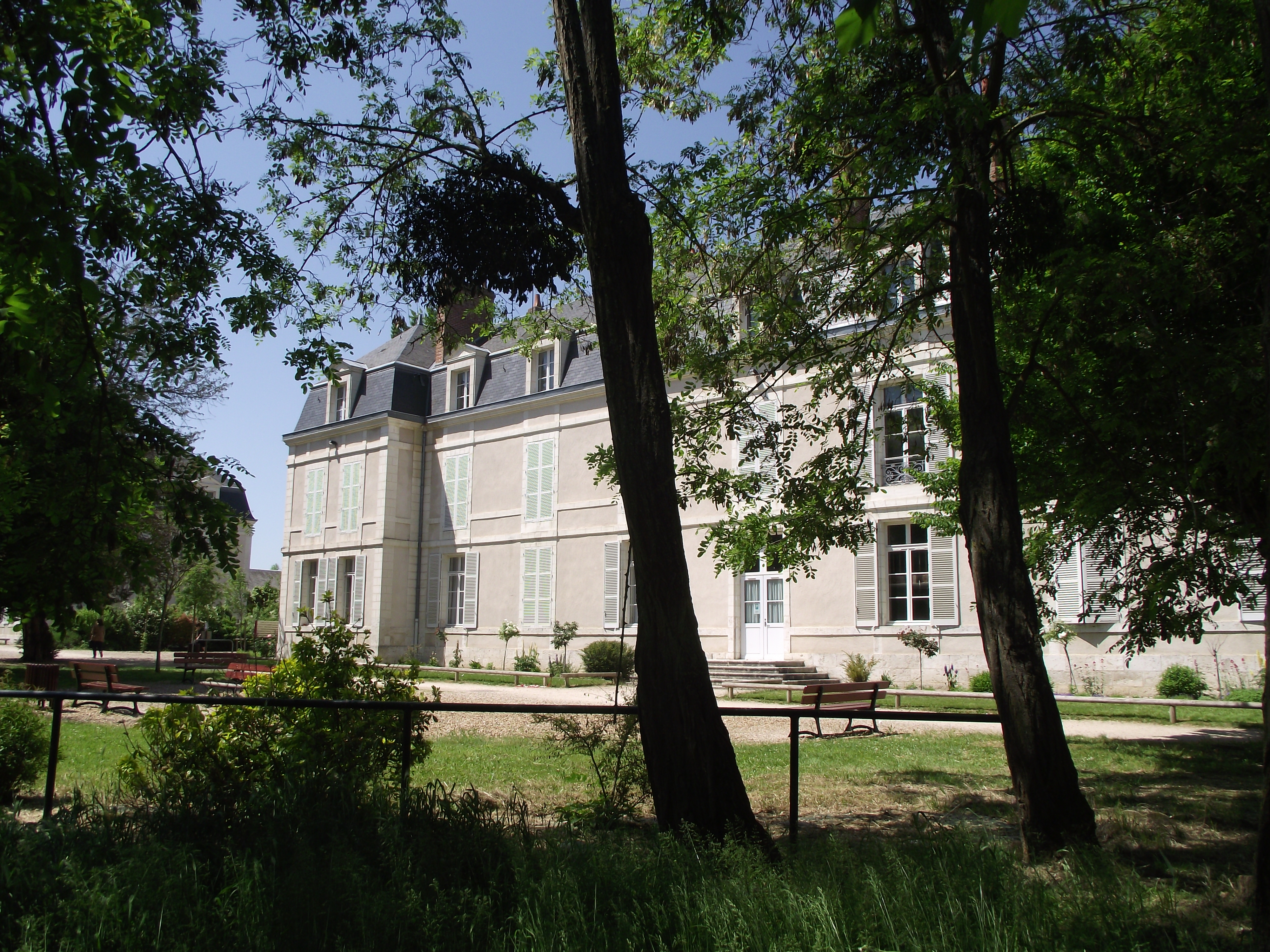
Le bâtiment Lunier, vu depuis le parc de la cité scolaire (2011).

| Depuis 2020        |                | Jérôme Lauxire                  | Né en 1973   | |

#### Installation
Entre 1944 et 1946, 4 à 500 élèves encadrés par une trentaine de professeurs prennent donc possession de leur nouvel établissement. Au sein de l’équipe pédagogique, certains enseignants travaillaient déjà dans l’ancien collège (comme MM. Piolé, Gruau, Gassau, Bouis ou Marand) alors que d’autres sont arrivés pendant la guerre et n’ont connu que les locaux de la rue Franciade (comme MM. Perron, Huet et Gorse). À leur tête, le principal Bonnet, successeur de M. Chardon, assure la direction de l’établissement.
Dans leur nouvel environnement, élèves, surveillants et membres du corps enseignant doivent modifier leurs vieilles habitudes. À l’internat, le vaste dortoir d’avant-guerre est ainsi remplacé par des chambres de 5 à 6 lits situées dans les mansardes de la villa Lunier. Dans le même temps, les randonnées hebdomadaires des pensionnaires sont supprimées au profit de simples promenades dans le parc de l’établissement. Faute de moyens, les surveillants aménagent eux-mêmes un terrain de basket-ball sur le domaine tandis que les professeurs de sciences naturelles s’occupent des rosiers qui ornent les jardins.

#### Agrandissements et aménagements

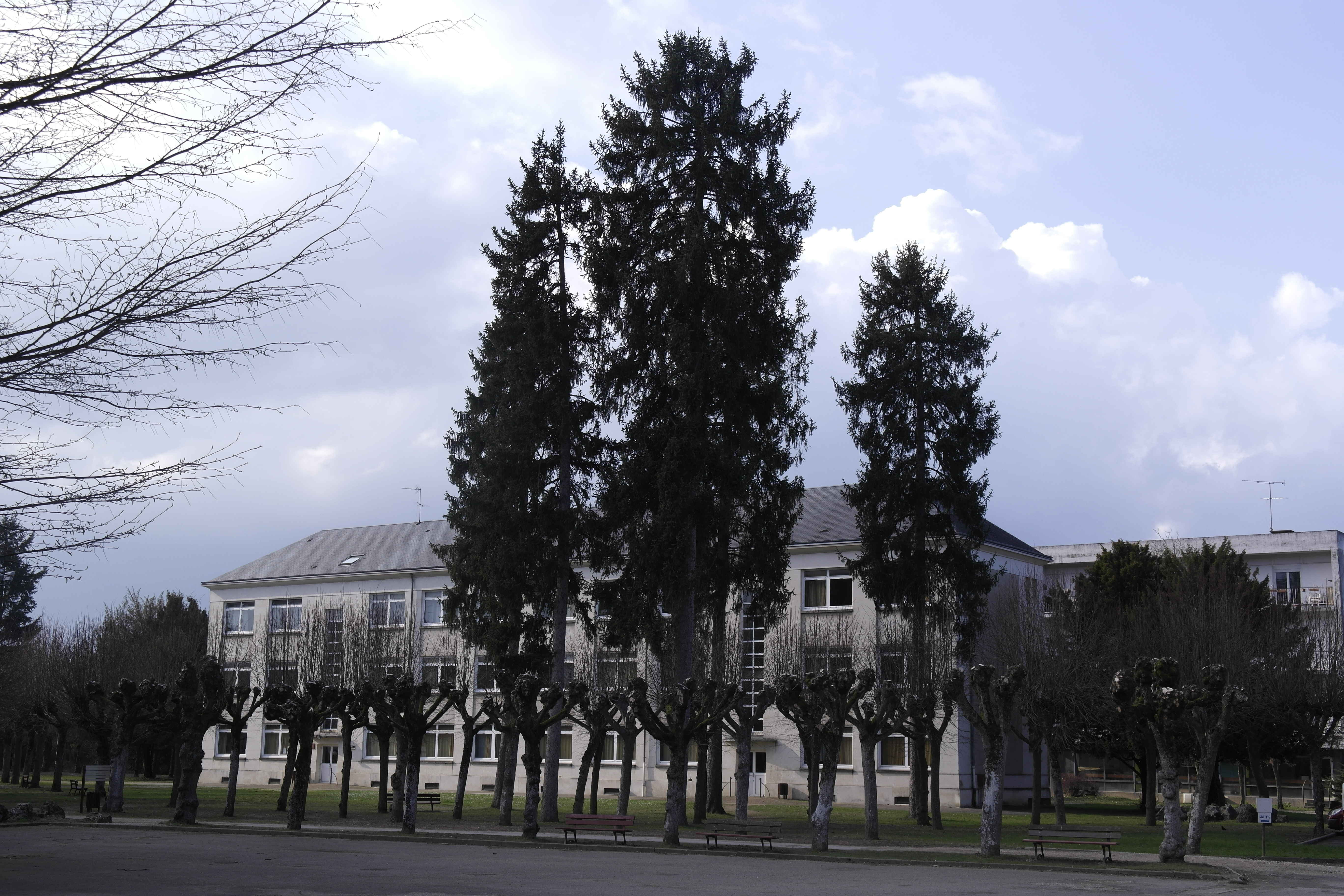
Vue de l'actuel bâtiment Lavoisier (2015), inauguré en 1954.

En 1946, le jeune lycée Augustin-Thierry possède des infrastructures de qualité médiocre. Son réfectoire délabré est ainsi infesté par les rongeurs, qui pillent allègrement le garde-manger du bâtiment. De leur côté, les douches de l'internat, situées loin des chambres, dans un bâtiment vétuste accolé aux cuisines, ne brillent pas par leur hygiène.
Les cours se déroulent dans les locaux exigus de l'ancien hospice Lunier. Seules exceptions à la règle, les classes de sciences ont lieu dans un petit bâtiment en parement de briques parallèle à l'avenue de Châteaudun. C'est là qu'officie Marie-Thérèse Rosanvallon, professeur de physique-chimie et mère du sociologue Pierre Rosanvallon (qui effectue lui-même sa scolarité au lycée dans les années 1950-1960),.
Pour résoudre ces problèmes de place et d'insalubrité, le lycée s'agrandit, dans les années 1950, d'un nouveau réfectoire qui s'adosse aux anciennes cuisines. Reliant les deux corps du bâtiment originel, il s'ouvre, vers le sud, sur une large verrière. Puis, c’est au tour des édifices scolaires d’être réaménagés. Le bâtiment Tilleul est ainsi agrandi pour accueillir, quelques mois de l’année, l’École d’Agriculture d’Hiver. Surtout, en 1954, est inauguré le « Bâtiment Neuf » (« N »), devenu par la suite « bâtiment O » (et aujourd'hui connu sous le nom de bâtiment Lavoisier). Doté d’une quinzaine de salles de classe spacieuses et bien chauffées, d’une salle d’étude transformable en salle de théâtre ou de cinéma et d'une véritable salle des professeurs, ce nouvel édifice augmente considérablement la capacité du bâtiment originel.
Ces premières transformations, et celles qui ont lieu dans les années 1960, sont réalisées par l'architecte André Aubert (1905-1987), l'un des principaux acteurs de la reconstruction de Blois après la Seconde Guerre mondiale.

### Projets culturels

#### Des «classes nouvelles» aux «classes à horaires aménagées»

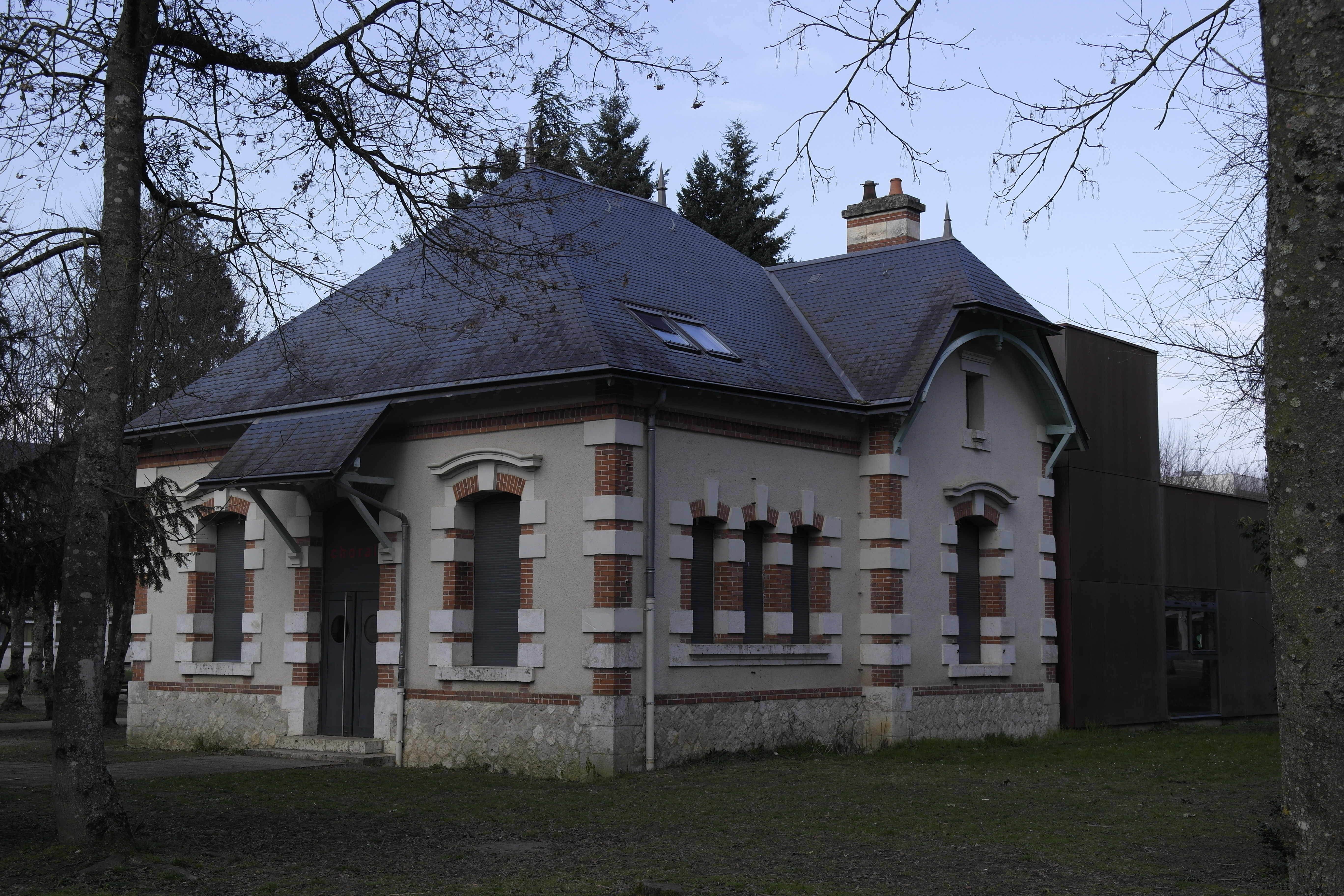
Le pavillon Glaïeul (2015), qui abrite la Vie scolaire du lycée depuis 2020.

À la Libération, le Gouvernement provisoire de la République française engage une réforme de l'Éducation nationale avec le Plan Langevin-Wallon. En mai 1945, il met en place les « classes nouvelles », des sections expérimentales qui visent à donner aux élèves les moyens d'épanouir leurs capacités intellectuelles, artistiques, manuelles, sensorielles et physiques. Expérimenté par une trentaine d'établissements volontaires, ce projet se développe au lycée Augustin-Thierry dès sa création. Jusqu'en 1952, l'accent est ainsi mis sur la polyvalence des enseignants, le travail interdisciplinaire et les études de terrain. À chaque rentrée, professeurs et élèves se mettent d'accord sur un sujet d'étude appelé « centre d'intérêt » qui les conduit ensuite à analyser en détail une thématique. Dans ce cadre, une classe choisit ainsi de réaliser un Grand Livre de la laine, ce qui l'amène à visiter et à étudier des élevages ovins, des filatures, des teintureries industrielles et des usines textiles. Un autre groupe d'élèves choisit quant à lui d'étudier les dinosaures et réalise, pour l'occasion, une reproduction grandeur nature et en plâtre d'un squelette observé au Muséum national d'histoire naturelle de Paris.
Abolies par le gouvernement faute de pouvoir être généralisées, les « classes nouvelles » sont recréées en 1958 sous le nom de « classes pilotes ». Elles aussi réservées à un petit nombre d'établissements, ces structures, moins originales que leurs grandes sœurs, sont fermées en 1963 en dépit de leur succès. Elles réapparaissent une dernière fois au milieu des années 1970 sous le nom de « classes à horaires aménagés » mais sont définitivement abandonnées après cinq ans d'existence. À chaque fois, l'équipe éducative d'Augustin-Thierry participe à ces expérimentations et le lycée est l'un des rares établissements scolaires à participer à ces trois formes de « classe pilote ».

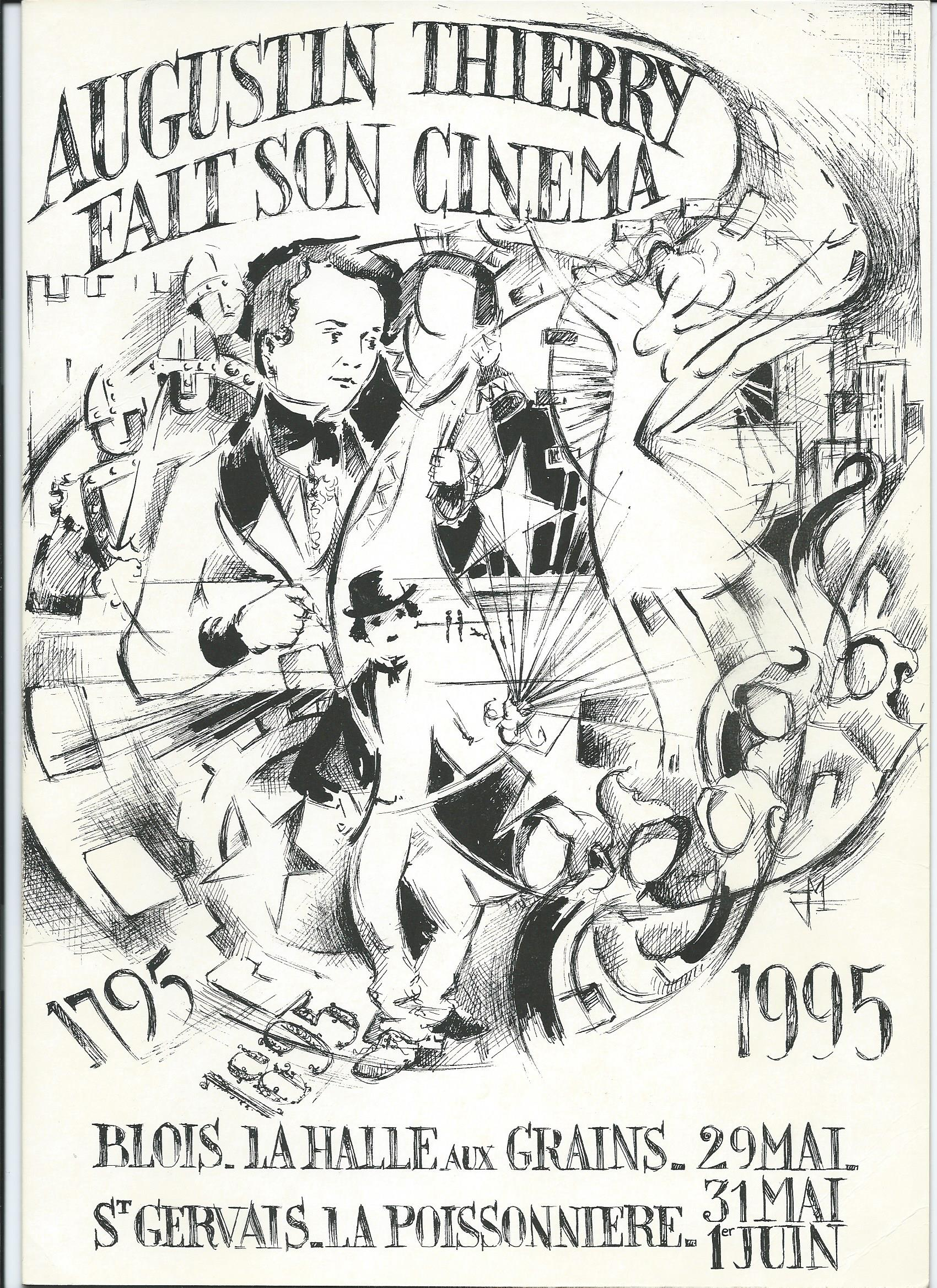
Affiche de la comédie musicale Augustin Thierry fait son cinéma. Dessin de J. Marmande, 1995.

#### Théâtre et autres activités culturelles
De la Libération aux années 1980, professeurs et élèves du lycée Augustin-Thierry montent, chaque année, une pièce de théâtre (Topaze, L'Importance d'être Constant, La guerre de Troie n'aura pas lieu, etc.) qui est jouée à la fois au sein de l'établissement et au grand théâtre de la ville. Du côté des enseignants, MM. Besnard, Billeau et Jollet dirigent successivement la mise en scène tandis que M. Dimanche s'occupe des décors et MM. Anquetil, Ravenel et Viet gèrent la chorale et l'orchestre. Le lycée étant réservé aux garçons jusqu'aux années 1960, les premières pièces sont réalisées en collaboration avec des internes de l'École Normale de Jeunes filles et leur professeur de français, Mme Besnard, ce qui n'est pas sans provoquer quelques chocs culturels. À l'occasion de ces événements, certains jeunes se transforment en comédiens ou en musiciens, tandis que d'autres se lancent dans la fabrication de décors et de costumes.
D'autres activités culturelles, largement tournées vers Blois et sa population, sont organisées en parallèle par des enseignants du lycée. Le professeur Pigache organise ainsi un ciné-club, dont les projections ont lieu régulièrement au sein de l'établissement. Les Martin-Demézil créent quant à eux Les Amis de la Musique, une sorte d'école de musique ouverte à tous. Enfin, le professeur Piolé gère l'association France-Grande-Bretagne, qui organise des conférences en lien avec l'échange qu'il a mis en place avec Lewes.

### Ouverture internationale

#### Jumelage avec le Royaume-Uni

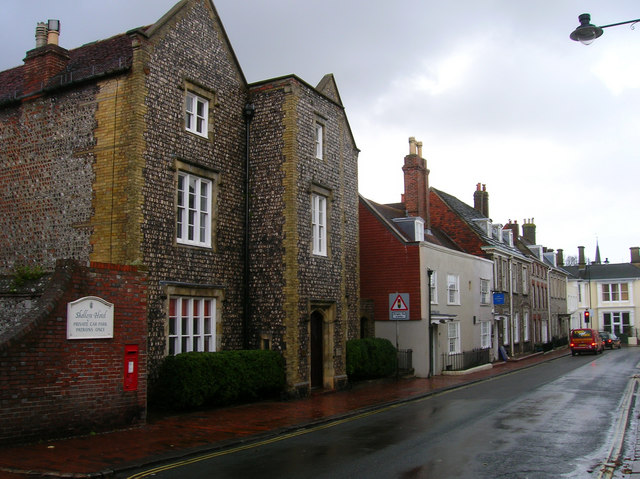
La Grammar school de Lewes en 2006.

En 1946, le professeur d’anglais du lycée, Robert Piolé, cherche à nouer un partenariat avec un établissement britannique. Ayant lui-même été lecteur à Hastings dans les années 1920, il contacte la Grammar school (devenue ensuite Priory School) de Lewes, dans le Sussex. Là, Mr Donald Auld, un enseignant anglais ayant fait ses études à la Sorbonne et épousé une Française, accepte sa proposition et l’aide à mettre en place le jumelage,,.
L'appariement s’organise ensuite en deux temps : les élèves britanniques arrivent à Blois au moment des vacances de Pâques tandis que leurs correspondants français partent à Lewes en juillet. Afin d’organiser le séjour des jeunes Anglais, qui s’étend sur deux puis, bientôt, trois semaines, les proviseurs successifs d’Augustin-Thierry (MM. Broussaudier, Tison et Ribert) organisent les réceptions, les visites et les excursions qui ponctuent la « quinzaine franco-britannique ». Un grand bal est ainsi organisé dans la salle Gaston d’Orléans du château, qui réunit les notables de la ville, le préfet de Loir-et-Cher et même, parfois, les édiles de Lewes. Une représentation est par ailleurs donnée au théâtre municipal par les élèves du lycée.

#### Jumelage avec l'Allemagne

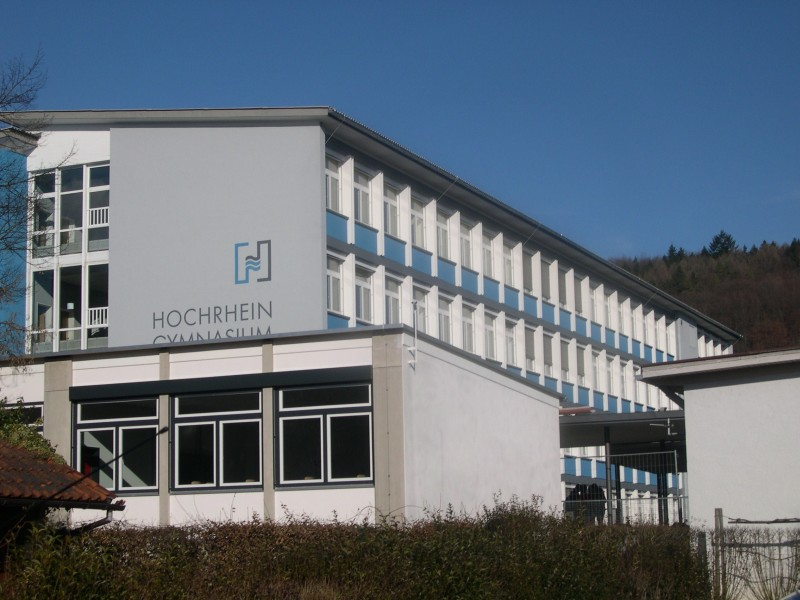
Le Hochrhein Gymnasium de Waldshut en 2008.

Quelques années après l’initiative de M. Piolé, un autre partenariat voit le jour grâce au premier assistant allemand du lycée, Manfred Kirchgässner (1922-1995). Ancien soldat de la Wehrmacht fait prisonnier de guerre en Union soviétique, M. Kirchgässner arrive au lycée Augustin-Thierry en 1952. Ayant sympathisé avec le professeur Jean Lécaux, il organise avec lui un appariement après sa nomination comme enseignant au Hochrhein Gymnasium de Waldshut, en 1958,.
À la suite de cet échange se mettent en place d’autres  partenariats entre Blois et Waldshut. Dans un premier temps, le jumelage concerne seulement les anciens combattants et prisonniers de guerre des deux villes. Mais, à partir de 1963, l’accord s’étend aux deux communes, qui se jumellent par la même occasion à Lewes,.

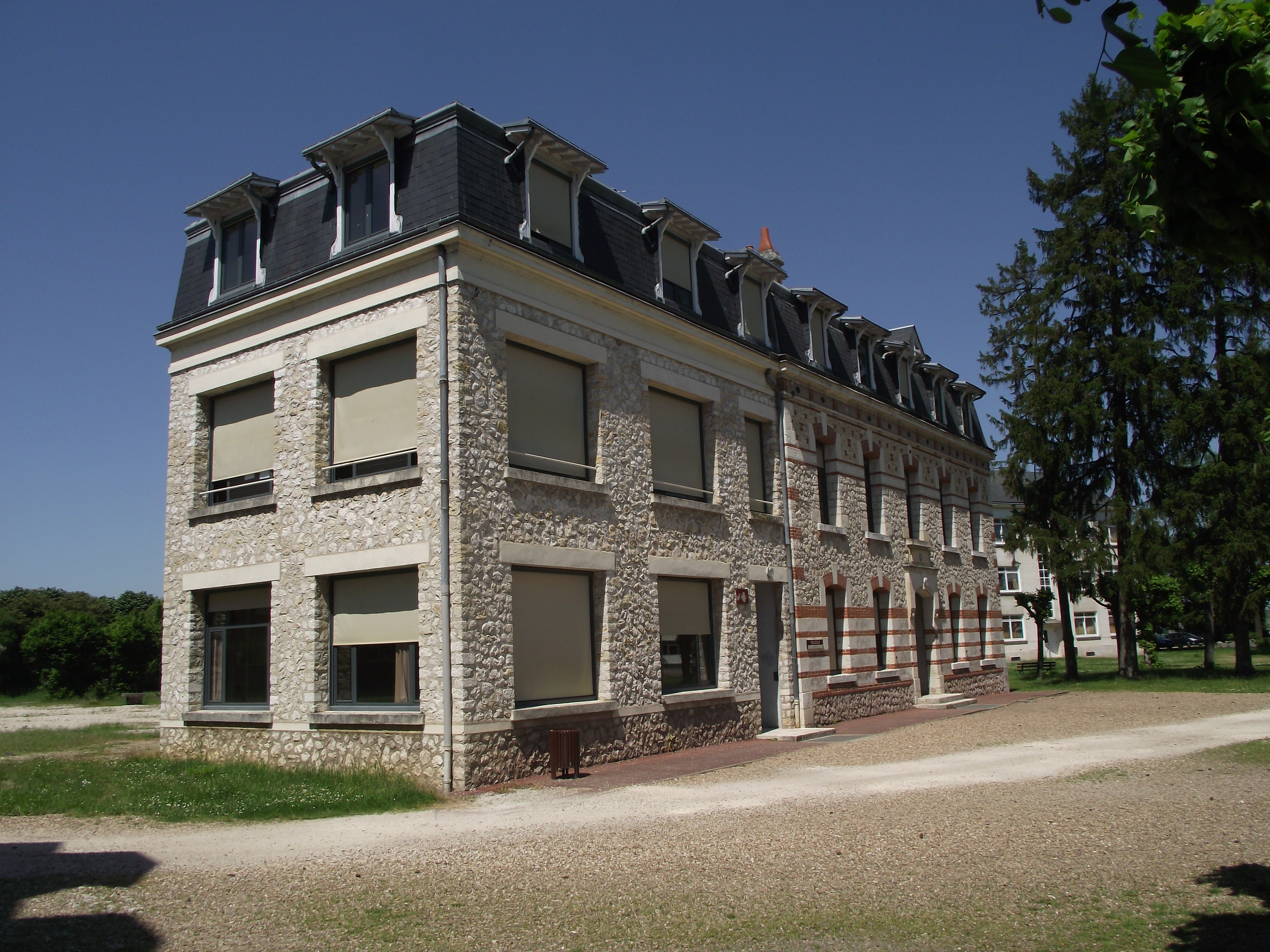
Le bâtiment Tilleul (2011) a longtemps hébergé les assistants de la cité scolaire.

#### Le rôle des assistants
Au fil des années, d'autres assistants, venus du monde entier (Allemagne et Autriche ; Commonwealth et États-Unis ; Espagne et Amérique latine ; monde arabe), viennent travailler dans la cité scolaire. Pendant longtemps, ils reçoivent le gîte et le couvert dans l'établissement (d'abord au bâtiment Tilleul puis au niveau de l'infirmerie), mais l'habitude se perd dans les années 1990,.
Comme Manfred Kirchgässner, nombre de ces jeunes étrangers impriment leur marque à Augustin-Thierry : David Preston s'investit ainsi dans les activités théâtrales tandis que Tim Gribbs participe activement au ciné-club et qu'Eric Haven introduit le cricket dans l'établissement. Surtout, M. Blackmore parvient, par son travail de recherches, à faire inscrire le Lazaret et la villa Lunier à l'Inventaire.

## La cité scolaire Augustin-Thierry

### La lente mise en place de la cité scolaire

#### Création du Collège d'Enseignement Secondaire

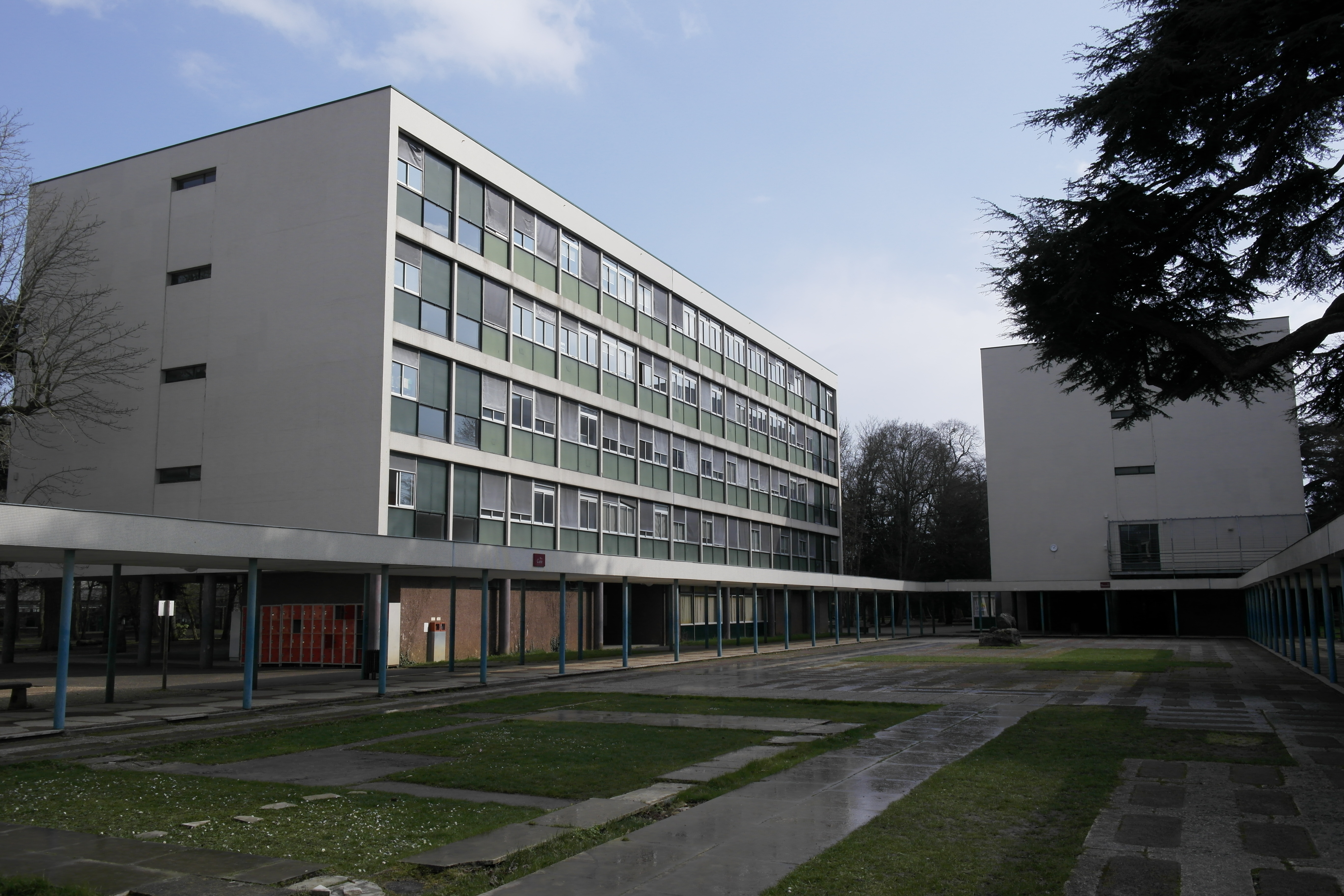
Les bâtiments Curie (à gauche) et Descartes (à droite) sont un héritage des années 1960.

En 1959, le gouvernement du général de Gaulle transforme en profondeur l'Éducation nationale avec la réforme Berthouin. L'obligation scolaire passe de 14 à 16 ans, l'enseignement primaire supérieur est dissous et l'examen d'entrée en classe de Sixième est définitivement supprimé. Dans l'établissement, un « cycle d'observation scolaire » est alors mis en place pour les élèves de Sixième et de Cinquième. En outre, en 1963, une nouvelle réforme donne naissance au « Collège d'enseignement général » (CEG) ou « Collège d'enseignement secondaire » (CES) et, à Blois, le CEG est directement intégré au lycée Augustin-Thierry, ce qui transforme, de facto, celui-ci en cité scolaire. Finalement, en 1975, la loi Haby crée le « collège unique », qui achève le processus de démocratisation de l'enseignement.
En quelques années, les effectifs de l'établissement explosent et des baraquements en bois doivent être installés en urgence dans le parc pour accueillir les nouvelles recrues. Surtout, un manque de professeurs ne tarde pas à se faire sentir. Pour mettre fin à la pénurie d'enseignants, l'État recrute donc, dans la précipitation, un grand nombre d'instituteurs et d'étudiants licenciés ou non qui reçoivent le nom de « professeurs d'enseignement général de collège » (PEGC). Assez mal considérés par leurs collègues, ces nouveaux professeurs se voient attribuer un statut hybride : ils doivent dispenser 24 heures de cours hebdomadaires (contre 18 pour les certifiés et 15 pour les agrégés), sont moins bien rémunérés et doivent généralement encadrer les classes les plus difficiles. Parmi ces nouveaux enseignants, un grand nom se joint à Augustin-Thierry : celui du poète André Duclos (1932).

#### Ouverture de la Section technique

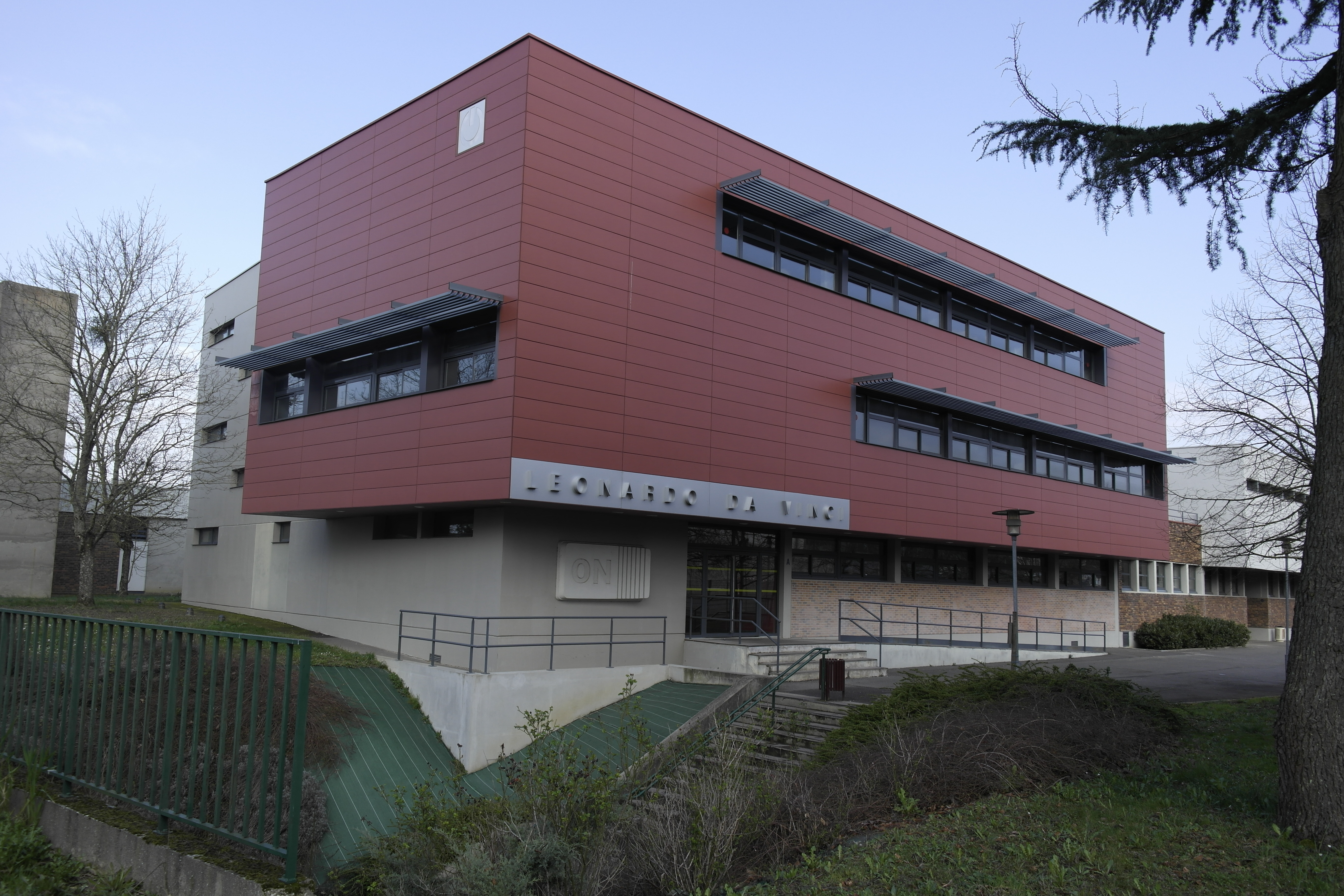
Le bâtiment Vinci (2015) abrite la section professionnelle. Sa façade, qui rappelle un ordinateur, a été réalisée par l'artiste Nicolas Royer en 2008.

Dès avant la Première Guerre mondiale, le collège Augustin-Thierry avait innové en proposant à ses élèves un enseignement technique commercial et industriel. Imaginée par M. Bières, à la fois économe de l'établissement et professeur de mathématiques, cette section avait alors plus d'un demi-siècle d'avance sur celles qui existent aujourd'hui. Elle était pourtant combattue par les partisans de la création, à Blois, d'un collège technique distinct, conduisant directement au Certificat d'aptitude professionnelle (CAP).
La Libération et les réformes éducatives du Gouvernement provisoire ramènent la section de M. Bières à la vie. L'ouverture des « classes nouvelles » permet en effet de créer une option technique au lycée. Malgré l'opposition de l'Inspection académique, qui refuse de mélanger travaux manuels et intellectuels, le Conseil général de Loir-et-Cher octroie à la cité scolaire plusieurs millions de francs qui lui permettent de construire deux ateliers (l'un pour le travail du bois et l'autre pour celui du fer). À partir de la Quatrième, les élèves peuvent ainsi suivre des cours de dessin industriel, de technologie ou de mathématiques appliquées.
Mu par ce premier succès, M. Maj, le professeur de dessin industriel, organise avec ses élèves des voyages à travers l'Europe dans le but d'y étudier les techniques de production en vigueur à l'étranger. Avec sa classe, il part, chaque mois de juillet, découvrir les aciéries suédoises, le laminage et le tréfilage de la Ruhr, l'industrie des métaux ferreux italienne, etc.
Après plusieurs années d'existence semi-clandestine et l'obtention, par une poignée d'élèves, du baccalauréat mathématiques et techniques (futur bac E), l'Éducation nationale finit par donner son aval à la création d'une section technique à Augustin-Thierry. En 1963, le proviseur reçoit ainsi un courrier qui lui apprend « qu'à titre exceptionnel, et vu la structure du site [de l'établissement], les sections d'enseignement technique court et long en projet de création à Blois seront intégrées au lycée ». Une section professionnelle est alors bâtie entre les rues des Flandres et Honoré-de-Balzac, sur les 4 hectares de l'ancienne ferme départementale : elle abrite aujourd'hui les ateliers du bâtiment Vinci. Inaugurée en 1964, cette section professionnelle accueille à l'origine 80 élèves et prépare d'abord au CAP et au bac E.

#### Agrandissements des locaux

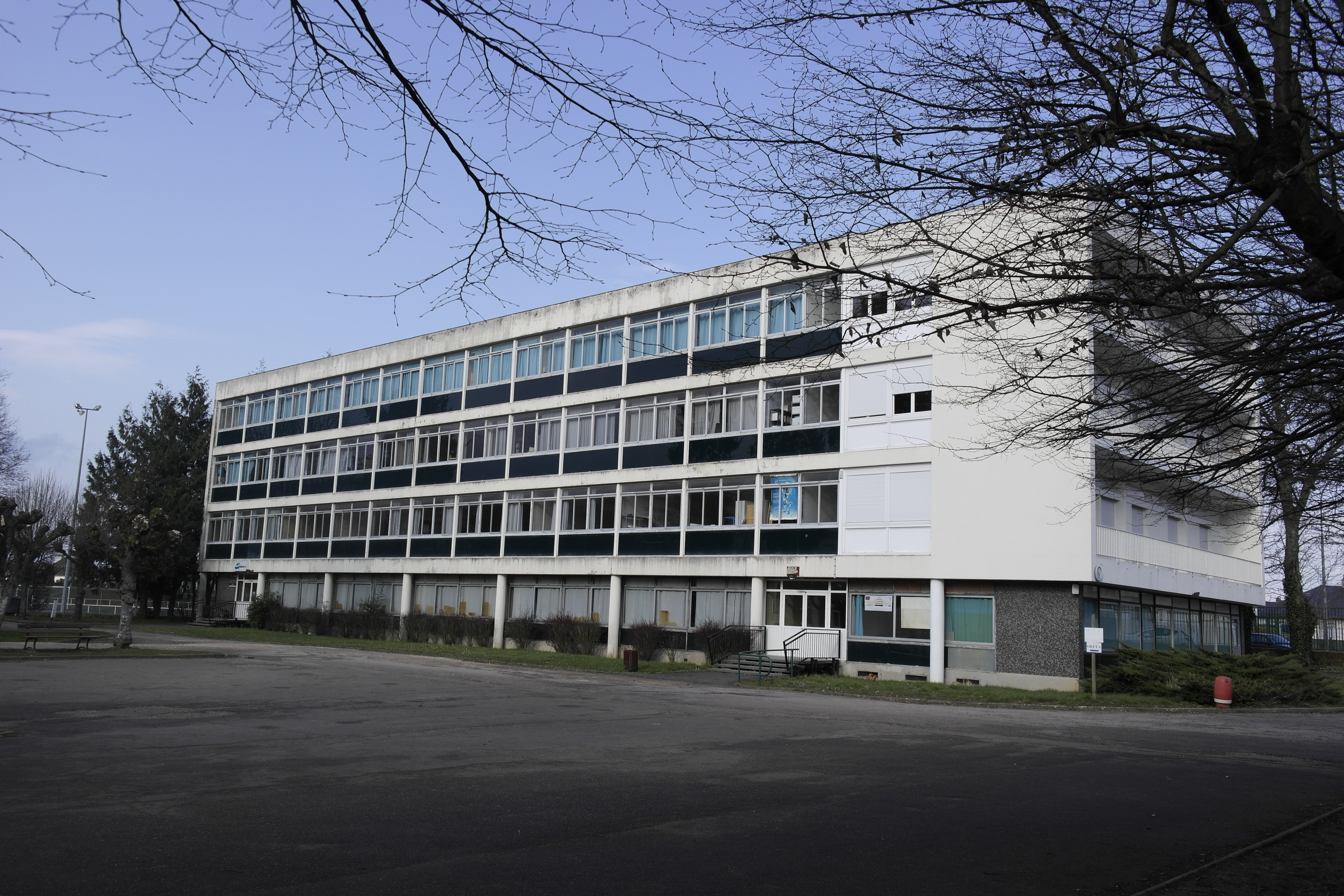
Le bâtiment Papin abrite aujourd'hui le siège du GRETA de Loir-et-Cher (2015).

Avec la démocratisation de l'enseignement et l'arrivée massive de nouveaux élèves, l'établissement doit se doter de bâtiments supplémentaires. L'année 1962 voit ainsi l'apparition des premiers édifices parallélépipédiques dans le parc de la cité scolaire. Un nouvel internat, situé en face du stade des lions, le long de la voie ferrée, est alors construit et prend le nom de « bâtiment N » (actuel bâtiment Michelet). Vers 1964, cet internat est toutefois déménagé dans un autre édifice, situé le long de la rue Honoré-de-Balzac. Appelé « bâtiment M » (actuel bâtiment Papin), ce nouveau bâtiment accueille également des salles de classe, de dessin et d'étude. Dans le même temps, de nouvelles cuisines et un nouveau réfectoire doté d'une capacité de 1 000 places sont installés à proximité du bâtiment des pensionnaires.
Surtout, deux grands édifices sont construits parallèlement à l'avenue de Châteaudun, dans l'ancien parc dessiné par le banquier Chambert-Péan : il s'agit des « bâtiments D » et « E » (actuels bâtiments Descartes et Curie), respectivement destinés à accueillir les disciplines générales et scientifiques. Forts de 4 étages, qui s'organisent tous autour d'un long couloir central, ces édifices abritent chacun une soixantaine de salles de facture moderne. Leur conception est cependant rapidement critiquée dans la mesure où aucun d'eux n'est doté d'ascenseur, ce qui interdit l'accès des personnes à mobilité réduite à l'établissement. L'isolation phonique et thermique des deux bâtiments est en outre réduite alors que le chauffage central reste longtemps défectueux. Enfin, le nombre limité d'ouvertures (3 escaliers d'accès et deux portes donnant vers l'extérieur au rez-de-chaussée) réduit considérablement la fluidité des déplacements, ce qui ne manque pas de donner lieu à des bousculades au moment des interclasses.
Le début des années 1970 voit, lui aussi, de nouvelles transformations s'opérer dans la cité scolaire. L'édifice qui reliait jusque-là les bâtiments Hugo et Lunier est alors détruit, en même temps que l'ancien pavillon thermal datant de l'époque de l'asile psychiatrique (au nord de l'établissement). À leur place, est construit un dernier édifice, qui est inauguré en 1975. Baptisé « bâtiment J », ce bâtiment forme un vaste quadrilatère entourant un patio central. Il accueille l'infirmerie, une salle d'étude et des logements.

### Les transformations des années 1960-1970

#### Une politisation grandissante

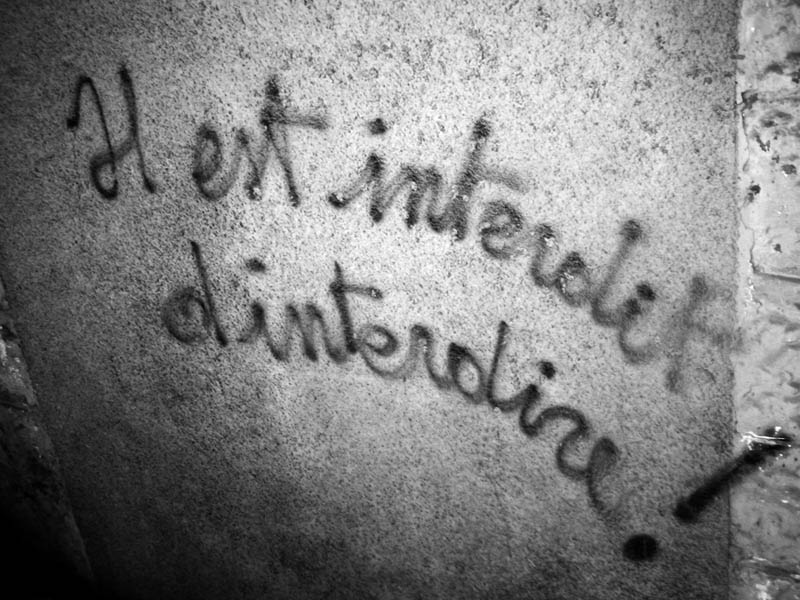
Un slogan de mai 68.

Les premiers proviseurs à la tête du lycée Augustin-Thierry n'ont guère à se plaindre de l'attitude des adolescents qui leur sont confiés. Le rapport annuel du chef d'établissement, daté de 1958-1959, considère ainsi que l'élève-type du Loir-et-Cher n'est « pas méchant », mais plutôt « indolent » et « gentil ». Il ajoute par ailleurs que « les Blésois protestent facilement mais ils obéissent ».
Malgré tout, après la Seconde Guerre mondiale, la population scolaire de l'établissement se politise progressivement. En 1959, le lycée Augustin-Thierry connaît ainsi ses premiers soubresauts, à l'occasion de la tentative du gouvernement de permettre le financement de l'enseignement privé sous contrat par l'État (loi Debré). Par la suite, d'autres grandes causes mobilisent élèves et enseignants : d'abord la guerre d'Algérie (1954-1962), qui provoque quelques débats houleux dans l'enceinte scolaire, puis la guerre du Vietnam (1964-1975).
Ce sont cependant les événements de mai 1968 qui secouent le plus la cité scolaire. Le 16 mai, une grève éclate dans l'établissement, à laquelle ne tardent pas à se joindre les jeunes filles du lycée Dessaignes, situé non loin d'Augustin-Thierry. À vrai dire, l'action ne donne lieu à aucun débordement, tant la direction de la cité scolaire est appréciée des usagers. Mais elle aboutit à une multitude de réunions, qui rassemblent adolescents et adultes avant d'être peu à peu désertées par les élèves. Côté professeurs, on s'interroge ainsi sur le rôle de formateur-sélecteur que la société a confié aux enseignants et qui choque les esprits les plus libéraux.

#### L'après mai 1968

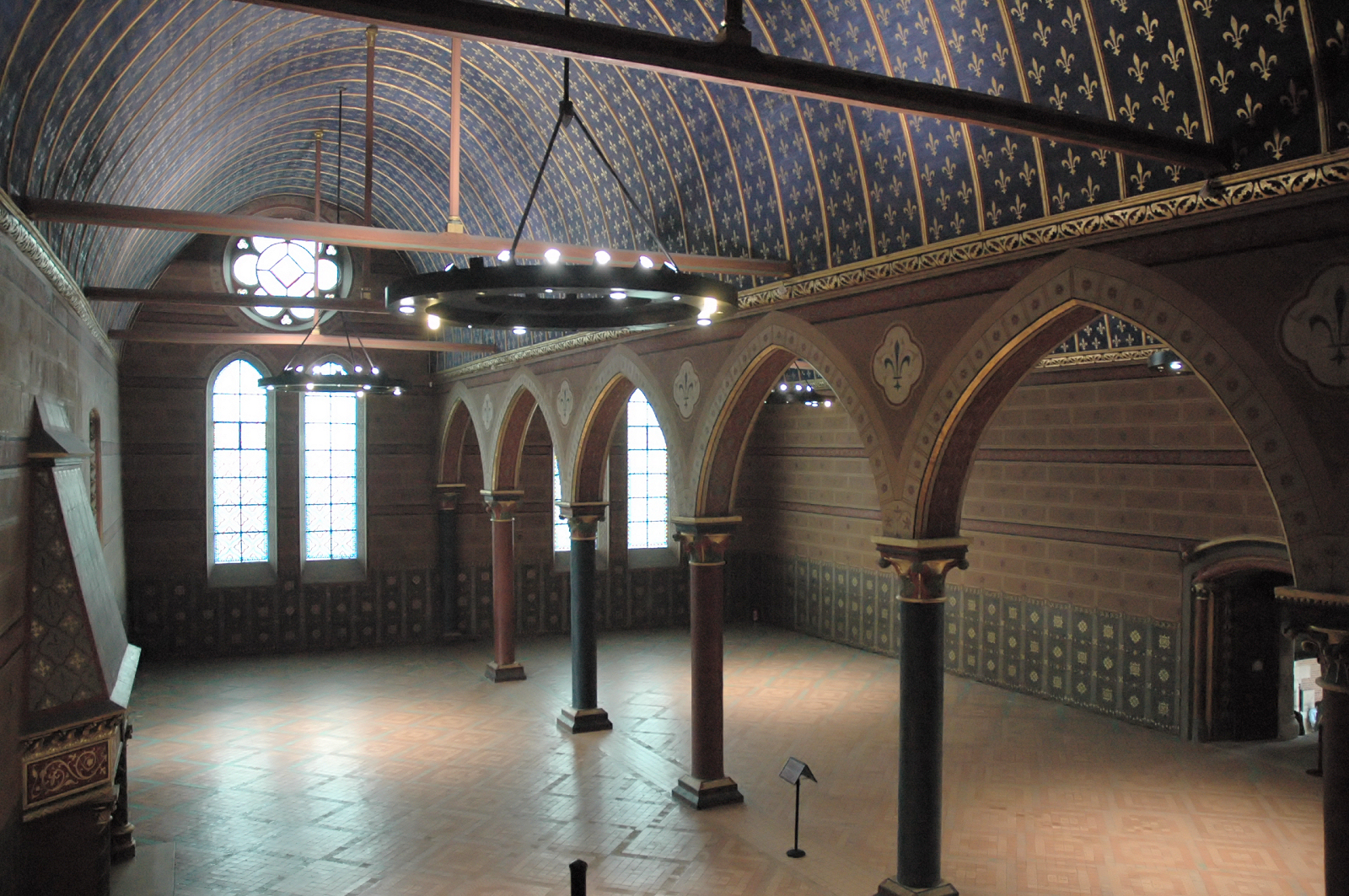
Avant 1968, la remise des prix du lycée s'effectuait dans la salle des États généraux du château (2007).

Les événements de mai 1968 amènent une transformation profonde du mode de fonctionnement des établissements scolaires. Sous l'impulsion du ministre de l'Éducation nationale Edgar Faure, parents et adolescents prennent une place plus importante au sein des écoles. Ils sont ainsi davantage écoutés grâce à l'élection de délégués de classe et de représentants des familles qui siègent dans les différents conseils des établissements. Ils voient par ailleurs leurs liens avec l'école facilités par la mise en place des carnets de correspondance.
Le système d'évaluation des élèves évolue lui-aussi. Pour ne pas décourager les apprenants, certains enseignants choisissent d'abandonner la notation de 0 à 20 et la remplacent par une notation allant de A à E ou de A à R. D'autres décident même d'abandonner toute notation au profit de simples appréciations, jugées moins agressives que les notes. Cependant, ces évolutions sont loin de faire l'unanimité et on revient peu à peu à une notation plus traditionnelle. Le classement des élèves est par contre totalement abandonné et, avec lui, les traditionnelles remises de prix, qui avaient, jusque-là, lieu, chaque année, dans la salle des États généraux du château de Blois.
Dans le même temps, une plus grande permissivité s'instaure dans les comportements et les tenues vestimentaires. Les grilles de l'établissement s'ouvrent, ce qui donne lieu à des allées et venues incessantes, et la cigarette fait son entrée officielle dans l'enceinte scolaire. Les tenues se font moins soignées mais aussi plus diverses : nombre de garçons arborent désormais les cheveux longs tandis que les filles, qui ont fait leur entrée à Augustin-Thierry au début des années 1960, gagnent progressivement le droit de porter jeans et pantalons.

#### Mixité, égalité, sexualité

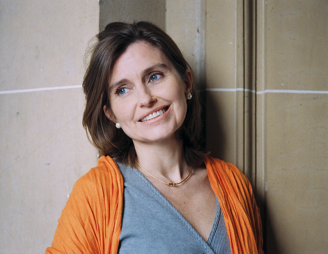
La journaliste et écrivaine Florence Noiville (2009) est l'une des quelques femmes célèbres passées par les bancs de la cité scolaire.

Longtemps établissement exclusivement masculin, la cité scolaire Augustin-Thierry ouvre ses portes aux jeunes filles en 1963. Cependant, la féminisation ne se fait qu’à partir des petites classes et il faut attendre plusieurs années pour que tous les niveaux et toutes les sections du collège et du lycée connaissent une véritable mixité. Surtout, la réforme se fait en catimini, sans que rien soit d’abord prévu, dans les infrastructures, pour accueillir les nouvelles arrivantes. De fait, dans un premier temps, celles-ci ne bénéficient ni de toilettes ni de vestiaires spécifiques, ce qui n’est pas sans poser quelques difficultés.
Dans ce contexte d’ouverture et de libéralisation des mœurs (accentuée par le vote de la loi Neuwirth en 1967 et de la loi Veil en 1975), la nécessité de faire de l’éducation sexuelle dans l’établissement s’accentue. Après 1968, le Foyer socio-éducatif et les infirmières organisent ainsi des séances d’information sexuelle où interviennent conjointement des membres du Planning familial (d’inspiration féministe) et du Centre d’Information conjugale (d’obédience catholique). Dès le départ, ces réunions sont ouvertes aux élèves du lycée Dessaignes, encore majoritairement féminin.
En dépit de ces avancées, certaines thématiques restent encore longtemps taboues dans la cité scolaire. C'est ce que montre le témoignage d'un élève homosexuel du lycée publié dans le journal Le Gai Pied en 1984 :

« J'ai 19 ans et je suis en terminale G3 au lycée de Nîmes. L'année dernière, j'ai connu de graves problèmes au sein de mon lycée, à Blois. Un jour, j'ai cru avoir gagné la confiance d'une camarade de classe en lui avouant que je préférais les beaux garçons aux filles. Malheureusement, je me suis trompé et, quelque temps plus tard, d'abord la classe puis le lycée étaient au courant. La honte s'est abattue sur moi comme la foudre. On me montrait du doigt comme un hérétique ou une sorcière. La cruauté des élèves était telle que chaque fois que je me rendais au lycée, c'était un vrai calvaire. Certains professeurs me considéraient comme une chose monstrueuse (20 octobre 1984). »

### Une nouvelle façon d'enseigner

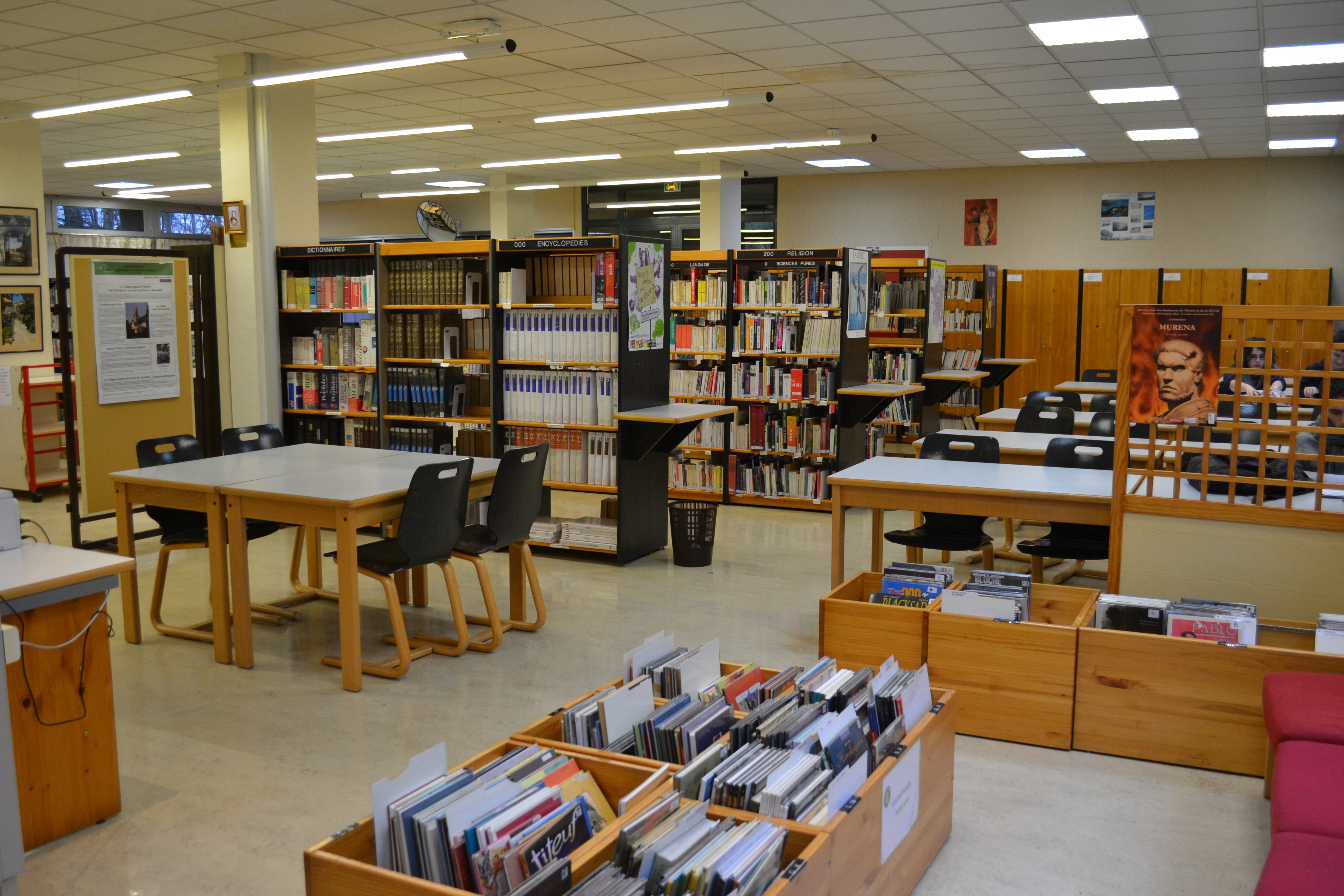
La salle de lecture du CDI du lycée en 2013.

#### Des enseignants face à la «révolution technologique»
Au fil des années, de nouveaux outils font leur apparition dans l’enseignement. Laboratoire de langues, diapositives, magnétophones et même télévision, magnétoscopes et micro-ordinateurs font ainsi irruption dans le quotidien d’enseignants qui se sentent parfois dépassés face à toutes ces innovations. Bon an, mal an, cette « révolution technologique » aboutit toutefois à un lent renouvellement de la pédagogie dans la plupart des disciplines.
Un autre outil, plus consensuel celui-là, fait son apparition à Augustin-Thierry en 1974 : le Centre de documentation et d'information (CDI). Situé au rez-de-chaussée du bâtiment Descartes, celui-ci succède aux bibliothèques disciplinaires gérées par certains professeurs (comme la bibliothèque d’anglais montée par les professeurs Mayault et Jean Billeau au lendemain de la guerre).

#### Du «tout littéraire» au «tout scientifique»?
Alors que les humanités (lettres, langues et histoire) ont longtemps dominé l’enseignement, à Augustin-Thierry comme ailleurs en France, la réforme Haby de 1975 diminue leur importance pour laisser davantage de place aux mathématiques et aux sciences dans le cursus des élèves. Chez certains professeurs, cette évolution, pourtant liée aux transformations de la société, est vécue comme un signe de mépris pour les sciences humaines, d’autant que le proviseur de l’époque, Pierre Morbois, fait preuve de beaucoup de zèle dans son application. Toujours est-il qu’avec la mise en avant de la série scientifique (préparant aux bacs C, D et E puis simplement S), les bacs blancs font leur retour dans l’établissement et, avec eux, le bachotage tant vilipendé pendant mai 1968.
Parallèlement à ces évolutions, une section bilingue franco-allemande est créée à Augustin-Thierry au milieu des années 1970. Nombre d’élèves de la cité scolaire provenant de l’actuelle école élémentaire Raphaël-Périé (liée à l’École normale puis à l’IUFM de Blois) où des cours d’allemand sont dispensés aux enfants, il est décidé de les regrouper dans une section particulière pour assurer une continuité dans leur éducation. Fortement réputée, la section bilingue d'Augustin-Thierry ouvre bientôt ses portes aux bons élèves du reste de l’établissement. Ainsi transformée en section élitiste, elle est finalement dissoute après quelques années d’existence.

#### L'âge d'or de la section professionnelle

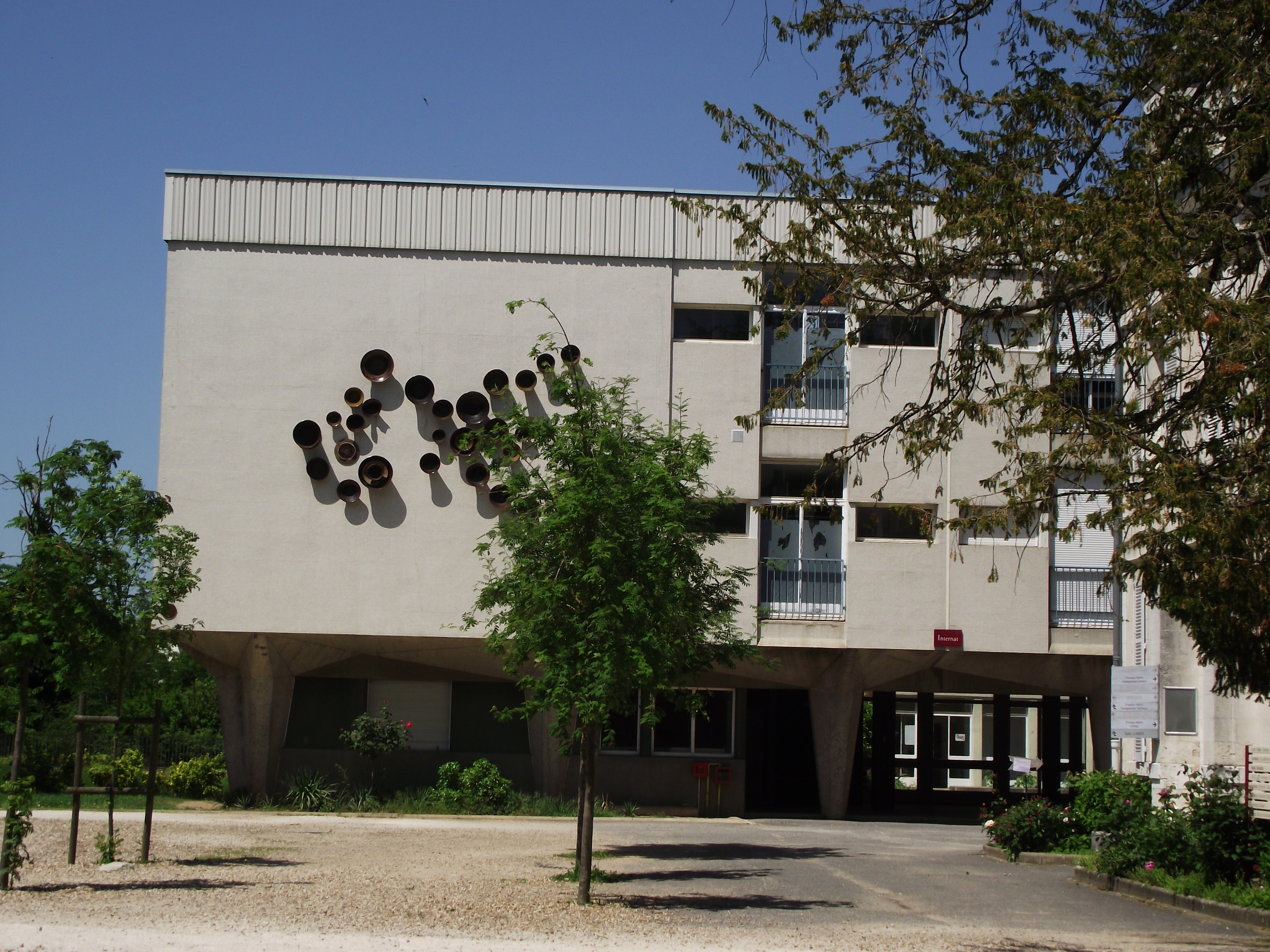
Hébergeant l'internat, le « bâtiment J » (ici en 2011) présente, sur sa façade, une œuvre de Jean-Michel Laboute.

Les premiers professeurs de la section professionnelle proviennent majoritairement du monde de l’industrie, mais les choses changent progressivement à partir de 1975 et de la mise en place du concours du Certificat d'aptitude au professorat de l'enseignement technique (CAPET). Encadrés par un chef de travaux (le premier étant M. Pesson), les enseignants de la section assurent longtemps 32 à 36 heures de cours hebdomadaires mais, grâce à la réforme de 1973, leur temps de travail dans l’établissement est réduit à 21 heures afin de les mettre sur un pied d’égalité avec les professeurs de la voie générale.
Fortement attractive, la filière professionnelle d’Augustin-Thierry accueille près de 900 élèves au milieu des années 1980 alors qu’elle en recevait dix fois moins à sa création. Surtout, elle s’ouvre, dès 1974, à l’enseignement supérieur avec la création d’un BTS Automatisme et, en 1982, d’un BTS Maintenance. L’établissement noue alors plusieurs partenariats avec le monde de l’entreprise (UAP, EDF).

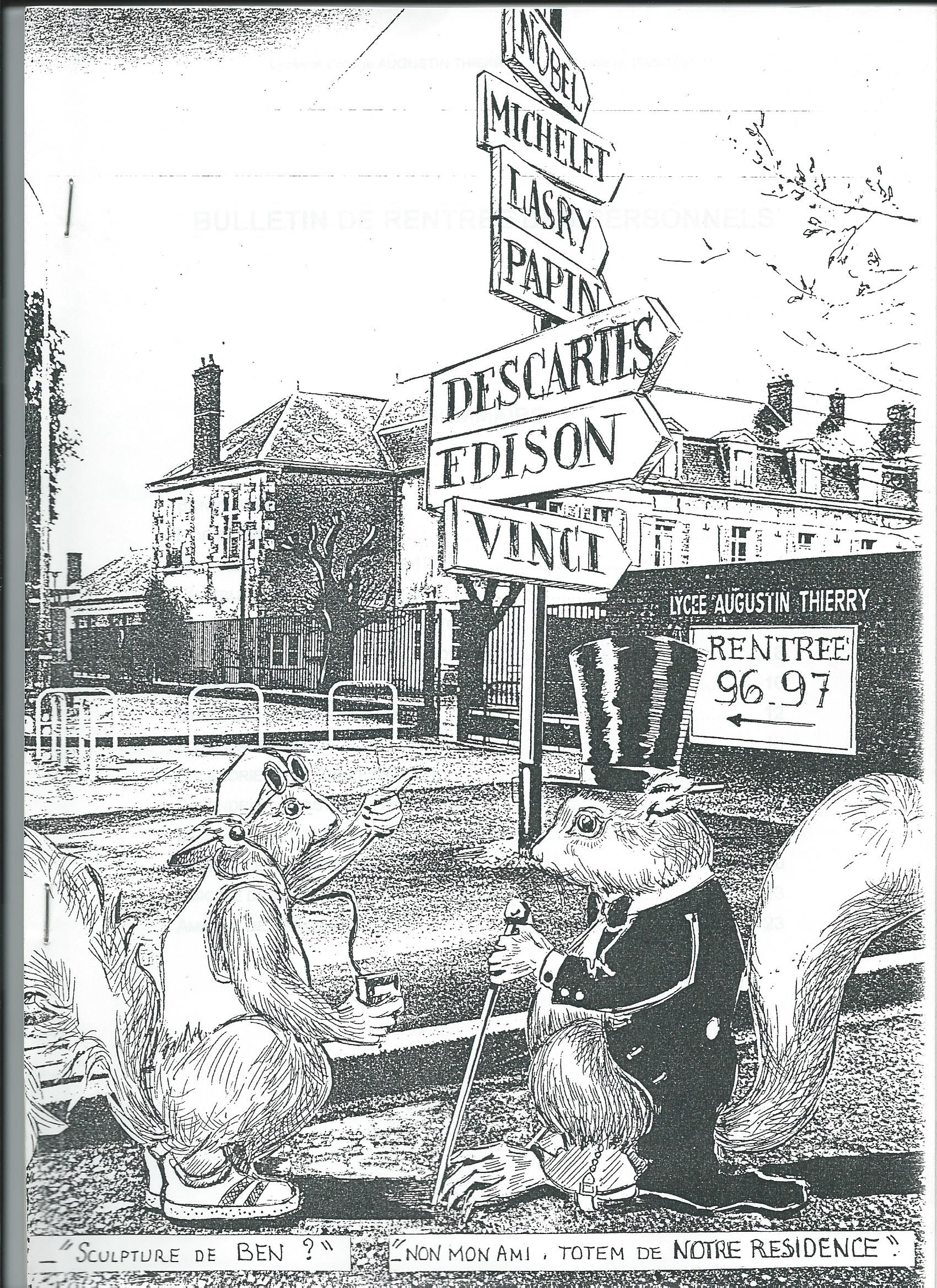
Couverture du livret de rentrée 1996-1997. Dessin de J. Marmande (1996).

#### Des élèves devenus célèbres
Comme avant guerre, la cité scolaire Augustin-Thierry continue à former des élèves qui se font, par la suite, un nom dans la société française. Dans les années 1960, le lycée accueille ainsi Bernard Boucault, qui devient ensuite haut fonctionnaire et préfet de police de la ville de Paris. Vers la même époque, arrive le futur auteur de littérature de jeunesse Philippe Barbeau, qui ne se fait pas remarquer pour ses bons résultats, si l'on en croit ses propres déclarations,.
Dans les années 1970, d'autres grands noms se joignent à l'établissement. D'abord le futur compositeur Cyril Morin, qui se fait notamment connaître par son travail sur la musique de la série à succès Borgia. Ensuite la future journaliste et écrivaine Florence Noiville, longtemps critique au journal Le Monde.
Finalement, les années 1980 voient la future championne du monde de natation et médaillée d'argent aux Jeux olympiques de Sydney, Roxana Maracineanu, effectuer ses deux premières années de collège à Augustin-Thierry.

## Entre déclin et renouveau

### Le tournant des années 1990
La cité scolaire Augustin-Thierry atteint son apogée à la fin des années 1980, moment où elle accueille presque 2 500 élèves et étudiants. À l’époque, l’établissement maintient encore sa vieille tradition théâtrale, à travers la mise en place de comédies musicales, dirigées par Marc Jollet et une poignée d’autres professeurs volontaires (Pierre Rebours, Jean-Claude Fusellier, Lucette Cathenod, Laurence Fameau, Claude et Catherine Gervais, etc.). L'ouverture internationale de l'établissement se poursuit également. À partir de 1987, un partenariat est même signé entre Augustin-Thierry et le lycée de Thames, en Nouvelle-Zélande, grâce au mécénat posthume de Mr Raymond Nutter, un généreux Néo-Zélandais ayant passé ses vieux jours à Blois.
Les choses se compliquent après l’ouverture du lycée Camille-Claudel, à Blois, en 1990, puis du lycée François-Villon, à Beaugency, en 1993. Les effectifs d’Augustin-Thierry sont alors considérablement réduits par la nouvelle carte scolaire tandis que la section professionnelle perd une partie de son attrait avec la tertiarisation croissante de la société. En outre, certains des projets qui faisaient la renommée d’Augustin-Thierry, comme la comédie musicale (1988-2002), sont progressivement abandonnés, faute de relève, du côté enseignants, et de motivation, côté élèves. De la même façon, le vieux partenariat unissant Augustin-Thierry au lycée de Lewes disparaît.

### Renouveau des enseignements et des jumelages

Plan de la cité scolaire (2015).
A : Villa Les Acacias
B : Bâtiment Balzac
C : Bâtiment Curie
D : Bâtiment Descartes
G1 et G2 : Gymnases
H : Bâtiment Hugo
J : Bâtiment Joséphine Baker
La : Bâtiment Lavoisier
Lu : Bâtiment Lunier
M : Bâtiment Michelet
MdL : Maison des Lycéens Jean-Germanaud
P : Bâtiment Papin (Greta)
R : Restaurant scolaire
T : Bâtiment Tilleul
V : Ateliers Vinci

Un certain renouveau se fait cependant jour. Au fil des années, de nouvelles options sont ouvertes dans l’établissement. Au lycée, on voit ainsi apparaître l'arabe (vers 1985), des sections européennes (allemand en 1997, anglais en 1998 et espagnol en 2005), les sciences de l'ingénieur, le cinéma audiovisuel (2002),, etc. Une section binationale franco-espagnole (« Bachibac ») est également créée à la rentrée 2013.
Parallèlement, de nouvelles activités culturelles, scientifiques et sportives sont mises en place. Au collège, des ateliers d'initiation aux  arts du cirque, et à l'apiculture voient ainsi le jour dans les années 2010. Sous la houlette de l'Association des Anciens élèves, un cross se déroule par ailleurs chaque année dans le parc de la cité scolaire. Enfin, un concours de technologie, baptisé « Hélitec 41 », est organisé par l'établissement depuis 2013 grâce à l'initiative des professeurs Laurence Fameau et Pascal Duménil. Au lycée général et à la section professionnelle, le dynamisme des élèves et de leurs enseignants apparaît quant à lui dans la participation au jury du prix Emmanuel-Roblès, à la coupe de France de robotique,, ou au Challenge ÉducÉco. Finalement, les « récréations musicales » organisées par Pierre Rebours, chaque fin d'année depuis 1996, sont l'occasion de réunir l'ensemble de la cité scolaire.
En outre, de nouveaux partenariats sont noués avec des établissements étrangers : l’Heerenlanden college de Leerdam, aux Pays-Bas, le Cardinal Newman College de Preston, au Royaume-Uni (en 2002), le Corvey Gymnasium de Hambourg, en Allemagne, la Suwon Academy of World Languages de Suwon, en Corée du Sud (en 2011), et les I.E.S. Zaidín-Vergeles de Grenade (2011) et Manuel de Cabanyes de Vilanova i la Geltrú (2013) en Espagne.
À la rentrée 2017, la cité scolaire devient le neuvième établissement scolaire français à adhérer au dispositif « Pasch » (« Schulen: Partner der Zukunft »), mis en place par le ministère des Affaires étrangères allemand en 2008 pour favoriser l'apprentissage de la langue et de la culture germaniques.

### De nouvelles installations

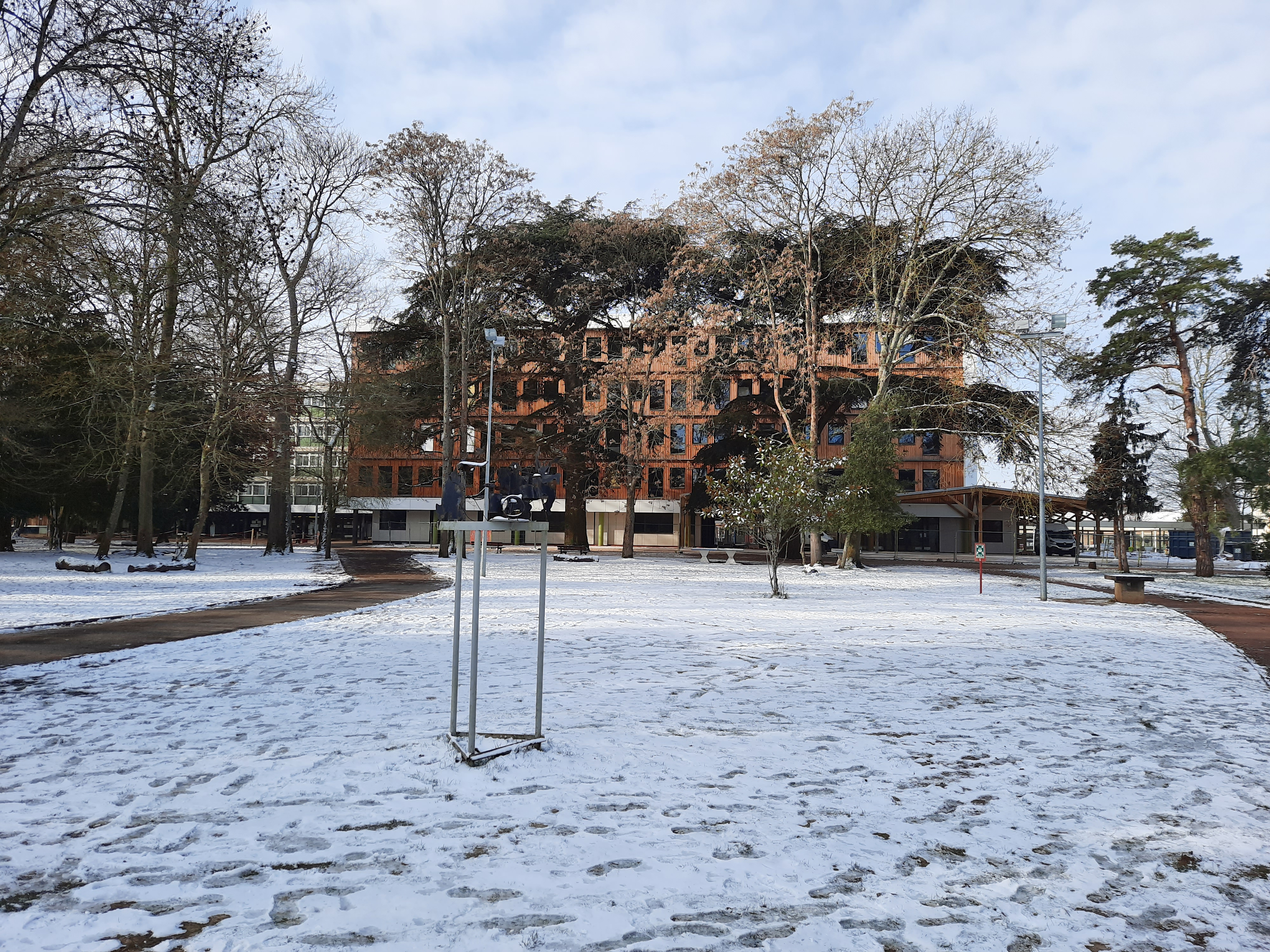
Le bâtiment Curie après sa rénovation (2021).

Surtout, l'établissement fait en grande partie peau neuve. En 2001, il se dote d'une maison des lycéens (MDL), qui prend la suite du foyer socio-éducatif créé après mai 1968. D'une superficie de 400 m2, la MDL sert à la fois de cafétéria et de local pour les différents clubs du lycée (musique, danse, photo, robotique, journal). Elle possède par ailleurs un billard, un baby-foot et divers jeux de société. Rebaptisée en 2005 « maison des lycéens Jean-Germanaud » en l'honneur d'un ancien professeur d'espagnol de l'établissement, la MDL d'Augustin-Thierry est longtemps la seule du genre à Blois. Elle sert d'ailleurs de source d'inspiration aux élèves du lycée Sonia-Delaunay lorsque ceux-ci décident d'en créer une en 2009.
En 2008, les ateliers de la section technique (bâtiment Vinci) sont transformés et l'artiste Nicolas Royer y crée une façade originale (baptisée On-Off) dans le cadre du 1 % artistique. Après des années de grogne des professeurs d'EPS, l'établissement se voit doté d'un nouveau gymnase en 2013 mais la piscine qui faisait la particularité d'Augustin-Thierry est définitivement fermée en 2008. Finalement, d'autres travaux concernant l'amélioration énergétique des externats sont entrepris au sein de la cité scolaire à partir de 2016. La région investit ainsi 10 millions d'euros dans la réhabilitation des 4 000 m2 du bâtiment Curie et le remaniement des façades du bâtiment Descartes,. Parallèlement, le CDI du lycée est largement rénové et transformé en 4C (centre de connaissance et de culture connecté) grâce à une subvention de 14 000 euros allouée par la région en 2019.

### Entre frondes et drame
Au fil des années, l'établissement et ses usagers conservent leur tradition frondeuse. Ainsi, en 2002, de nombreux élèves de la cité scolaire, comme le militant lycéen Cédric Marmuse, participent aux manifestations qui suivent le passage de Jean-Marie Le Pen au second tour de l'élection présidentielle.
La politique n'est d'ailleurs pas la seule thématique à mobiliser Augustin-Thierry. En 2004, l'État retire à la cité scolaire les 18 contrats emploi-solidarité (CES) dont elle bénéficiait jusqu'à présent. Faute de surveillants et après plusieurs incidents liés à l'incursion d'individus extérieurs à l'établissement, la direction prend une décision radicale. En accord avec le conseil d'administration, le proviseur René Bayssière fait appel aux services de vigiles pour surveiller les différentes entrées de la cité scolaire, ce qui grève de 36 000 euros le budget d'Augustin-Thierry. Dénoncée par la région comme par la FCPE, cette décision déclenche une polémique, largement couverte par la presse et la télévision nationales,,,.
Sept ans plus tard, un autre événement pousse les journaux à s'intéresser à la cité scolaire. Scandalisés par les propos tenus par Marie Reynier, rectrice de l'Académie d'Orléans-Tours, durant une interview auprès de La Nouvelle République, huit professeurs de la cité scolaire portent plainte contre elle pour propos diffamatoires et racistes (2011),. L'affaire fait grand bruit mais elle aboutit finalement à un non lieu, le parquet d'Orléans décidant de classer le dossier sans suite, « pour infraction insuffisamment caractérisée » (2012). Enfin, en 2012-2013, la cité scolaire est bouleversée par un conflit opposant le proviseur Éric Gommé à Marie-Anne Clément, enseignante et déléguée CGT. Ce conflit aboutit finalement au départ du chef d'établissement, muté au lycée Choiseul de Tours à la rentrée suivante.
Sur un tout autre plan, l'établissement est au cœur d'un drame, en novembre 2009, lorsqu'un élève de Cinquième se défenestre du troisième étage du bâtiment Descartes durant un cours.

### Les dernières années de la cité scolaire Augustin-Thierry

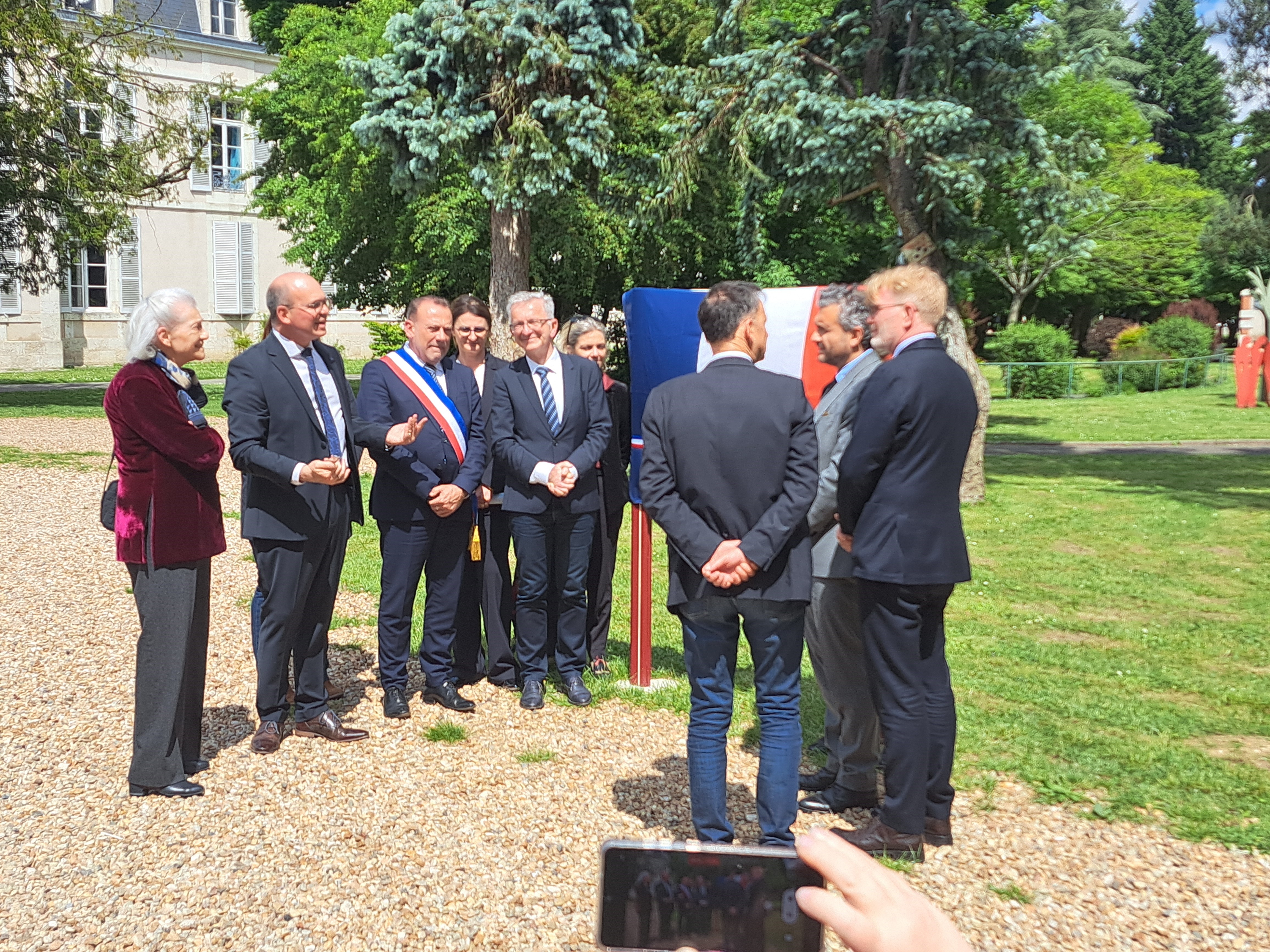
Élisabeth Badinter, Jérôme Lauxire, Marc Gricourt, François Bonneau, Jean-Philippe Agresti et Marc Fesneau lors de la cérémonie du changement de nom du lycée (13 mai 2025).

En mars 2022, une élève méritante du lycée général, Aya Houari, est choisie pour devenir filleule de la Fondation Un Avenir Ensemble, liée à la Grande chancellerie de la Légion d'honneur, au cours d'une cérémonie à laquelle participent le proviseur Jérôme Lauxire et son adjoint Régis Ventribout. Quelques mois plus tard, en mai 2022, un autre élève méritant, Mathis Ridel, bénéficie de la même attention de la part de la fondation.
De plus en plus tournée vers l'international, le lycée Augustin-Thierry se dote, à la rentrée 2023, d'une section BFI britannique, qui prend la forme d'un parcours trilingue français, anglais et allemand.
Comme de nombreux autres établissements français, la cité scolaire est victime, le 28 mars 2024, d'une fausse alerte à la bombe, qui conduit à l'intervention des forces de l'ordre,. Quelques mois plus tard, le 29 novembre 2024, alors que l'Éducation nationale est frappée par une polémique concernant « l'éducation à la vie affective, relationnelle et sexuelle », le collège Augustin-Thierry reçoit la visite des ministres Anne Genetet et Geneviève Darrieussecq, venues assister à une séance de vaccination contre le papillomavirus.

## La cité scolaire Robert-Badinter
En novembre 2024, le maire de Blois Marc Gricourt annonce que le lycée Augustin-Thierry va être rebaptisé, en janvier 2025, lycée international Robert-Badinter. Le souvenir d'Augustin Thierry ne disparaît cependant pas totalement de la cité scolaire, puisque le collège conserve le nom de l'illustre historien. La cérémonie qui marque l'adoption du nouveau nom du lycée se déroule finalement le 13 mai 2025, en présence de différentes personnalités, parmi lesquelles la philosophe et écrivaine Élisabeth Badinter, veuve de l'ancien ministre de la Justice, le député Marc Fesneau, le président de la région Centre-Val de Loire François Bonneau, le maire de Blois et le recteur de l'académie d'Orléans-Tours Jean-Philippe Agresti
,. L'événement est ponctué d'un petit incident, Élisabeth Badinter s'offusquant qu'un élève qualifie les actions de l'armée israélienne sur Gaza de « génocide » pendant un cours d'anglais auquel elle est invitée à assister,.

## L'établissement dans la littérature et à la télévision

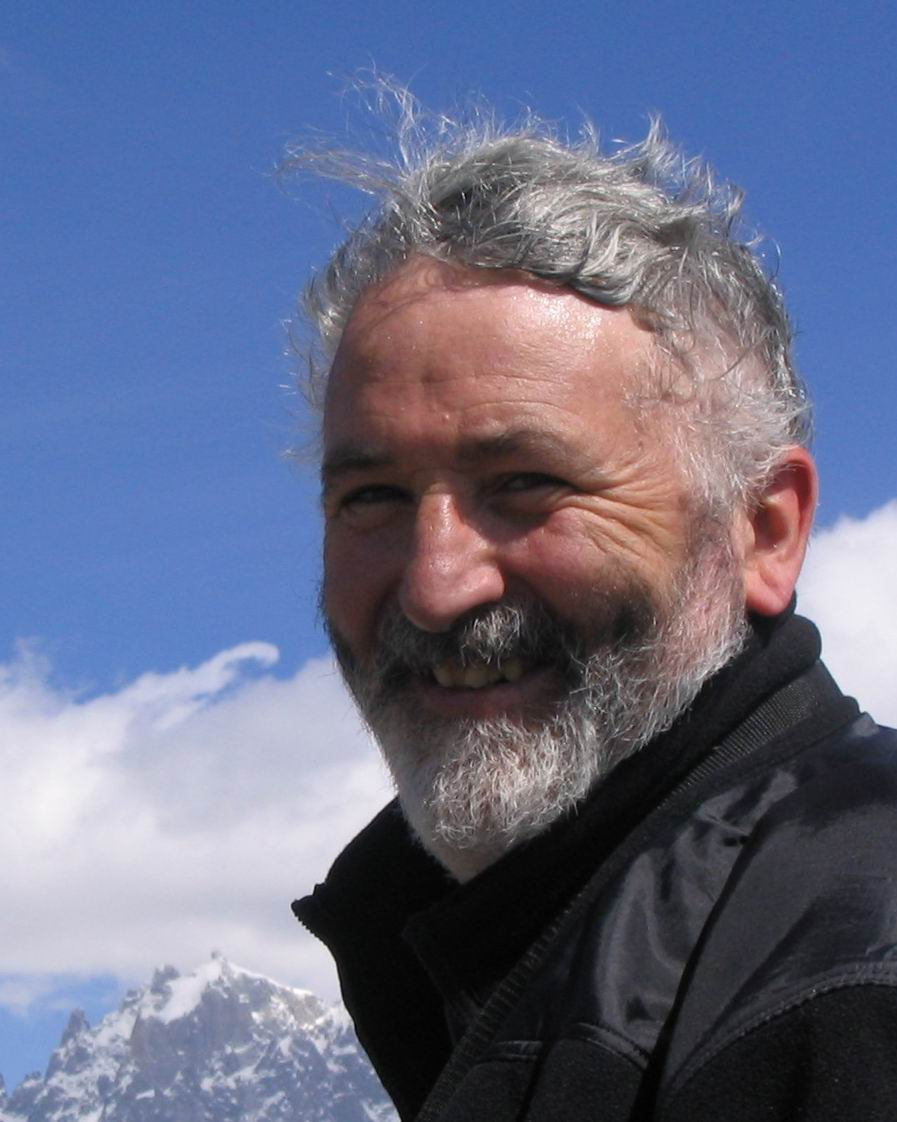
Photo de l'écrivain Philippe Barbeau par Nicole Dufour (2013).

Plusieurs auteurs ont évoqué le collège et le lycée Augustin-Thierry dans leurs ouvrages.
C'est le cas de l'historien Augustin Thierry lui-même qui raconte, dans sa « Préface » des Récits des temps mérovingiens (1840), comment il dévora, dans les locaux du Bourg-Moyen, Les Martyrs de Chateaubriand en 1810. La lecture de cette œuvre le marqua tellement qu'il ne put s'empêcher d'en déclamer les lignes (« Pharamond ! Pharamond ! Nous avons combattu avec l'épée ! ») dans la salle capitulaire de l'école. Par la suite, l'ouvrage de Chateaubriand n'eut de cesse d'inspirer l'historien, qui fut profondément influencé par le courant romantique.
L'ancien collège des bords de Loire apparaît également dans l'œuvre de l'écrivain régionaliste Hubert-Fillay. Ce dernier décrit avec nostalgie son adolescence au collège dans Jeunesse !… Souvenirs blésois (1934). L'auteur décrit par ailleurs, dans La Grand'pitié de la ville de Blois (1940), la destruction de l'établissement et les ruines qui lui succédèrent.
Le lycée actuel est, quant à lui, évoqué dans plusieurs ouvrages. Parmi ceux-ci, on peut citer l'autobiographie de Jean-Marc Charpentier, Le Fil à linge (2013), dans lequel apparaît notamment une professeure de physique qui donnait « une peur bleue » à l'auteur,. Le sociologue Pierre Rosanvallon, fils de cette impressionnante enseignante, se remémore lui-aussi l'établissement dans Notre Histoire intellectuelle et politique, 1968-2018 (2018),.
L'auteur de littérature jeunesse Philippe Barbeau met, lui aussi, en scène le lycée Augustin-Thierry et les professeurs (comme MM. Duclos, Dimanche ou Carbonel) qui l'ont marqué durant son adolescence, dans les années 1960. C'est particulièrement le cas dans son roman autobiographique Je lui ai promis (La Promesse) de 2013 et dans le souvenir « De voix en aiguille » paru dans le recueil Un Amour d'enfance en 2007. L'écrivain évoque par ailleurs, en 2009, l'ancien collège de la rue du Bourg-Moyen et son dernier principal (Claudius Chardon) dans le roman Juin 1940 : Peur sur la route.
À la télévision, les locaux de la cité scolaire servent de décors à la sitcom éducative Les Zèbres réalisée par Gilles Bannier et Stéphane Moszkowicz en 1997-1998.

## Association Amicale des Anciens Élèves du Collège et du Lycée Augustin-Thierry
L'association Amicale des Anciens Élèves du Collège et du Lycée Augustin-Thierry est l'une des plus anciennes de France : elle existe depuis 1872 et précède, de quelques mois, le renommage du collège de Blois en collège Augustin-Thierry. La première assemblée générale de l'association se déroule le 10 août 1872 : elle adopte alors ses statuts et nomme présidents honoraires le sénateur Amédée Thierry et le général Juste-Frédéric Riffault. Deux jours plus tard, l'association se réunit à nouveau et élit pour président Louis de La Saussaye.
Depuis cette date, l'association se donne pour mission de favoriser le rayonnement de la cité scolaire et de marquer sa solidarité morale, voire financière, avec les élèves de l'établissement. Son président actuel est M. Jean-Marie Sadowniczyk.
Quelques personnalités du collège royal de Blois :

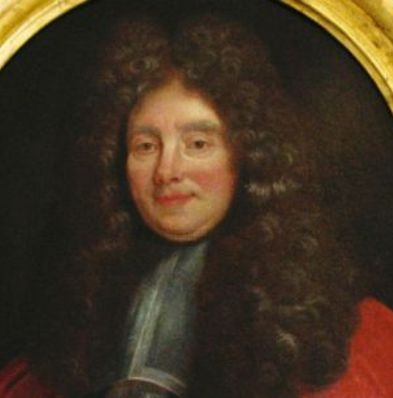
Michel Bégon, intendant de marine et des colonies[274].
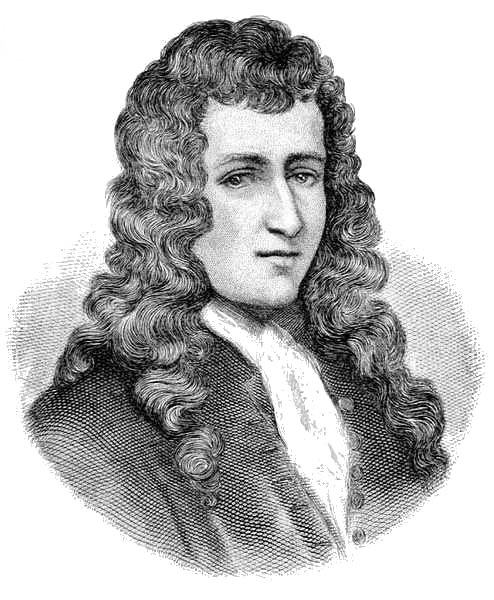
René-Robert Cavelier de La Salle, découvreur de la Louisiane[22].
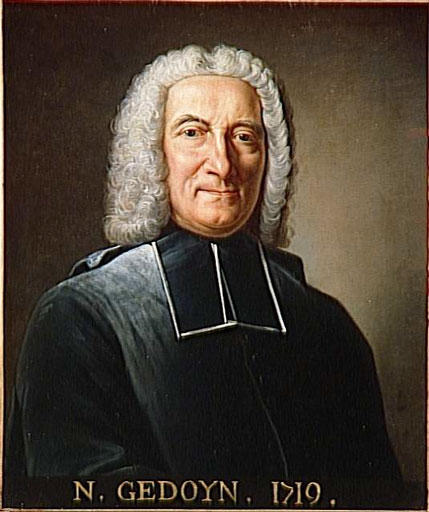
Nicolas Gédoyn, écrivain et homme d'Église[275].
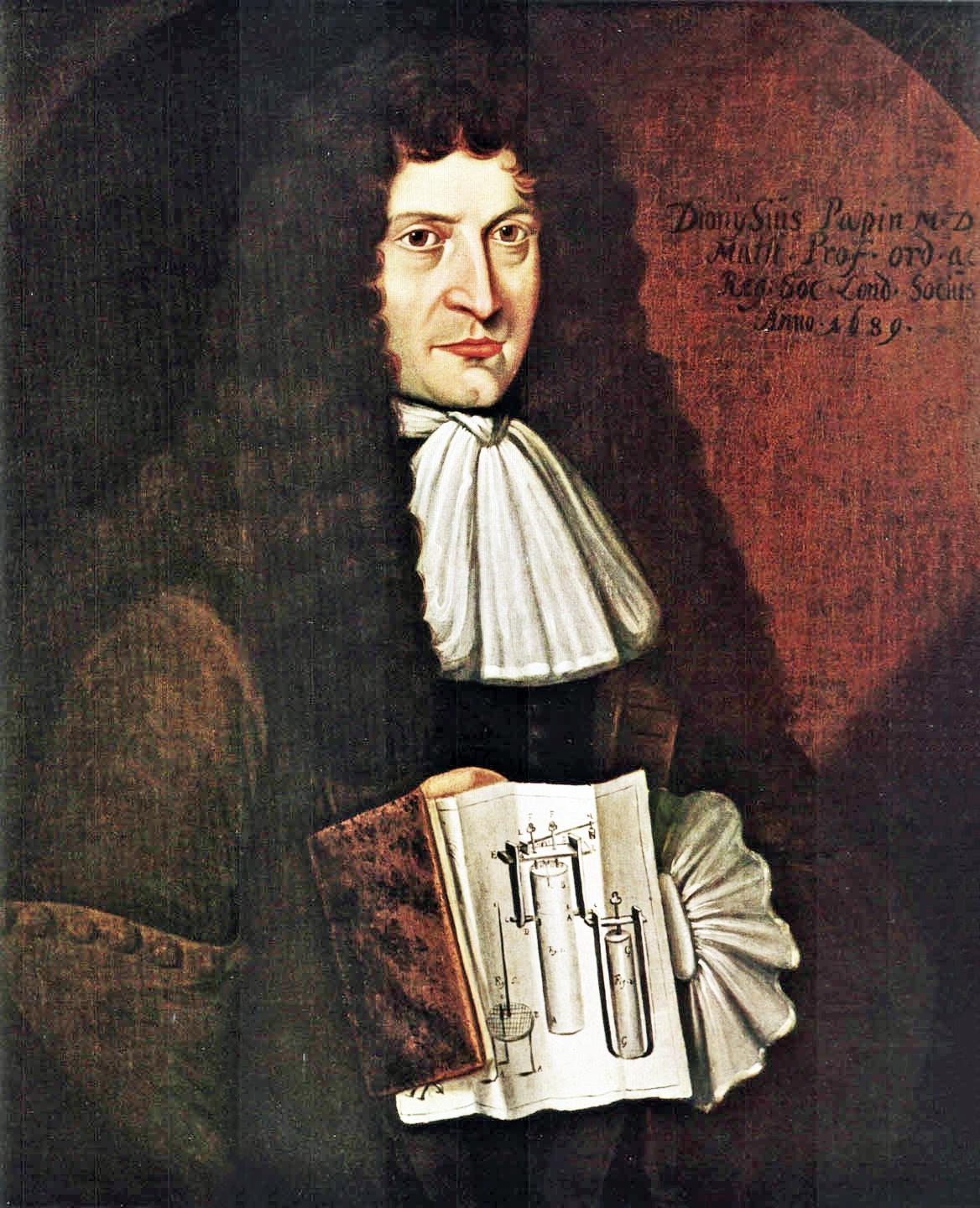
Denis Papin, physicien et mathématicien[276].
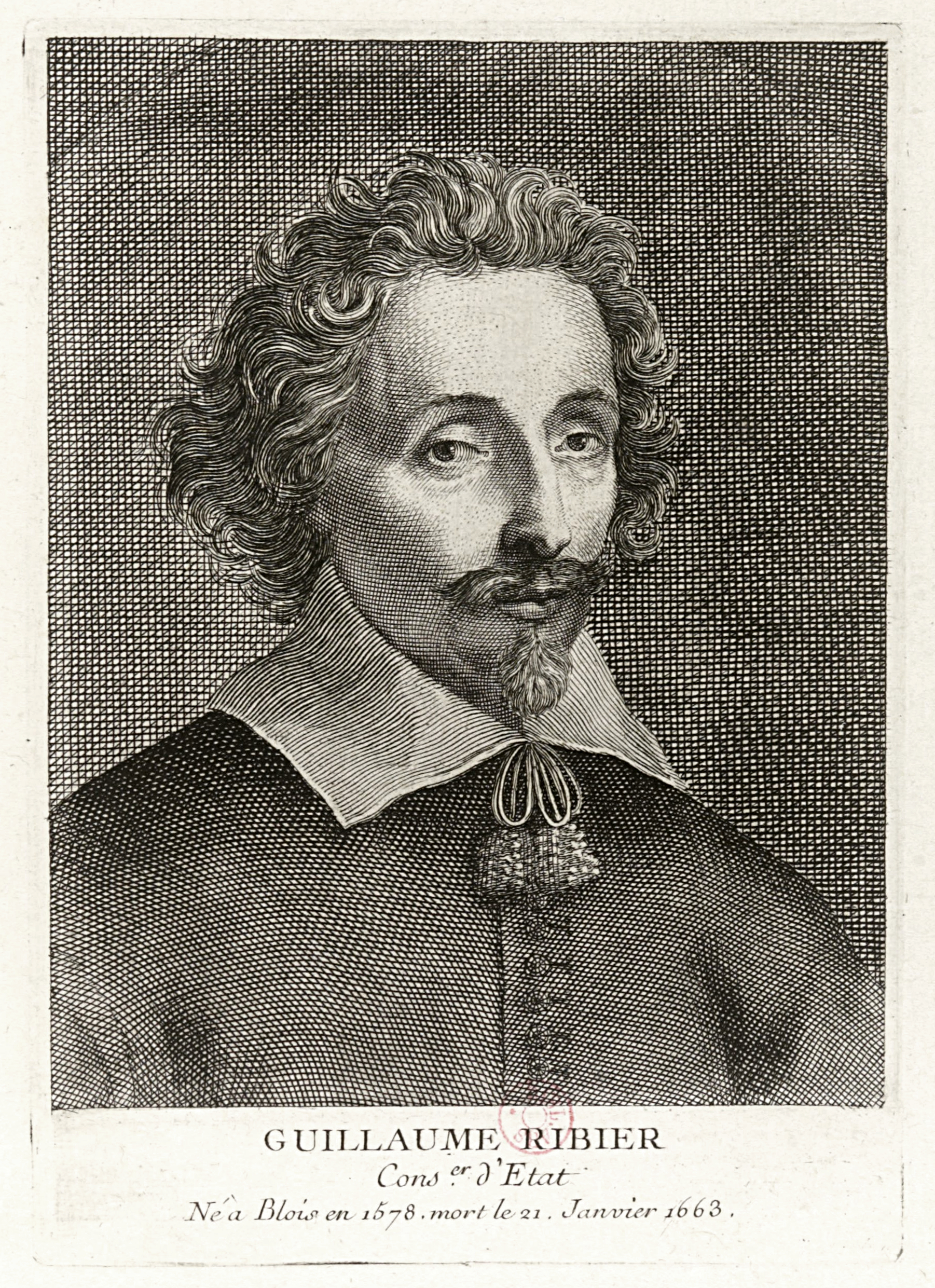
Guillaume Ribier, député aux États généraux[274].
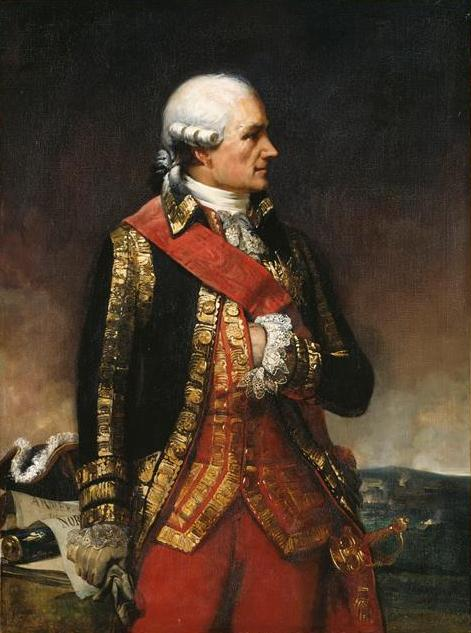
Le maréchal de Rochambeau, combattant de la guerre d'indépendance américaine[28].
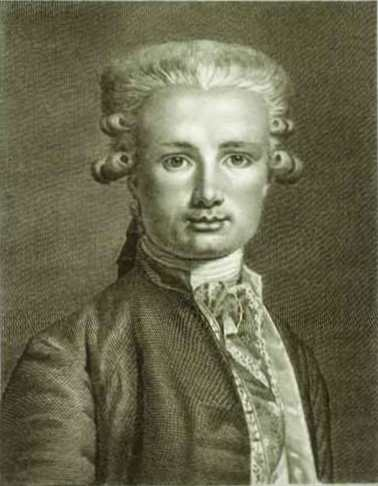
Ange-François Fariau de Saint-Ange, poète et traducteur[26].

Quelques personnalités du collège et du lycée Augustin-Thierry :

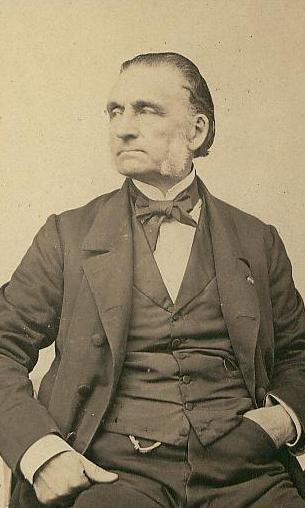
Armand Trousseau, médecin et clinicien[277].
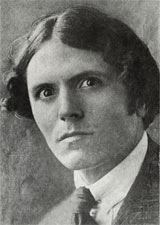
André Colomer, poète et militant anarchiste[278].
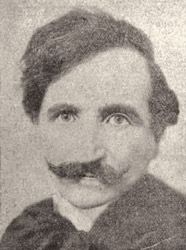
Gérard de Lacaze-Duthiers, écrivain et journaliste
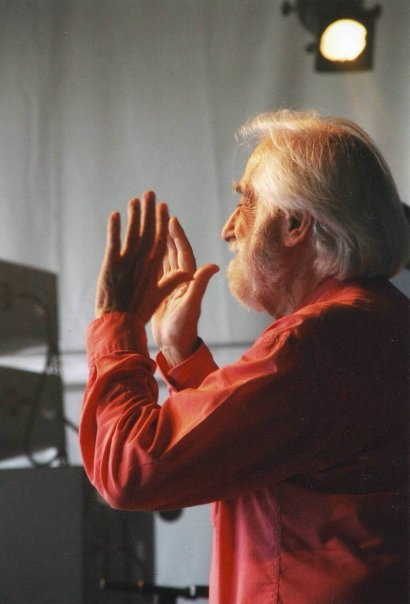
Jean-Claude Deret, comédien et scénariste.
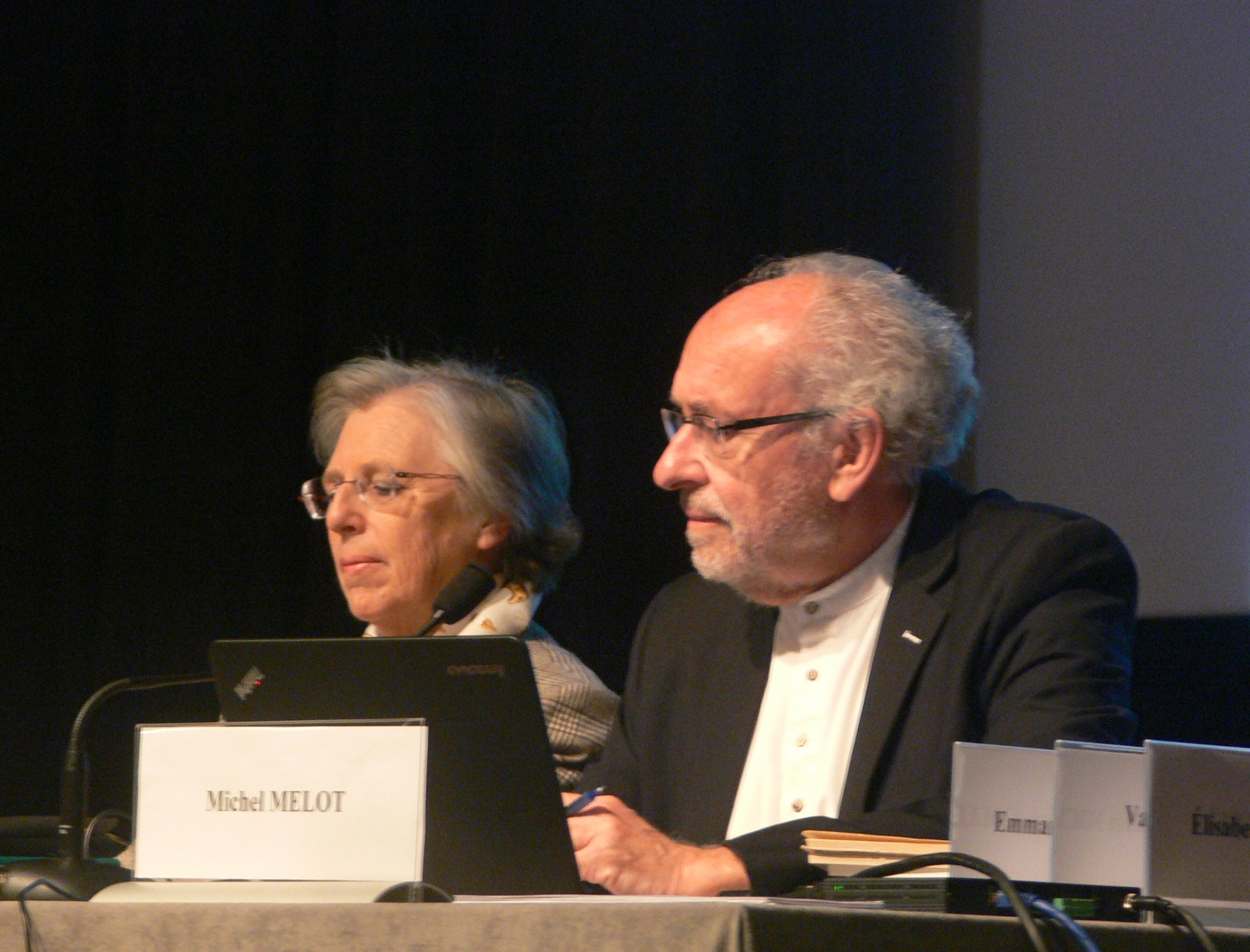
Michel Melot, conservateur et historien
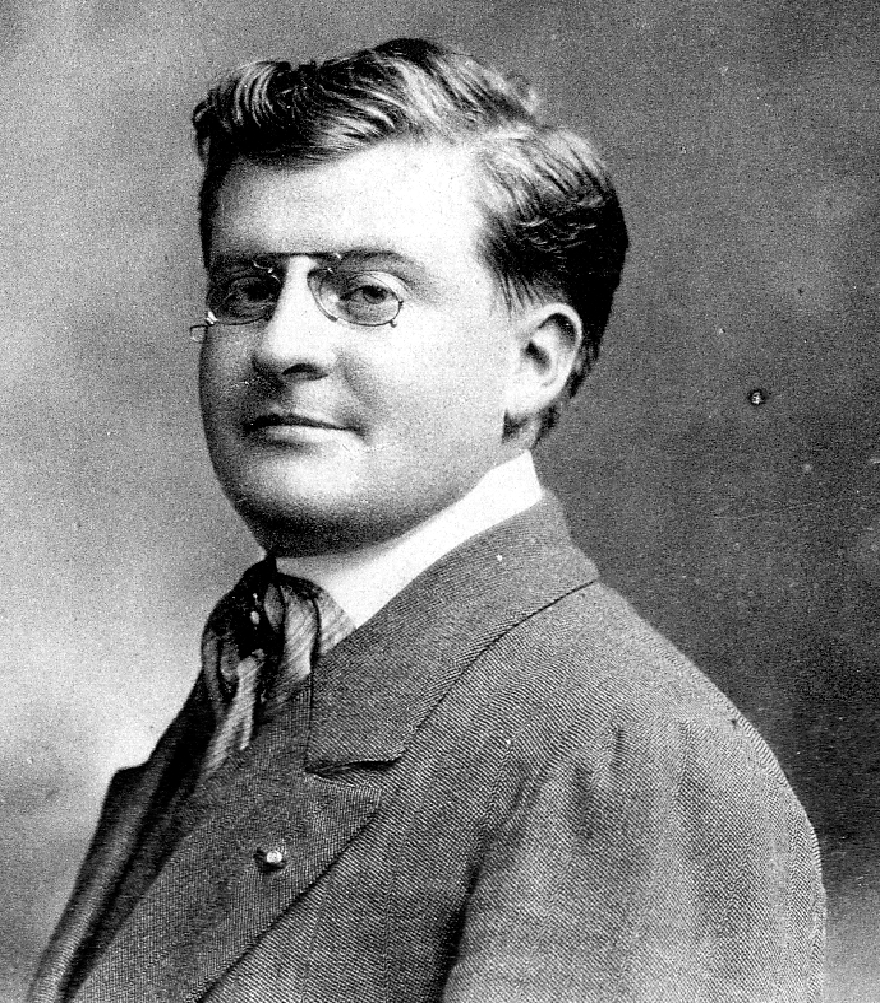
Hubert-Fillay, écrivain régionaliste[107].
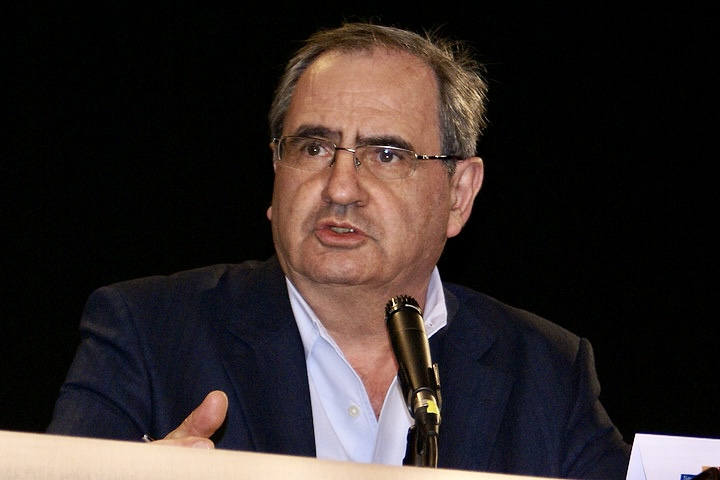
Pierre Rosanvallon, historien et sociologue[144].
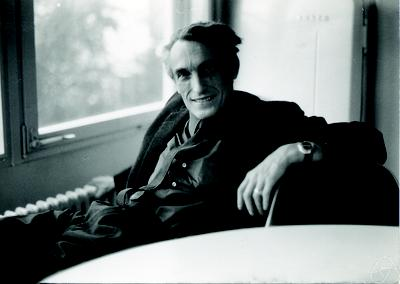
Marcel-Paul Schützenberger, mathématicien et informaticien[281].
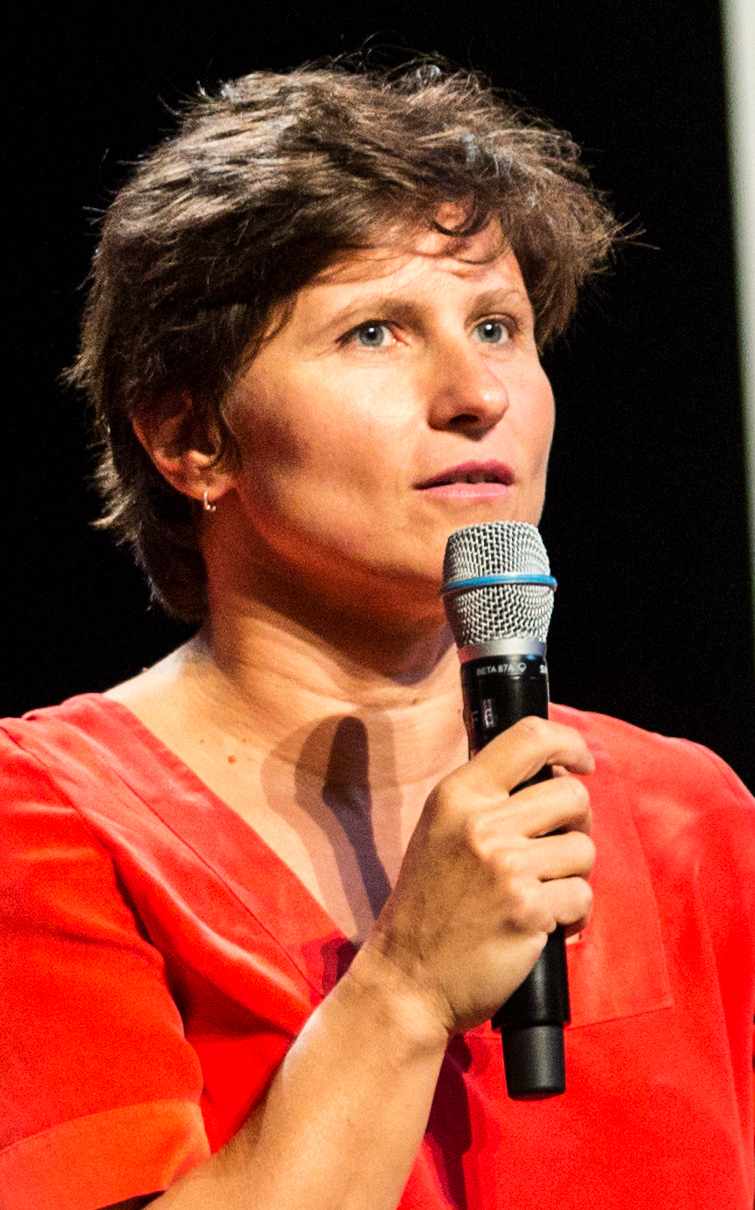
Roxana Maracineanu, nageuse et ministre[187].

### Histoire de l'établissement

#### Ouvrages et documents anciens
- A. Bourgeois, « Notes sur le Collège de Blois », dans Bulletin Universitaire de l'Enseigenement secondaire, Paris, Armand-Colin, 1894 (lire en ligne), p. 224-227.
- Louis-Catherine Bergevin et Alexandre Dupré, « Collège », dans Histoire de Blois, vol. II, Blois, E. Dézairs, 1847 (lire en ligne), p. 538-553.
- Jacques Cornilleau, Le Collège Augustin-Thierry pendant la guerre de 1939-1945 et son rôle dans la Résistance, Association Amicale des Anciens Élèves du Collège et du Lycée Augustin-Thierry, 1945.
- Alexandre Dupré, « Recherches sur l'ancien collège de Blois », Revue des Sociétés savantes des départements, vol. VI,‎ 1867, p. 592-627 (lire en ligne).
- Alfred de Martonne, « Les Grandes-Écoles et le Collège de Blois », Mémoire de la Société des Sciences et des Lettres de Blois, vol. 5,‎ 1856, p. 23-94 (lire en ligne).
- Louis de La Saussaye, « Saint-Vincent de Paul - Collège », dans Blois et ses environs - guide artistique et historique dans le Blésois et le nord de la Touraine, 1882 (lire en ligne), p. 52-54 et 72-76.
- Dr Maurice Olivier, Rapport sur le Porgramme scolaire : Le Lycée de Garçons. Le Collège de Jeunes filles. L'École primaire de filles du quartier de l'Avenue de Verdun. Le projet d'expropriation conditionnelle du Refuge, 1921, 12 p. (lire en ligne).
- Rémi Porcher, Histoire ď'un centenaire ou Notice biographique sur Jean Boutault, sous-doyen du chapitre de Blois, 1738-1836, Paris, A. Picard, 1889, 140 p..
- Président Rolland, « Compte rendu aux chambres assemblées, concernant le Collège que les Jésuites occupoient à Blois », dans Recueil de plusieurs des ouvrages de monsieur le président Rolland, Paris, Imprimerie P. G. Simon & N. H. Nyon, 1783 (lire en ligne), p. 424-428.

#### Ouvrages modernes
- Régis Bouis, « Communications. I. », Mémoires de la Société des sciences et lettres de Loir-et-Cher, vol. 35,‎ 1974, p. 20-21 (lire en ligne).
- Marie-Madeleine Compère et Dominique Julia, « Le collège de Blois », dans Les collèges français (16e-18e siècles), vol. II, INRP, 1984 (ISBN 9782222041245), p. 123-126.
- Annie Cosperec, « L'Actuel Lycée Augustin-Thierry : le prieuré et la villa Saint-Lazare, l'hospice Lunier », Mélanges offerts à Claude Leymarios, C.D.P.A. 41,‎ 1997, p. 71-77.
- Jean-Yves Denis et al., Le Collège - Le Lycée Augustin-Thierry : grande et petite histoire, Blois, Association des anciens élèves du Collège et du Lycée Augustin-Thierry, octobre 1986, 110 p. .

#### Autres documents en lien avec l'histoire de l'établissement
- Chanoine Jules Gallerand, « Le jansénisme en Blésois. Le conflit entre le P. de Brisacier et Jean Callaghan (1651-1653) », Revue d'histoire de l'Église de France, vol. 55, no 154,‎ 1969, p. 29-47 (lire en ligne).
- Philippe Barbeau, « Histoire de rencontres », Griffon, no 194,‎ novembre-décembre 2004, p. 2-13 (ISSN 0299-7827).
- Philippe Barbeau, « De voix en aiguille », dans Collectif, Un Amour d'enfance, Bayard, 2007 (ISBN 978-2-7470-2438-9), p. 66-68.
- 1914-1918 : Livre d'or de l'Enseignement public de Loir-et-Cher, Paris, Sadag de France Imprimerie, 1920.
- 1939-1945 : Livre d'or de l'Enseignement public de Loir-et-Cher, Blois, Grande Imprimerie, 1947.

### Histoire et dictionnaire de Blois
- Annie Cosperec, Blois, la forme d'une ville, L'Inventaire-Cahiers du patrimoine / Imprimerie nationale, 1994 (ISBN 2110813229).
- Yves Denis, Histoire de Blois et de sa région, Privat, 1988.
- Bruno Guignard, « Aliénés », Blois de A à Z, Éditions Alan Sutton,‎ 2007, p. 7-12 (ISBN 2849106216).
- Pascal Nourrisson, Blois : Le dictionnaire des noms de rues, C.L.D. éditions, 2005 (ISBN 2854434331).

## Sitographie

### Sites officiels liés à la cité scolaire
- « Cité scolaire Augustin-Thierry », Académie d'Orléans-Tours, 2011 (consulté le 4 mai 2015).
- « Association Amicale des Anciens Élèves du Collège et du Lycée Augustin-Thierry de Blois », 2014 (consulté le 4 mai 2015).
- « Association Amicale des Anciens Élèves du Collège et du Lycée Augustin-Thierry de Blois », 2021 (consulté le 20 décembre 2021).

### Bâtiments liés à la cité scolaire sur les sites du ministère de la Culture et de l'Inventaire général
- « Ancien collège des Jésuites », notice no PA00098340, sur la plateforme ouverte du patrimoine, base Mérimée, ministère français de la Culture.
- « Église Saint-Vincent-de-Paul », notice no PA00098345, sur la plateforme ouverte du patrimoine, base Mérimée, ministère français de la Culture.
- « Crypte de l'ancienne abbaye du Bourgmoyen », notice no PA00098342, sur la plateforme ouverte du patrimoine, base Mérimée, ministère français de la Culture.
- « Prieuré Saint-Lazare et villa Lunier », notice no IA41000031, sur la plateforme ouverte du patrimoine, base Mérimée, ministère français de la Culture.
- « Nicolas Royer, On-Off, 2008 », un pour cent artistique, ministère français de la Culture.
- « Lycée, dit cité scolaire Augustin-Thierry », Inventaire général, Région Centre-Val de Loire.
- « Blois : lycée Augustin-Thierry, dit Cité scolaire Augustin-Thierry (13 avenue de Châteaudun) », Perceval, Région Centre-Val de Loire.

### Histoire des bâtiments liés à la cité scolaire
- « Collège de Blois, France : état des lieux - plan d'ensemble », sur Gallica, 3 octobre 2011 (consulté le 4 mai 2015).
- « Collège de Blois, France : plan du premier étage », sur Gallica, 10 octobre 2011 (consulté le 4 mai 2015).
- « Eglise Saint-Vincent, Ancienne abbaye Sainte-Marie de Bourgmoyen, Ancien couvent des Jésuites et Ancienne maladrerie Saint-Lazare », sur Le site des clochers de la France, 2007 (consulté le 4 mai 2015).

### Histoire du jumelage Blois-Waldshut-Lewes
- « Association du jumelage Blois - Lewes - Waldshut Tiengen » (consulté le 4 mai 2015).
- (en) « Lewes Twinning Association » (consulté le 4 mai 2015).
- (en) N.R. Bradshaw, « Blois episode », sur The Old Lewesians Organisation (consulté le 4 mai 2015).
- (en) « Monsieur Robert Piolé », The Barbican, vol. 42,‎ 1967 (lire en ligne).

### Articles de presse et vidéos en lien avec la cité scolaire
- « Articles en lien avec l'établissement », sur Nouvelle République (consulté le 4 mai 2015).
- « Vidéos en lien avec l'établissement », sur Nouvelle République (consulté le 4 mai 2015).
- Ghislain Lauvergat et Sébastien Brangé, « Secret des lieux à Blois (2) », sur mativi-valdeloire (consulté le 4 mai 2015).
- « 1978 Rentrée au Lycée », sur YouTube, 1978 (consulté le 4 mai 2015).

## Articles et catégories connexes
- Cité scolaire Robert-Badinter
- Prieuré Saint-Lazare et hospice Lunier
- Liste d'élèves du collège royal et de la cité scolaire Augustin-Thierry de Blois
- Catégorie:Enseignant au collège royal de Blois
- Catégorie:Enseignant à la cité scolaire Augustin-Thierry
- Catégorie:Surveillant à la cité scolaire Augustin-Thierry
- Histoire de l'éducation en France
- Éducation des filles en France
- Histoire de Loir-et-Cher